# Phòng thủ Pháp (cờ vua)
Phòng thủ Pháp là một khai cuộc trong cờ vua đặc trưng bởi các nước đi sau:
1.e4 e6
Khai cuộc này nổi tiếng chắc chắn và có một lợi thế qua lại, tức là một bên có thể giành lợi thế nếu bên kia mắc sai lầm dù nhỏ, và tình thế dễ đảo chiều; dù cho trong giai đoạn đầu thế trận của Đen có thể có đôi chút tù túng. Đen sẽ thường giành lấy những khả năng phản công bên cánh Hậu còn Trắng sẽ có xu hướng tập trung vào bên cánh Vua.

## Nước đi cơ bản
|   | a | b | c | d | e | f | g | h |   |
| 8 | a8 black rook · b8 black knight · c8 black bishop · d8 black queen · e8 black king · f8 black bishop · g8 black knight · h8 black rook · a7 black pawn · b7 black pawn · c7 black pawn · f7 black pawn · g7 black pawn · h7 black pawn · e6 black pawn · d5 black pawn · d4 white pawn · e4 white pawn · a2 white pawn · b2 white pawn · c2 white pawn · f2 white pawn · g2 white pawn · h2 white pawn · a1 white rook · b1 white knight · c1 white bishop · d1 white queen · e1 white king · f1 white bishop · g1 white knight · h1 white rook | a8 black rook · b8 black knight · c8 black bishop · d8 black queen · e8 black king · f8 black bishop · g8 black knight · h8 black rook · a7 black pawn · b7 black pawn · c7 black pawn · f7 black pawn · g7 black pawn · h7 black pawn · e6 black pawn · d5 black pawn · d4 white pawn · e4 white pawn · a2 white pawn · b2 white pawn · c2 white pawn · f2 white pawn · g2 white pawn · h2 white pawn · a1 white rook · b1 white knight · c1 white bishop · d1 white queen · e1 white king · f1 white bishop · g1 white knight · h1 white rook | a8 black rook · b8 black knight · c8 black bishop · d8 black queen · e8 black king · f8 black bishop · g8 black knight · h8 black rook · a7 black pawn · b7 black pawn · c7 black pawn · f7 black pawn · g7 black pawn · h7 black pawn · e6 black pawn · d5 black pawn · d4 white pawn · e4 white pawn · a2 white pawn · b2 white pawn · c2 white pawn · f2 white pawn · g2 white pawn · h2 white pawn · a1 white rook · b1 white knight · c1 white bishop · d1 white queen · e1 white king · f1 white bishop · g1 white knight · h1 white rook | a8 black rook · b8 black knight · c8 black bishop · d8 black queen · e8 black king · f8 black bishop · g8 black knight · h8 black rook · a7 black pawn · b7 black pawn · c7 black pawn · f7 black pawn · g7 black pawn · h7 black pawn · e6 black pawn · d5 black pawn · d4 white pawn · e4 white pawn · a2 white pawn · b2 white pawn · c2 white pawn · f2 white pawn · g2 white pawn · h2 white pawn · a1 white rook · b1 white knight · c1 white bishop · d1 white queen · e1 white king · f1 white bishop · g1 white knight · h1 white rook | a8 black rook · b8 black knight · c8 black bishop · d8 black queen · e8 black king · f8 black bishop · g8 black knight · h8 black rook · a7 black pawn · b7 black pawn · c7 black pawn · f7 black pawn · g7 black pawn · h7 black pawn · e6 black pawn · d5 black pawn · d4 white pawn · e4 white pawn · a2 white pawn · b2 white pawn · c2 white pawn · f2 white pawn · g2 white pawn · h2 white pawn · a1 white rook · b1 white knight · c1 white bishop · d1 white queen · e1 white king · f1 white bishop · g1 white knight · h1 white rook | a8 black rook · b8 black knight · c8 black bishop · d8 black queen · e8 black king · f8 black bishop · g8 black knight · h8 black rook · a7 black pawn · b7 black pawn · c7 black pawn · f7 black pawn · g7 black pawn · h7 black pawn · e6 black pawn · d5 black pawn · d4 white pawn · e4 white pawn · a2 white pawn · b2 white pawn · c2 white pawn · f2 white pawn · g2 white pawn · h2 white pawn · a1 white rook · b1 white knight · c1 white bishop · d1 white queen · e1 white king · f1 white bishop · g1 white knight · h1 white rook | a8 black rook · b8 black knight · c8 black bishop · d8 black queen · e8 black king · f8 black bishop · g8 black knight · h8 black rook · a7 black pawn · b7 black pawn · c7 black pawn · f7 black pawn · g7 black pawn · h7 black pawn · e6 black pawn · d5 black pawn · d4 white pawn · e4 white pawn · a2 white pawn · b2 white pawn · c2 white pawn · f2 white pawn · g2 white pawn · h2 white pawn · a1 white rook · b1 white knight · c1 white bishop · d1 white queen · e1 white king · f1 white bishop · g1 white knight · h1 white rook | a8 black rook · b8 black knight · c8 black bishop · d8 black queen · e8 black king · f8 black bishop · g8 black knight · h8 black rook · a7 black pawn · b7 black pawn · c7 black pawn · f7 black pawn · g7 black pawn · h7 black pawn · e6 black pawn · d5 black pawn · d4 white pawn · e4 white pawn · a2 white pawn · b2 white pawn · c2 white pawn · f2 white pawn · g2 white pawn · h2 white pawn · a1 white rook · b1 white knight · c1 white bishop · d1 white queen · e1 white king · f1 white bishop · g1 white knight · h1 white rook | 8 |
| 7 | a8 black rook · b8 black knight · c8 black bishop · d8 black queen · e8 black king · f8 black bishop · g8 black knight · h8 black rook · a7 black pawn · b7 black pawn · c7 black pawn · f7 black pawn · g7 black pawn · h7 black pawn · e6 black pawn · d5 black pawn · d4 white pawn · e4 white pawn · a2 white pawn · b2 white pawn · c2 white pawn · f2 white pawn · g2 white pawn · h2 white pawn · a1 white rook · b1 white knight · c1 white bishop · d1 white queen · e1 white king · f1 white bishop · g1 white knight · h1 white rook | a8 black rook · b8 black knight · c8 black bishop · d8 black queen · e8 black king · f8 black bishop · g8 black knight · h8 black rook · a7 black pawn · b7 black pawn · c7 black pawn · f7 black pawn · g7 black pawn · h7 black pawn · e6 black pawn · d5 black pawn · d4 white pawn · e4 white pawn · a2 white pawn · b2 white pawn · c2 white pawn · f2 white pawn · g2 white pawn · h2 white pawn · a1 white rook · b1 white knight · c1 white bishop · d1 white queen · e1 white king · f1 white bishop · g1 white knight · h1 white rook | a8 black rook · b8 black knight · c8 black bishop · d8 black queen · e8 black king · f8 black bishop · g8 black knight · h8 black rook · a7 black pawn · b7 black pawn · c7 black pawn · f7 black pawn · g7 black pawn · h7 black pawn · e6 black pawn · d5 black pawn · d4 white pawn · e4 white pawn · a2 white pawn · b2 white pawn · c2 white pawn · f2 white pawn · g2 white pawn · h2 white pawn · a1 white rook · b1 white knight · c1 white bishop · d1 white queen · e1 white king · f1 white bishop · g1 white knight · h1 white rook | a8 black rook · b8 black knight · c8 black bishop · d8 black queen · e8 black king · f8 black bishop · g8 black knight · h8 black rook · a7 black pawn · b7 black pawn · c7 black pawn · f7 black pawn · g7 black pawn · h7 black pawn · e6 black pawn · d5 black pawn · d4 white pawn · e4 white pawn · a2 white pawn · b2 white pawn · c2 white pawn · f2 white pawn · g2 white pawn · h2 white pawn · a1 white rook · b1 white knight · c1 white bishop · d1 white queen · e1 white king · f1 white bishop · g1 white knight · h1 white rook | a8 black rook · b8 black knight · c8 black bishop · d8 black queen · e8 black king · f8 black bishop · g8 black knight · h8 black rook · a7 black pawn · b7 black pawn · c7 black pawn · f7 black pawn · g7 black pawn · h7 black pawn · e6 black pawn · d5 black pawn · d4 white pawn · e4 white pawn · a2 white pawn · b2 white pawn · c2 white pawn · f2 white pawn · g2 white pawn · h2 white pawn · a1 white rook · b1 white knight · c1 white bishop · d1 white queen · e1 white king · f1 white bishop · g1 white knight · h1 white rook | a8 black rook · b8 black knight · c8 black bishop · d8 black queen · e8 black king · f8 black bishop · g8 black knight · h8 black rook · a7 black pawn · b7 black pawn · c7 black pawn · f7 black pawn · g7 black pawn · h7 black pawn · e6 black pawn · d5 black pawn · d4 white pawn · e4 white pawn · a2 white pawn · b2 white pawn · c2 white pawn · f2 white pawn · g2 white pawn · h2 white pawn · a1 white rook · b1 white knight · c1 white bishop · d1 white queen · e1 white king · f1 white bishop · g1 white knight · h1 white rook | a8 black rook · b8 black knight · c8 black bishop · d8 black queen · e8 black king · f8 black bishop · g8 black knight · h8 black rook · a7 black pawn · b7 black pawn · c7 black pawn · f7 black pawn · g7 black pawn · h7 black pawn · e6 black pawn · d5 black pawn · d4 white pawn · e4 white pawn · a2 white pawn · b2 white pawn · c2 white pawn · f2 white pawn · g2 white pawn · h2 white pawn · a1 white rook · b1 white knight · c1 white bishop · d1 white queen · e1 white king · f1 white bishop · g1 white knight · h1 white rook | a8 black rook · b8 black knight · c8 black bishop · d8 black queen · e8 black king · f8 black bishop · g8 black knight · h8 black rook · a7 black pawn · b7 black pawn · c7 black pawn · f7 black pawn · g7 black pawn · h7 black pawn · e6 black pawn · d5 black pawn · d4 white pawn · e4 white pawn · a2 white pawn · b2 white pawn · c2 white pawn · f2 white pawn · g2 white pawn · h2 white pawn · a1 white rook · b1 white knight · c1 white bishop · d1 white queen · e1 white king · f1 white bishop · g1 white knight · h1 white rook | 7 |
| 6 | a8 black rook · b8 black knight · c8 black bishop · d8 black queen · e8 black king · f8 black bishop · g8 black knight · h8 black rook · a7 black pawn · b7 black pawn · c7 black pawn · f7 black pawn · g7 black pawn · h7 black pawn · e6 black pawn · d5 black pawn · d4 white pawn · e4 white pawn · a2 white pawn · b2 white pawn · c2 white pawn · f2 white pawn · g2 white pawn · h2 white pawn · a1 white rook · b1 white knight · c1 white bishop · d1 white queen · e1 white king · f1 white bishop · g1 white knight · h1 white rook | a8 black rook · b8 black knight · c8 black bishop · d8 black queen · e8 black king · f8 black bishop · g8 black knight · h8 black rook · a7 black pawn · b7 black pawn · c7 black pawn · f7 black pawn · g7 black pawn · h7 black pawn · e6 black pawn · d5 black pawn · d4 white pawn · e4 white pawn · a2 white pawn · b2 white pawn · c2 white pawn · f2 white pawn · g2 white pawn · h2 white pawn · a1 white rook · b1 white knight · c1 white bishop · d1 white queen · e1 white king · f1 white bishop · g1 white knight · h1 white rook | a8 black rook · b8 black knight · c8 black bishop · d8 black queen · e8 black king · f8 black bishop · g8 black knight · h8 black rook · a7 black pawn · b7 black pawn · c7 black pawn · f7 black pawn · g7 black pawn · h7 black pawn · e6 black pawn · d5 black pawn · d4 white pawn · e4 white pawn · a2 white pawn · b2 white pawn · c2 white pawn · f2 white pawn · g2 white pawn · h2 white pawn · a1 white rook · b1 white knight · c1 white bishop · d1 white queen · e1 white king · f1 white bishop · g1 white knight · h1 white rook | a8 black rook · b8 black knight · c8 black bishop · d8 black queen · e8 black king · f8 black bishop · g8 black knight · h8 black rook · a7 black pawn · b7 black pawn · c7 black pawn · f7 black pawn · g7 black pawn · h7 black pawn · e6 black pawn · d5 black pawn · d4 white pawn · e4 white pawn · a2 white pawn · b2 white pawn · c2 white pawn · f2 white pawn · g2 white pawn · h2 white pawn · a1 white rook · b1 white knight · c1 white bishop · d1 white queen · e1 white king · f1 white bishop · g1 white knight · h1 white rook | a8 black rook · b8 black knight · c8 black bishop · d8 black queen · e8 black king · f8 black bishop · g8 black knight · h8 black rook · a7 black pawn · b7 black pawn · c7 black pawn · f7 black pawn · g7 black pawn · h7 black pawn · e6 black pawn · d5 black pawn · d4 white pawn · e4 white pawn · a2 white pawn · b2 white pawn · c2 white pawn · f2 white pawn · g2 white pawn · h2 white pawn · a1 white rook · b1 white knight · c1 white bishop · d1 white queen · e1 white king · f1 white bishop · g1 white knight · h1 white rook | a8 black rook · b8 black knight · c8 black bishop · d8 black queen · e8 black king · f8 black bishop · g8 black knight · h8 black rook · a7 black pawn · b7 black pawn · c7 black pawn · f7 black pawn · g7 black pawn · h7 black pawn · e6 black pawn · d5 black pawn · d4 white pawn · e4 white pawn · a2 white pawn · b2 white pawn · c2 white pawn · f2 white pawn · g2 white pawn · h2 white pawn · a1 white rook · b1 white knight · c1 white bishop · d1 white queen · e1 white king · f1 white bishop · g1 white knight · h1 white rook | a8 black rook · b8 black knight · c8 black bishop · d8 black queen · e8 black king · f8 black bishop · g8 black knight · h8 black rook · a7 black pawn · b7 black pawn · c7 black pawn · f7 black pawn · g7 black pawn · h7 black pawn · e6 black pawn · d5 black pawn · d4 white pawn · e4 white pawn · a2 white pawn · b2 white pawn · c2 white pawn · f2 white pawn · g2 white pawn · h2 white pawn · a1 white rook · b1 white knight · c1 white bishop · d1 white queen · e1 white king · f1 white bishop · g1 white knight · h1 white rook | a8 black rook · b8 black knight · c8 black bishop · d8 black queen · e8 black king · f8 black bishop · g8 black knight · h8 black rook · a7 black pawn · b7 black pawn · c7 black pawn · f7 black pawn · g7 black pawn · h7 black pawn · e6 black pawn · d5 black pawn · d4 white pawn · e4 white pawn · a2 white pawn · b2 white pawn · c2 white pawn · f2 white pawn · g2 white pawn · h2 white pawn · a1 white rook · b1 white knight · c1 white bishop · d1 white queen · e1 white king · f1 white bishop · g1 white knight · h1 white rook | 6 |
| 5 | a8 black rook · b8 black knight · c8 black bishop · d8 black queen · e8 black king · f8 black bishop · g8 black knight · h8 black rook · a7 black pawn · b7 black pawn · c7 black pawn · f7 black pawn · g7 black pawn · h7 black pawn · e6 black pawn · d5 black pawn · d4 white pawn · e4 white pawn · a2 white pawn · b2 white pawn · c2 white pawn · f2 white pawn · g2 white pawn · h2 white pawn · a1 white rook · b1 white knight · c1 white bishop · d1 white queen · e1 white king · f1 white bishop · g1 white knight · h1 white rook | a8 black rook · b8 black knight · c8 black bishop · d8 black queen · e8 black king · f8 black bishop · g8 black knight · h8 black rook · a7 black pawn · b7 black pawn · c7 black pawn · f7 black pawn · g7 black pawn · h7 black pawn · e6 black pawn · d5 black pawn · d4 white pawn · e4 white pawn · a2 white pawn · b2 white pawn · c2 white pawn · f2 white pawn · g2 white pawn · h2 white pawn · a1 white rook · b1 white knight · c1 white bishop · d1 white queen · e1 white king · f1 white bishop · g1 white knight · h1 white rook | a8 black rook · b8 black knight · c8 black bishop · d8 black queen · e8 black king · f8 black bishop · g8 black knight · h8 black rook · a7 black pawn · b7 black pawn · c7 black pawn · f7 black pawn · g7 black pawn · h7 black pawn · e6 black pawn · d5 black pawn · d4 white pawn · e4 white pawn · a2 white pawn · b2 white pawn · c2 white pawn · f2 white pawn · g2 white pawn · h2 white pawn · a1 white rook · b1 white knight · c1 white bishop · d1 white queen · e1 white king · f1 white bishop · g1 white knight · h1 white rook | a8 black rook · b8 black knight · c8 black bishop · d8 black queen · e8 black king · f8 black bishop · g8 black knight · h8 black rook · a7 black pawn · b7 black pawn · c7 black pawn · f7 black pawn · g7 black pawn · h7 black pawn · e6 black pawn · d5 black pawn · d4 white pawn · e4 white pawn · a2 white pawn · b2 white pawn · c2 white pawn · f2 white pawn · g2 white pawn · h2 white pawn · a1 white rook · b1 white knight · c1 white bishop · d1 white queen · e1 white king · f1 white bishop · g1 white knight · h1 white rook | a8 black rook · b8 black knight · c8 black bishop · d8 black queen · e8 black king · f8 black bishop · g8 black knight · h8 black rook · a7 black pawn · b7 black pawn · c7 black pawn · f7 black pawn · g7 black pawn · h7 black pawn · e6 black pawn · d5 black pawn · d4 white pawn · e4 white pawn · a2 white pawn · b2 white pawn · c2 white pawn · f2 white pawn · g2 white pawn · h2 white pawn · a1 white rook · b1 white knight · c1 white bishop · d1 white queen · e1 white king · f1 white bishop · g1 white knight · h1 white rook | a8 black rook · b8 black knight · c8 black bishop · d8 black queen · e8 black king · f8 black bishop · g8 black knight · h8 black rook · a7 black pawn · b7 black pawn · c7 black pawn · f7 black pawn · g7 black pawn · h7 black pawn · e6 black pawn · d5 black pawn · d4 white pawn · e4 white pawn · a2 white pawn · b2 white pawn · c2 white pawn · f2 white pawn · g2 white pawn · h2 white pawn · a1 white rook · b1 white knight · c1 white bishop · d1 white queen · e1 white king · f1 white bishop · g1 white knight · h1 white rook | a8 black rook · b8 black knight · c8 black bishop · d8 black queen · e8 black king · f8 black bishop · g8 black knight · h8 black rook · a7 black pawn · b7 black pawn · c7 black pawn · f7 black pawn · g7 black pawn · h7 black pawn · e6 black pawn · d5 black pawn · d4 white pawn · e4 white pawn · a2 white pawn · b2 white pawn · c2 white pawn · f2 white pawn · g2 white pawn · h2 white pawn · a1 white rook · b1 white knight · c1 white bishop · d1 white queen · e1 white king · f1 white bishop · g1 white knight · h1 white rook | a8 black rook · b8 black knight · c8 black bishop · d8 black queen · e8 black king · f8 black bishop · g8 black knight · h8 black rook · a7 black pawn · b7 black pawn · c7 black pawn · f7 black pawn · g7 black pawn · h7 black pawn · e6 black pawn · d5 black pawn · d4 white pawn · e4 white pawn · a2 white pawn · b2 white pawn · c2 white pawn · f2 white pawn · g2 white pawn · h2 white pawn · a1 white rook · b1 white knight · c1 white bishop · d1 white queen · e1 white king · f1 white bishop · g1 white knight · h1 white rook | 5 |
| 4 | a8 black rook · b8 black knight · c8 black bishop · d8 black queen · e8 black king · f8 black bishop · g8 black knight · h8 black rook · a7 black pawn · b7 black pawn · c7 black pawn · f7 black pawn · g7 black pawn · h7 black pawn · e6 black pawn · d5 black pawn · d4 white pawn · e4 white pawn · a2 white pawn · b2 white pawn · c2 white pawn · f2 white pawn · g2 white pawn · h2 white pawn · a1 white rook · b1 white knight · c1 white bishop · d1 white queen · e1 white king · f1 white bishop · g1 white knight · h1 white rook | a8 black rook · b8 black knight · c8 black bishop · d8 black queen · e8 black king · f8 black bishop · g8 black knight · h8 black rook · a7 black pawn · b7 black pawn · c7 black pawn · f7 black pawn · g7 black pawn · h7 black pawn · e6 black pawn · d5 black pawn · d4 white pawn · e4 white pawn · a2 white pawn · b2 white pawn · c2 white pawn · f2 white pawn · g2 white pawn · h2 white pawn · a1 white rook · b1 white knight · c1 white bishop · d1 white queen · e1 white king · f1 white bishop · g1 white knight · h1 white rook | a8 black rook · b8 black knight · c8 black bishop · d8 black queen · e8 black king · f8 black bishop · g8 black knight · h8 black rook · a7 black pawn · b7 black pawn · c7 black pawn · f7 black pawn · g7 black pawn · h7 black pawn · e6 black pawn · d5 black pawn · d4 white pawn · e4 white pawn · a2 white pawn · b2 white pawn · c2 white pawn · f2 white pawn · g2 white pawn · h2 white pawn · a1 white rook · b1 white knight · c1 white bishop · d1 white queen · e1 white king · f1 white bishop · g1 white knight · h1 white rook | a8 black rook · b8 black knight · c8 black bishop · d8 black queen · e8 black king · f8 black bishop · g8 black knight · h8 black rook · a7 black pawn · b7 black pawn · c7 black pawn · f7 black pawn · g7 black pawn · h7 black pawn · e6 black pawn · d5 black pawn · d4 white pawn · e4 white pawn · a2 white pawn · b2 white pawn · c2 white pawn · f2 white pawn · g2 white pawn · h2 white pawn · a1 white rook · b1 white knight · c1 white bishop · d1 white queen · e1 white king · f1 white bishop · g1 white knight · h1 white rook | a8 black rook · b8 black knight · c8 black bishop · d8 black queen · e8 black king · f8 black bishop · g8 black knight · h8 black rook · a7 black pawn · b7 black pawn · c7 black pawn · f7 black pawn · g7 black pawn · h7 black pawn · e6 black pawn · d5 black pawn · d4 white pawn · e4 white pawn · a2 white pawn · b2 white pawn · c2 white pawn · f2 white pawn · g2 white pawn · h2 white pawn · a1 white rook · b1 white knight · c1 white bishop · d1 white queen · e1 white king · f1 white bishop · g1 white knight · h1 white rook | a8 black rook · b8 black knight · c8 black bishop · d8 black queen · e8 black king · f8 black bishop · g8 black knight · h8 black rook · a7 black pawn · b7 black pawn · c7 black pawn · f7 black pawn · g7 black pawn · h7 black pawn · e6 black pawn · d5 black pawn · d4 white pawn · e4 white pawn · a2 white pawn · b2 white pawn · c2 white pawn · f2 white pawn · g2 white pawn · h2 white pawn · a1 white rook · b1 white knight · c1 white bishop · d1 white queen · e1 white king · f1 white bishop · g1 white knight · h1 white rook | a8 black rook · b8 black knight · c8 black bishop · d8 black queen · e8 black king · f8 black bishop · g8 black knight · h8 black rook · a7 black pawn · b7 black pawn · c7 black pawn · f7 black pawn · g7 black pawn · h7 black pawn · e6 black pawn · d5 black pawn · d4 white pawn · e4 white pawn · a2 white pawn · b2 white pawn · c2 white pawn · f2 white pawn · g2 white pawn · h2 white pawn · a1 white rook · b1 white knight · c1 white bishop · d1 white queen · e1 white king · f1 white bishop · g1 white knight · h1 white rook | a8 black rook · b8 black knight · c8 black bishop · d8 black queen · e8 black king · f8 black bishop · g8 black knight · h8 black rook · a7 black pawn · b7 black pawn · c7 black pawn · f7 black pawn · g7 black pawn · h7 black pawn · e6 black pawn · d5 black pawn · d4 white pawn · e4 white pawn · a2 white pawn · b2 white pawn · c2 white pawn · f2 white pawn · g2 white pawn · h2 white pawn · a1 white rook · b1 white knight · c1 white bishop · d1 white queen · e1 white king · f1 white bishop · g1 white knight · h1 white rook | 4 |
| 3 | a8 black rook · b8 black knight · c8 black bishop · d8 black queen · e8 black king · f8 black bishop · g8 black knight · h8 black rook · a7 black pawn · b7 black pawn · c7 black pawn · f7 black pawn · g7 black pawn · h7 black pawn · e6 black pawn · d5 black pawn · d4 white pawn · e4 white pawn · a2 white pawn · b2 white pawn · c2 white pawn · f2 white pawn · g2 white pawn · h2 white pawn · a1 white rook · b1 white knight · c1 white bishop · d1 white queen · e1 white king · f1 white bishop · g1 white knight · h1 white rook | a8 black rook · b8 black knight · c8 black bishop · d8 black queen · e8 black king · f8 black bishop · g8 black knight · h8 black rook · a7 black pawn · b7 black pawn · c7 black pawn · f7 black pawn · g7 black pawn · h7 black pawn · e6 black pawn · d5 black pawn · d4 white pawn · e4 white pawn · a2 white pawn · b2 white pawn · c2 white pawn · f2 white pawn · g2 white pawn · h2 white pawn · a1 white rook · b1 white knight · c1 white bishop · d1 white queen · e1 white king · f1 white bishop · g1 white knight · h1 white rook | a8 black rook · b8 black knight · c8 black bishop · d8 black queen · e8 black king · f8 black bishop · g8 black knight · h8 black rook · a7 black pawn · b7 black pawn · c7 black pawn · f7 black pawn · g7 black pawn · h7 black pawn · e6 black pawn · d5 black pawn · d4 white pawn · e4 white pawn · a2 white pawn · b2 white pawn · c2 white pawn · f2 white pawn · g2 white pawn · h2 white pawn · a1 white rook · b1 white knight · c1 white bishop · d1 white queen · e1 white king · f1 white bishop · g1 white knight · h1 white rook | a8 black rook · b8 black knight · c8 black bishop · d8 black queen · e8 black king · f8 black bishop · g8 black knight · h8 black rook · a7 black pawn · b7 black pawn · c7 black pawn · f7 black pawn · g7 black pawn · h7 black pawn · e6 black pawn · d5 black pawn · d4 white pawn · e4 white pawn · a2 white pawn · b2 white pawn · c2 white pawn · f2 white pawn · g2 white pawn · h2 white pawn · a1 white rook · b1 white knight · c1 white bishop · d1 white queen · e1 white king · f1 white bishop · g1 white knight · h1 white rook | a8 black rook · b8 black knight · c8 black bishop · d8 black queen · e8 black king · f8 black bishop · g8 black knight · h8 black rook · a7 black pawn · b7 black pawn · c7 black pawn · f7 black pawn · g7 black pawn · h7 black pawn · e6 black pawn · d5 black pawn · d4 white pawn · e4 white pawn · a2 white pawn · b2 white pawn · c2 white pawn · f2 white pawn · g2 white pawn · h2 white pawn · a1 white rook · b1 white knight · c1 white bishop · d1 white queen · e1 white king · f1 white bishop · g1 white knight · h1 white rook | a8 black rook · b8 black knight · c8 black bishop · d8 black queen · e8 black king · f8 black bishop · g8 black knight · h8 black rook · a7 black pawn · b7 black pawn · c7 black pawn · f7 black pawn · g7 black pawn · h7 black pawn · e6 black pawn · d5 black pawn · d4 white pawn · e4 white pawn · a2 white pawn · b2 white pawn · c2 white pawn · f2 white pawn · g2 white pawn · h2 white pawn · a1 white rook · b1 white knight · c1 white bishop · d1 white queen · e1 white king · f1 white bishop · g1 white knight · h1 white rook | a8 black rook · b8 black knight · c8 black bishop · d8 black queen · e8 black king · f8 black bishop · g8 black knight · h8 black rook · a7 black pawn · b7 black pawn · c7 black pawn · f7 black pawn · g7 black pawn · h7 black pawn · e6 black pawn · d5 black pawn · d4 white pawn · e4 white pawn · a2 white pawn · b2 white pawn · c2 white pawn · f2 white pawn · g2 white pawn · h2 white pawn · a1 white rook · b1 white knight · c1 white bishop · d1 white queen · e1 white king · f1 white bishop · g1 white knight · h1 white rook | a8 black rook · b8 black knight · c8 black bishop · d8 black queen · e8 black king · f8 black bishop · g8 black knight · h8 black rook · a7 black pawn · b7 black pawn · c7 black pawn · f7 black pawn · g7 black pawn · h7 black pawn · e6 black pawn · d5 black pawn · d4 white pawn · e4 white pawn · a2 white pawn · b2 white pawn · c2 white pawn · f2 white pawn · g2 white pawn · h2 white pawn · a1 white rook · b1 white knight · c1 white bishop · d1 white queen · e1 white king · f1 white bishop · g1 white knight · h1 white rook | 3 |
| 2 | a8 black rook · b8 black knight · c8 black bishop · d8 black queen · e8 black king · f8 black bishop · g8 black knight · h8 black rook · a7 black pawn · b7 black pawn · c7 black pawn · f7 black pawn · g7 black pawn · h7 black pawn · e6 black pawn · d5 black pawn · d4 white pawn · e4 white pawn · a2 white pawn · b2 white pawn · c2 white pawn · f2 white pawn · g2 white pawn · h2 white pawn · a1 white rook · b1 white knight · c1 white bishop · d1 white queen · e1 white king · f1 white bishop · g1 white knight · h1 white rook | a8 black rook · b8 black knight · c8 black bishop · d8 black queen · e8 black king · f8 black bishop · g8 black knight · h8 black rook · a7 black pawn · b7 black pawn · c7 black pawn · f7 black pawn · g7 black pawn · h7 black pawn · e6 black pawn · d5 black pawn · d4 white pawn · e4 white pawn · a2 white pawn · b2 white pawn · c2 white pawn · f2 white pawn · g2 white pawn · h2 white pawn · a1 white rook · b1 white knight · c1 white bishop · d1 white queen · e1 white king · f1 white bishop · g1 white knight · h1 white rook | a8 black rook · b8 black knight · c8 black bishop · d8 black queen · e8 black king · f8 black bishop · g8 black knight · h8 black rook · a7 black pawn · b7 black pawn · c7 black pawn · f7 black pawn · g7 black pawn · h7 black pawn · e6 black pawn · d5 black pawn · d4 white pawn · e4 white pawn · a2 white pawn · b2 white pawn · c2 white pawn · f2 white pawn · g2 white pawn · h2 white pawn · a1 white rook · b1 white knight · c1 white bishop · d1 white queen · e1 white king · f1 white bishop · g1 white knight · h1 white rook | a8 black rook · b8 black knight · c8 black bishop · d8 black queen · e8 black king · f8 black bishop · g8 black knight · h8 black rook · a7 black pawn · b7 black pawn · c7 black pawn · f7 black pawn · g7 black pawn · h7 black pawn · e6 black pawn · d5 black pawn · d4 white pawn · e4 white pawn · a2 white pawn · b2 white pawn · c2 white pawn · f2 white pawn · g2 white pawn · h2 white pawn · a1 white rook · b1 white knight · c1 white bishop · d1 white queen · e1 white king · f1 white bishop · g1 white knight · h1 white rook | a8 black rook · b8 black knight · c8 black bishop · d8 black queen · e8 black king · f8 black bishop · g8 black knight · h8 black rook · a7 black pawn · b7 black pawn · c7 black pawn · f7 black pawn · g7 black pawn · h7 black pawn · e6 black pawn · d5 black pawn · d4 white pawn · e4 white pawn · a2 white pawn · b2 white pawn · c2 white pawn · f2 white pawn · g2 white pawn · h2 white pawn · a1 white rook · b1 white knight · c1 white bishop · d1 white queen · e1 white king · f1 white bishop · g1 white knight · h1 white rook | a8 black rook · b8 black knight · c8 black bishop · d8 black queen · e8 black king · f8 black bishop · g8 black knight · h8 black rook · a7 black pawn · b7 black pawn · c7 black pawn · f7 black pawn · g7 black pawn · h7 black pawn · e6 black pawn · d5 black pawn · d4 white pawn · e4 white pawn · a2 white pawn · b2 white pawn · c2 white pawn · f2 white pawn · g2 white pawn · h2 white pawn · a1 white rook · b1 white knight · c1 white bishop · d1 white queen · e1 white king · f1 white bishop · g1 white knight · h1 white rook | a8 black rook · b8 black knight · c8 black bishop · d8 black queen · e8 black king · f8 black bishop · g8 black knight · h8 black rook · a7 black pawn · b7 black pawn · c7 black pawn · f7 black pawn · g7 black pawn · h7 black pawn · e6 black pawn · d5 black pawn · d4 white pawn · e4 white pawn · a2 white pawn · b2 white pawn · c2 white pawn · f2 white pawn · g2 white pawn · h2 white pawn · a1 white rook · b1 white knight · c1 white bishop · d1 white queen · e1 white king · f1 white bishop · g1 white knight · h1 white rook | a8 black rook · b8 black knight · c8 black bishop · d8 black queen · e8 black king · f8 black bishop · g8 black knight · h8 black rook · a7 black pawn · b7 black pawn · c7 black pawn · f7 black pawn · g7 black pawn · h7 black pawn · e6 black pawn · d5 black pawn · d4 white pawn · e4 white pawn · a2 white pawn · b2 white pawn · c2 white pawn · f2 white pawn · g2 white pawn · h2 white pawn · a1 white rook · b1 white knight · c1 white bishop · d1 white queen · e1 white king · f1 white bishop · g1 white knight · h1 white rook | 2 |
| 1 | a8 black rook · b8 black knight · c8 black bishop · d8 black queen · e8 black king · f8 black bishop · g8 black knight · h8 black rook · a7 black pawn · b7 black pawn · c7 black pawn · f7 black pawn · g7 black pawn · h7 black pawn · e6 black pawn · d5 black pawn · d4 white pawn · e4 white pawn · a2 white pawn · b2 white pawn · c2 white pawn · f2 white pawn · g2 white pawn · h2 white pawn · a1 white rook · b1 white knight · c1 white bishop · d1 white queen · e1 white king · f1 white bishop · g1 white knight · h1 white rook | a8 black rook · b8 black knight · c8 black bishop · d8 black queen · e8 black king · f8 black bishop · g8 black knight · h8 black rook · a7 black pawn · b7 black pawn · c7 black pawn · f7 black pawn · g7 black pawn · h7 black pawn · e6 black pawn · d5 black pawn · d4 white pawn · e4 white pawn · a2 white pawn · b2 white pawn · c2 white pawn · f2 white pawn · g2 white pawn · h2 white pawn · a1 white rook · b1 white knight · c1 white bishop · d1 white queen · e1 white king · f1 white bishop · g1 white knight · h1 white rook | a8 black rook · b8 black knight · c8 black bishop · d8 black queen · e8 black king · f8 black bishop · g8 black knight · h8 black rook · a7 black pawn · b7 black pawn · c7 black pawn · f7 black pawn · g7 black pawn · h7 black pawn · e6 black pawn · d5 black pawn · d4 white pawn · e4 white pawn · a2 white pawn · b2 white pawn · c2 white pawn · f2 white pawn · g2 white pawn · h2 white pawn · a1 white rook · b1 white knight · c1 white bishop · d1 white queen · e1 white king · f1 white bishop · g1 white knight · h1 white rook | a8 black rook · b8 black knight · c8 black bishop · d8 black queen · e8 black king · f8 black bishop · g8 black knight · h8 black rook · a7 black pawn · b7 black pawn · c7 black pawn · f7 black pawn · g7 black pawn · h7 black pawn · e6 black pawn · d5 black pawn · d4 white pawn · e4 white pawn · a2 white pawn · b2 white pawn · c2 white pawn · f2 white pawn · g2 white pawn · h2 white pawn · a1 white rook · b1 white knight · c1 white bishop · d1 white queen · e1 white king · f1 white bishop · g1 white knight · h1 white rook | a8 black rook · b8 black knight · c8 black bishop · d8 black queen · e8 black king · f8 black bishop · g8 black knight · h8 black rook · a7 black pawn · b7 black pawn · c7 black pawn · f7 black pawn · g7 black pawn · h7 black pawn · e6 black pawn · d5 black pawn · d4 white pawn · e4 white pawn · a2 white pawn · b2 white pawn · c2 white pawn · f2 white pawn · g2 white pawn · h2 white pawn · a1 white rook · b1 white knight · c1 white bishop · d1 white queen · e1 white king · f1 white bishop · g1 white knight · h1 white rook | a8 black rook · b8 black knight · c8 black bishop · d8 black queen · e8 black king · f8 black bishop · g8 black knight · h8 black rook · a7 black pawn · b7 black pawn · c7 black pawn · f7 black pawn · g7 black pawn · h7 black pawn · e6 black pawn · d5 black pawn · d4 white pawn · e4 white pawn · a2 white pawn · b2 white pawn · c2 white pawn · f2 white pawn · g2 white pawn · h2 white pawn · a1 white rook · b1 white knight · c1 white bishop · d1 white queen · e1 white king · f1 white bishop · g1 white knight · h1 white rook | a8 black rook · b8 black knight · c8 black bishop · d8 black queen · e8 black king · f8 black bishop · g8 black knight · h8 black rook · a7 black pawn · b7 black pawn · c7 black pawn · f7 black pawn · g7 black pawn · h7 black pawn · e6 black pawn · d5 black pawn · d4 white pawn · e4 white pawn · a2 white pawn · b2 white pawn · c2 white pawn · f2 white pawn · g2 white pawn · h2 white pawn · a1 white rook · b1 white knight · c1 white bishop · d1 white queen · e1 white king · f1 white bishop · g1 white knight · h1 white rook | a8 black rook · b8 black knight · c8 black bishop · d8 black queen · e8 black king · f8 black bishop · g8 black knight · h8 black rook · a7 black pawn · b7 black pawn · c7 black pawn · f7 black pawn · g7 black pawn · h7 black pawn · e6 black pawn · d5 black pawn · d4 white pawn · e4 white pawn · a2 white pawn · b2 white pawn · c2 white pawn · f2 white pawn · g2 white pawn · h2 white pawn · a1 white rook · b1 white knight · c1 white bishop · d1 white queen · e1 white king · f1 white bishop · g1 white knight · h1 white rook | 1 |
|   | a | b | c | d | e | f | g | h |   |

Sau các nước 1.e4 e6, ván đấu sẽ thường tiếp tục với 2.d4 d5. Trắng đòi mở rộng, kiểm soát trung tâm, còn Đen ngay lập tức phản công với việc thách thức Tốt Trắng ở e4.
Trắng có một vài sự lựa chọn chính; họ có thể bảo vệ Tốt e4 với 3.Mc3 hoặc 3.Md2, hoặc đổi với 3.exd5, hoặc tiến Tốt lên e5; điều này sẽ dẫn đến những dạng khác nhau của thế trận. Lưu ý rằng nếu 3.Td3 sẽ 3...dxe4 4.Txe4 Mf6, lúc này Trắng hoặc sẽ mất "temp"  hoặc sẽ để cho đối phương có được lợi thế cặp Tượng.

## Tổng quan chung
|   | a | b | c | d | e | f | g | h |   |
| 8 | a7 black pawn · b7 black pawn · c7 black pawn · f7 black pawn · g7 black pawn · h7 black pawn · e6 black pawn · d5 black pawn · e5 white pawn · d4 white pawn · a2 white pawn · b2 white pawn · c2 white pawn · f2 white pawn · g2 white pawn · h2 white pawn | a7 black pawn · b7 black pawn · c7 black pawn · f7 black pawn · g7 black pawn · h7 black pawn · e6 black pawn · d5 black pawn · e5 white pawn · d4 white pawn · a2 white pawn · b2 white pawn · c2 white pawn · f2 white pawn · g2 white pawn · h2 white pawn | a7 black pawn · b7 black pawn · c7 black pawn · f7 black pawn · g7 black pawn · h7 black pawn · e6 black pawn · d5 black pawn · e5 white pawn · d4 white pawn · a2 white pawn · b2 white pawn · c2 white pawn · f2 white pawn · g2 white pawn · h2 white pawn | a7 black pawn · b7 black pawn · c7 black pawn · f7 black pawn · g7 black pawn · h7 black pawn · e6 black pawn · d5 black pawn · e5 white pawn · d4 white pawn · a2 white pawn · b2 white pawn · c2 white pawn · f2 white pawn · g2 white pawn · h2 white pawn | a7 black pawn · b7 black pawn · c7 black pawn · f7 black pawn · g7 black pawn · h7 black pawn · e6 black pawn · d5 black pawn · e5 white pawn · d4 white pawn · a2 white pawn · b2 white pawn · c2 white pawn · f2 white pawn · g2 white pawn · h2 white pawn | a7 black pawn · b7 black pawn · c7 black pawn · f7 black pawn · g7 black pawn · h7 black pawn · e6 black pawn · d5 black pawn · e5 white pawn · d4 white pawn · a2 white pawn · b2 white pawn · c2 white pawn · f2 white pawn · g2 white pawn · h2 white pawn | a7 black pawn · b7 black pawn · c7 black pawn · f7 black pawn · g7 black pawn · h7 black pawn · e6 black pawn · d5 black pawn · e5 white pawn · d4 white pawn · a2 white pawn · b2 white pawn · c2 white pawn · f2 white pawn · g2 white pawn · h2 white pawn | a7 black pawn · b7 black pawn · c7 black pawn · f7 black pawn · g7 black pawn · h7 black pawn · e6 black pawn · d5 black pawn · e5 white pawn · d4 white pawn · a2 white pawn · b2 white pawn · c2 white pawn · f2 white pawn · g2 white pawn · h2 white pawn | 8 |
| 7 | a7 black pawn · b7 black pawn · c7 black pawn · f7 black pawn · g7 black pawn · h7 black pawn · e6 black pawn · d5 black pawn · e5 white pawn · d4 white pawn · a2 white pawn · b2 white pawn · c2 white pawn · f2 white pawn · g2 white pawn · h2 white pawn | a7 black pawn · b7 black pawn · c7 black pawn · f7 black pawn · g7 black pawn · h7 black pawn · e6 black pawn · d5 black pawn · e5 white pawn · d4 white pawn · a2 white pawn · b2 white pawn · c2 white pawn · f2 white pawn · g2 white pawn · h2 white pawn | a7 black pawn · b7 black pawn · c7 black pawn · f7 black pawn · g7 black pawn · h7 black pawn · e6 black pawn · d5 black pawn · e5 white pawn · d4 white pawn · a2 white pawn · b2 white pawn · c2 white pawn · f2 white pawn · g2 white pawn · h2 white pawn | a7 black pawn · b7 black pawn · c7 black pawn · f7 black pawn · g7 black pawn · h7 black pawn · e6 black pawn · d5 black pawn · e5 white pawn · d4 white pawn · a2 white pawn · b2 white pawn · c2 white pawn · f2 white pawn · g2 white pawn · h2 white pawn | a7 black pawn · b7 black pawn · c7 black pawn · f7 black pawn · g7 black pawn · h7 black pawn · e6 black pawn · d5 black pawn · e5 white pawn · d4 white pawn · a2 white pawn · b2 white pawn · c2 white pawn · f2 white pawn · g2 white pawn · h2 white pawn | a7 black pawn · b7 black pawn · c7 black pawn · f7 black pawn · g7 black pawn · h7 black pawn · e6 black pawn · d5 black pawn · e5 white pawn · d4 white pawn · a2 white pawn · b2 white pawn · c2 white pawn · f2 white pawn · g2 white pawn · h2 white pawn | a7 black pawn · b7 black pawn · c7 black pawn · f7 black pawn · g7 black pawn · h7 black pawn · e6 black pawn · d5 black pawn · e5 white pawn · d4 white pawn · a2 white pawn · b2 white pawn · c2 white pawn · f2 white pawn · g2 white pawn · h2 white pawn | a7 black pawn · b7 black pawn · c7 black pawn · f7 black pawn · g7 black pawn · h7 black pawn · e6 black pawn · d5 black pawn · e5 white pawn · d4 white pawn · a2 white pawn · b2 white pawn · c2 white pawn · f2 white pawn · g2 white pawn · h2 white pawn | 7 |
| 6 | a7 black pawn · b7 black pawn · c7 black pawn · f7 black pawn · g7 black pawn · h7 black pawn · e6 black pawn · d5 black pawn · e5 white pawn · d4 white pawn · a2 white pawn · b2 white pawn · c2 white pawn · f2 white pawn · g2 white pawn · h2 white pawn | a7 black pawn · b7 black pawn · c7 black pawn · f7 black pawn · g7 black pawn · h7 black pawn · e6 black pawn · d5 black pawn · e5 white pawn · d4 white pawn · a2 white pawn · b2 white pawn · c2 white pawn · f2 white pawn · g2 white pawn · h2 white pawn | a7 black pawn · b7 black pawn · c7 black pawn · f7 black pawn · g7 black pawn · h7 black pawn · e6 black pawn · d5 black pawn · e5 white pawn · d4 white pawn · a2 white pawn · b2 white pawn · c2 white pawn · f2 white pawn · g2 white pawn · h2 white pawn | a7 black pawn · b7 black pawn · c7 black pawn · f7 black pawn · g7 black pawn · h7 black pawn · e6 black pawn · d5 black pawn · e5 white pawn · d4 white pawn · a2 white pawn · b2 white pawn · c2 white pawn · f2 white pawn · g2 white pawn · h2 white pawn | a7 black pawn · b7 black pawn · c7 black pawn · f7 black pawn · g7 black pawn · h7 black pawn · e6 black pawn · d5 black pawn · e5 white pawn · d4 white pawn · a2 white pawn · b2 white pawn · c2 white pawn · f2 white pawn · g2 white pawn · h2 white pawn | a7 black pawn · b7 black pawn · c7 black pawn · f7 black pawn · g7 black pawn · h7 black pawn · e6 black pawn · d5 black pawn · e5 white pawn · d4 white pawn · a2 white pawn · b2 white pawn · c2 white pawn · f2 white pawn · g2 white pawn · h2 white pawn | a7 black pawn · b7 black pawn · c7 black pawn · f7 black pawn · g7 black pawn · h7 black pawn · e6 black pawn · d5 black pawn · e5 white pawn · d4 white pawn · a2 white pawn · b2 white pawn · c2 white pawn · f2 white pawn · g2 white pawn · h2 white pawn | a7 black pawn · b7 black pawn · c7 black pawn · f7 black pawn · g7 black pawn · h7 black pawn · e6 black pawn · d5 black pawn · e5 white pawn · d4 white pawn · a2 white pawn · b2 white pawn · c2 white pawn · f2 white pawn · g2 white pawn · h2 white pawn | 6 |
| 5 | a7 black pawn · b7 black pawn · c7 black pawn · f7 black pawn · g7 black pawn · h7 black pawn · e6 black pawn · d5 black pawn · e5 white pawn · d4 white pawn · a2 white pawn · b2 white pawn · c2 white pawn · f2 white pawn · g2 white pawn · h2 white pawn | a7 black pawn · b7 black pawn · c7 black pawn · f7 black pawn · g7 black pawn · h7 black pawn · e6 black pawn · d5 black pawn · e5 white pawn · d4 white pawn · a2 white pawn · b2 white pawn · c2 white pawn · f2 white pawn · g2 white pawn · h2 white pawn | a7 black pawn · b7 black pawn · c7 black pawn · f7 black pawn · g7 black pawn · h7 black pawn · e6 black pawn · d5 black pawn · e5 white pawn · d4 white pawn · a2 white pawn · b2 white pawn · c2 white pawn · f2 white pawn · g2 white pawn · h2 white pawn | a7 black pawn · b7 black pawn · c7 black pawn · f7 black pawn · g7 black pawn · h7 black pawn · e6 black pawn · d5 black pawn · e5 white pawn · d4 white pawn · a2 white pawn · b2 white pawn · c2 white pawn · f2 white pawn · g2 white pawn · h2 white pawn | a7 black pawn · b7 black pawn · c7 black pawn · f7 black pawn · g7 black pawn · h7 black pawn · e6 black pawn · d5 black pawn · e5 white pawn · d4 white pawn · a2 white pawn · b2 white pawn · c2 white pawn · f2 white pawn · g2 white pawn · h2 white pawn | a7 black pawn · b7 black pawn · c7 black pawn · f7 black pawn · g7 black pawn · h7 black pawn · e6 black pawn · d5 black pawn · e5 white pawn · d4 white pawn · a2 white pawn · b2 white pawn · c2 white pawn · f2 white pawn · g2 white pawn · h2 white pawn | a7 black pawn · b7 black pawn · c7 black pawn · f7 black pawn · g7 black pawn · h7 black pawn · e6 black pawn · d5 black pawn · e5 white pawn · d4 white pawn · a2 white pawn · b2 white pawn · c2 white pawn · f2 white pawn · g2 white pawn · h2 white pawn | a7 black pawn · b7 black pawn · c7 black pawn · f7 black pawn · g7 black pawn · h7 black pawn · e6 black pawn · d5 black pawn · e5 white pawn · d4 white pawn · a2 white pawn · b2 white pawn · c2 white pawn · f2 white pawn · g2 white pawn · h2 white pawn | 5 |
| 4 | a7 black pawn · b7 black pawn · c7 black pawn · f7 black pawn · g7 black pawn · h7 black pawn · e6 black pawn · d5 black pawn · e5 white pawn · d4 white pawn · a2 white pawn · b2 white pawn · c2 white pawn · f2 white pawn · g2 white pawn · h2 white pawn | a7 black pawn · b7 black pawn · c7 black pawn · f7 black pawn · g7 black pawn · h7 black pawn · e6 black pawn · d5 black pawn · e5 white pawn · d4 white pawn · a2 white pawn · b2 white pawn · c2 white pawn · f2 white pawn · g2 white pawn · h2 white pawn | a7 black pawn · b7 black pawn · c7 black pawn · f7 black pawn · g7 black pawn · h7 black pawn · e6 black pawn · d5 black pawn · e5 white pawn · d4 white pawn · a2 white pawn · b2 white pawn · c2 white pawn · f2 white pawn · g2 white pawn · h2 white pawn | a7 black pawn · b7 black pawn · c7 black pawn · f7 black pawn · g7 black pawn · h7 black pawn · e6 black pawn · d5 black pawn · e5 white pawn · d4 white pawn · a2 white pawn · b2 white pawn · c2 white pawn · f2 white pawn · g2 white pawn · h2 white pawn | a7 black pawn · b7 black pawn · c7 black pawn · f7 black pawn · g7 black pawn · h7 black pawn · e6 black pawn · d5 black pawn · e5 white pawn · d4 white pawn · a2 white pawn · b2 white pawn · c2 white pawn · f2 white pawn · g2 white pawn · h2 white pawn | a7 black pawn · b7 black pawn · c7 black pawn · f7 black pawn · g7 black pawn · h7 black pawn · e6 black pawn · d5 black pawn · e5 white pawn · d4 white pawn · a2 white pawn · b2 white pawn · c2 white pawn · f2 white pawn · g2 white pawn · h2 white pawn | a7 black pawn · b7 black pawn · c7 black pawn · f7 black pawn · g7 black pawn · h7 black pawn · e6 black pawn · d5 black pawn · e5 white pawn · d4 white pawn · a2 white pawn · b2 white pawn · c2 white pawn · f2 white pawn · g2 white pawn · h2 white pawn | a7 black pawn · b7 black pawn · c7 black pawn · f7 black pawn · g7 black pawn · h7 black pawn · e6 black pawn · d5 black pawn · e5 white pawn · d4 white pawn · a2 white pawn · b2 white pawn · c2 white pawn · f2 white pawn · g2 white pawn · h2 white pawn | 4 |
| 3 | a7 black pawn · b7 black pawn · c7 black pawn · f7 black pawn · g7 black pawn · h7 black pawn · e6 black pawn · d5 black pawn · e5 white pawn · d4 white pawn · a2 white pawn · b2 white pawn · c2 white pawn · f2 white pawn · g2 white pawn · h2 white pawn | a7 black pawn · b7 black pawn · c7 black pawn · f7 black pawn · g7 black pawn · h7 black pawn · e6 black pawn · d5 black pawn · e5 white pawn · d4 white pawn · a2 white pawn · b2 white pawn · c2 white pawn · f2 white pawn · g2 white pawn · h2 white pawn | a7 black pawn · b7 black pawn · c7 black pawn · f7 black pawn · g7 black pawn · h7 black pawn · e6 black pawn · d5 black pawn · e5 white pawn · d4 white pawn · a2 white pawn · b2 white pawn · c2 white pawn · f2 white pawn · g2 white pawn · h2 white pawn | a7 black pawn · b7 black pawn · c7 black pawn · f7 black pawn · g7 black pawn · h7 black pawn · e6 black pawn · d5 black pawn · e5 white pawn · d4 white pawn · a2 white pawn · b2 white pawn · c2 white pawn · f2 white pawn · g2 white pawn · h2 white pawn | a7 black pawn · b7 black pawn · c7 black pawn · f7 black pawn · g7 black pawn · h7 black pawn · e6 black pawn · d5 black pawn · e5 white pawn · d4 white pawn · a2 white pawn · b2 white pawn · c2 white pawn · f2 white pawn · g2 white pawn · h2 white pawn | a7 black pawn · b7 black pawn · c7 black pawn · f7 black pawn · g7 black pawn · h7 black pawn · e6 black pawn · d5 black pawn · e5 white pawn · d4 white pawn · a2 white pawn · b2 white pawn · c2 white pawn · f2 white pawn · g2 white pawn · h2 white pawn | a7 black pawn · b7 black pawn · c7 black pawn · f7 black pawn · g7 black pawn · h7 black pawn · e6 black pawn · d5 black pawn · e5 white pawn · d4 white pawn · a2 white pawn · b2 white pawn · c2 white pawn · f2 white pawn · g2 white pawn · h2 white pawn | a7 black pawn · b7 black pawn · c7 black pawn · f7 black pawn · g7 black pawn · h7 black pawn · e6 black pawn · d5 black pawn · e5 white pawn · d4 white pawn · a2 white pawn · b2 white pawn · c2 white pawn · f2 white pawn · g2 white pawn · h2 white pawn | 3 |
| 2 | a7 black pawn · b7 black pawn · c7 black pawn · f7 black pawn · g7 black pawn · h7 black pawn · e6 black pawn · d5 black pawn · e5 white pawn · d4 white pawn · a2 white pawn · b2 white pawn · c2 white pawn · f2 white pawn · g2 white pawn · h2 white pawn | a7 black pawn · b7 black pawn · c7 black pawn · f7 black pawn · g7 black pawn · h7 black pawn · e6 black pawn · d5 black pawn · e5 white pawn · d4 white pawn · a2 white pawn · b2 white pawn · c2 white pawn · f2 white pawn · g2 white pawn · h2 white pawn | a7 black pawn · b7 black pawn · c7 black pawn · f7 black pawn · g7 black pawn · h7 black pawn · e6 black pawn · d5 black pawn · e5 white pawn · d4 white pawn · a2 white pawn · b2 white pawn · c2 white pawn · f2 white pawn · g2 white pawn · h2 white pawn | a7 black pawn · b7 black pawn · c7 black pawn · f7 black pawn · g7 black pawn · h7 black pawn · e6 black pawn · d5 black pawn · e5 white pawn · d4 white pawn · a2 white pawn · b2 white pawn · c2 white pawn · f2 white pawn · g2 white pawn · h2 white pawn | a7 black pawn · b7 black pawn · c7 black pawn · f7 black pawn · g7 black pawn · h7 black pawn · e6 black pawn · d5 black pawn · e5 white pawn · d4 white pawn · a2 white pawn · b2 white pawn · c2 white pawn · f2 white pawn · g2 white pawn · h2 white pawn | a7 black pawn · b7 black pawn · c7 black pawn · f7 black pawn · g7 black pawn · h7 black pawn · e6 black pawn · d5 black pawn · e5 white pawn · d4 white pawn · a2 white pawn · b2 white pawn · c2 white pawn · f2 white pawn · g2 white pawn · h2 white pawn | a7 black pawn · b7 black pawn · c7 black pawn · f7 black pawn · g7 black pawn · h7 black pawn · e6 black pawn · d5 black pawn · e5 white pawn · d4 white pawn · a2 white pawn · b2 white pawn · c2 white pawn · f2 white pawn · g2 white pawn · h2 white pawn | a7 black pawn · b7 black pawn · c7 black pawn · f7 black pawn · g7 black pawn · h7 black pawn · e6 black pawn · d5 black pawn · e5 white pawn · d4 white pawn · a2 white pawn · b2 white pawn · c2 white pawn · f2 white pawn · g2 white pawn · h2 white pawn | 2 |
| 1 | a7 black pawn · b7 black pawn · c7 black pawn · f7 black pawn · g7 black pawn · h7 black pawn · e6 black pawn · d5 black pawn · e5 white pawn · d4 white pawn · a2 white pawn · b2 white pawn · c2 white pawn · f2 white pawn · g2 white pawn · h2 white pawn | a7 black pawn · b7 black pawn · c7 black pawn · f7 black pawn · g7 black pawn · h7 black pawn · e6 black pawn · d5 black pawn · e5 white pawn · d4 white pawn · a2 white pawn · b2 white pawn · c2 white pawn · f2 white pawn · g2 white pawn · h2 white pawn | a7 black pawn · b7 black pawn · c7 black pawn · f7 black pawn · g7 black pawn · h7 black pawn · e6 black pawn · d5 black pawn · e5 white pawn · d4 white pawn · a2 white pawn · b2 white pawn · c2 white pawn · f2 white pawn · g2 white pawn · h2 white pawn | a7 black pawn · b7 black pawn · c7 black pawn · f7 black pawn · g7 black pawn · h7 black pawn · e6 black pawn · d5 black pawn · e5 white pawn · d4 white pawn · a2 white pawn · b2 white pawn · c2 white pawn · f2 white pawn · g2 white pawn · h2 white pawn | a7 black pawn · b7 black pawn · c7 black pawn · f7 black pawn · g7 black pawn · h7 black pawn · e6 black pawn · d5 black pawn · e5 white pawn · d4 white pawn · a2 white pawn · b2 white pawn · c2 white pawn · f2 white pawn · g2 white pawn · h2 white pawn | a7 black pawn · b7 black pawn · c7 black pawn · f7 black pawn · g7 black pawn · h7 black pawn · e6 black pawn · d5 black pawn · e5 white pawn · d4 white pawn · a2 white pawn · b2 white pawn · c2 white pawn · f2 white pawn · g2 white pawn · h2 white pawn | a7 black pawn · b7 black pawn · c7 black pawn · f7 black pawn · g7 black pawn · h7 black pawn · e6 black pawn · d5 black pawn · e5 white pawn · d4 white pawn · a2 white pawn · b2 white pawn · c2 white pawn · f2 white pawn · g2 white pawn · h2 white pawn | a7 black pawn · b7 black pawn · c7 black pawn · f7 black pawn · g7 black pawn · h7 black pawn · e6 black pawn · d5 black pawn · e5 white pawn · d4 white pawn · a2 white pawn · b2 white pawn · c2 white pawn · f2 white pawn · g2 white pawn · h2 white pawn | 1 |
|   | a | b | c | d | e | f | g | h |   |

Hình bên (trái) cho thấy cấu trúc Tốt điển hình nhất của phòng thủ Pháp. Đen có nhiều không gian hơn bên cánh Hậu, nên họ có xu hướng tập trung bên cánh đó, gần như luôn chơi...c7-c5 vào một thời điểm nào đó để tấn công dãy xích Tốt Trắng quan trọng, và tiếp theo có thể là tiến các Tốt a và b.
Trung tâm của Trắng là yếu tố làm nên sự tù túng trong thế trận của Đen, nên họ sẽ tấn công vào trung tâm cùng lúc hay bằng nhiều đợt khác nhau. Nước đi phổ biến...c7-c5 thường là không đủ để đạt được mục tiêu đó, nên Đen sẽ thường chơi thêm...f7-f6. Nếu Trắng hỗ trợ Tốt e5 bằng cách chơi f2-f4, Đen sẽ có hai ý tưởng phổ biến. Thứ nhất họ có thể tấn công trực tiếp Tốt f4 bằng...g7-g5. Tốt ở g5 đồng thời có thể đe dọa tiến lên g4 để đuổi Mã đi khỏi ô f3, tăng cường cho Đen khả năng chống lại trung tâm của đối phương. Ý tưởng thứ hai là chơi...fxe5, và nếu Trắng ăn lại Tốt bằng fxe5, Đen sẽ có cột mở f cho Xe. Tiếp theo, khi mà Trắng thường sẽ có Mã ở f3 bảo vệ cho Tốt d4 của họ, Đen có thể đổi quân hi sinh (đổi quân mạnh lấy quân yếu) với...Xxf3 để phá hoại trung tâm và tấn công Vua Trắng. Ở phía bên kia, nếu Trắng chơi dxe5, thì đường chéo a7-g1 sẽ mở, khiến cho mong muốn nhập thành ngắn của Trắng sẽ giảm đi.
|   | a | b | c | d | e | f | g | h |   |
| 8 | a8 black rook · b8 black knight · c8 black bishop · f8 black rook · g8 black king · a7 black pawn · b7 black pawn · d7 black knight · e7 black queen · f7 black pawn · g7 black pawn · h7 black pawn · e6 black pawn · c5 black pawn · d5 black pawn · e5 white pawn · d4 white pawn · f4 white pawn · c3 white knight · d3 white bishop · f3 white knight · a2 white pawn · b2 white pawn · c2 white pawn · g2 white pawn · h2 white pawn · a1 white rook · d1 white queen · e1 white king · h1 white rook | a8 black rook · b8 black knight · c8 black bishop · f8 black rook · g8 black king · a7 black pawn · b7 black pawn · d7 black knight · e7 black queen · f7 black pawn · g7 black pawn · h7 black pawn · e6 black pawn · c5 black pawn · d5 black pawn · e5 white pawn · d4 white pawn · f4 white pawn · c3 white knight · d3 white bishop · f3 white knight · a2 white pawn · b2 white pawn · c2 white pawn · g2 white pawn · h2 white pawn · a1 white rook · d1 white queen · e1 white king · h1 white rook | a8 black rook · b8 black knight · c8 black bishop · f8 black rook · g8 black king · a7 black pawn · b7 black pawn · d7 black knight · e7 black queen · f7 black pawn · g7 black pawn · h7 black pawn · e6 black pawn · c5 black pawn · d5 black pawn · e5 white pawn · d4 white pawn · f4 white pawn · c3 white knight · d3 white bishop · f3 white knight · a2 white pawn · b2 white pawn · c2 white pawn · g2 white pawn · h2 white pawn · a1 white rook · d1 white queen · e1 white king · h1 white rook | a8 black rook · b8 black knight · c8 black bishop · f8 black rook · g8 black king · a7 black pawn · b7 black pawn · d7 black knight · e7 black queen · f7 black pawn · g7 black pawn · h7 black pawn · e6 black pawn · c5 black pawn · d5 black pawn · e5 white pawn · d4 white pawn · f4 white pawn · c3 white knight · d3 white bishop · f3 white knight · a2 white pawn · b2 white pawn · c2 white pawn · g2 white pawn · h2 white pawn · a1 white rook · d1 white queen · e1 white king · h1 white rook | a8 black rook · b8 black knight · c8 black bishop · f8 black rook · g8 black king · a7 black pawn · b7 black pawn · d7 black knight · e7 black queen · f7 black pawn · g7 black pawn · h7 black pawn · e6 black pawn · c5 black pawn · d5 black pawn · e5 white pawn · d4 white pawn · f4 white pawn · c3 white knight · d3 white bishop · f3 white knight · a2 white pawn · b2 white pawn · c2 white pawn · g2 white pawn · h2 white pawn · a1 white rook · d1 white queen · e1 white king · h1 white rook | a8 black rook · b8 black knight · c8 black bishop · f8 black rook · g8 black king · a7 black pawn · b7 black pawn · d7 black knight · e7 black queen · f7 black pawn · g7 black pawn · h7 black pawn · e6 black pawn · c5 black pawn · d5 black pawn · e5 white pawn · d4 white pawn · f4 white pawn · c3 white knight · d3 white bishop · f3 white knight · a2 white pawn · b2 white pawn · c2 white pawn · g2 white pawn · h2 white pawn · a1 white rook · d1 white queen · e1 white king · h1 white rook | a8 black rook · b8 black knight · c8 black bishop · f8 black rook · g8 black king · a7 black pawn · b7 black pawn · d7 black knight · e7 black queen · f7 black pawn · g7 black pawn · h7 black pawn · e6 black pawn · c5 black pawn · d5 black pawn · e5 white pawn · d4 white pawn · f4 white pawn · c3 white knight · d3 white bishop · f3 white knight · a2 white pawn · b2 white pawn · c2 white pawn · g2 white pawn · h2 white pawn · a1 white rook · d1 white queen · e1 white king · h1 white rook | a8 black rook · b8 black knight · c8 black bishop · f8 black rook · g8 black king · a7 black pawn · b7 black pawn · d7 black knight · e7 black queen · f7 black pawn · g7 black pawn · h7 black pawn · e6 black pawn · c5 black pawn · d5 black pawn · e5 white pawn · d4 white pawn · f4 white pawn · c3 white knight · d3 white bishop · f3 white knight · a2 white pawn · b2 white pawn · c2 white pawn · g2 white pawn · h2 white pawn · a1 white rook · d1 white queen · e1 white king · h1 white rook | 8 |
| 7 | a8 black rook · b8 black knight · c8 black bishop · f8 black rook · g8 black king · a7 black pawn · b7 black pawn · d7 black knight · e7 black queen · f7 black pawn · g7 black pawn · h7 black pawn · e6 black pawn · c5 black pawn · d5 black pawn · e5 white pawn · d4 white pawn · f4 white pawn · c3 white knight · d3 white bishop · f3 white knight · a2 white pawn · b2 white pawn · c2 white pawn · g2 white pawn · h2 white pawn · a1 white rook · d1 white queen · e1 white king · h1 white rook | a8 black rook · b8 black knight · c8 black bishop · f8 black rook · g8 black king · a7 black pawn · b7 black pawn · d7 black knight · e7 black queen · f7 black pawn · g7 black pawn · h7 black pawn · e6 black pawn · c5 black pawn · d5 black pawn · e5 white pawn · d4 white pawn · f4 white pawn · c3 white knight · d3 white bishop · f3 white knight · a2 white pawn · b2 white pawn · c2 white pawn · g2 white pawn · h2 white pawn · a1 white rook · d1 white queen · e1 white king · h1 white rook | a8 black rook · b8 black knight · c8 black bishop · f8 black rook · g8 black king · a7 black pawn · b7 black pawn · d7 black knight · e7 black queen · f7 black pawn · g7 black pawn · h7 black pawn · e6 black pawn · c5 black pawn · d5 black pawn · e5 white pawn · d4 white pawn · f4 white pawn · c3 white knight · d3 white bishop · f3 white knight · a2 white pawn · b2 white pawn · c2 white pawn · g2 white pawn · h2 white pawn · a1 white rook · d1 white queen · e1 white king · h1 white rook | a8 black rook · b8 black knight · c8 black bishop · f8 black rook · g8 black king · a7 black pawn · b7 black pawn · d7 black knight · e7 black queen · f7 black pawn · g7 black pawn · h7 black pawn · e6 black pawn · c5 black pawn · d5 black pawn · e5 white pawn · d4 white pawn · f4 white pawn · c3 white knight · d3 white bishop · f3 white knight · a2 white pawn · b2 white pawn · c2 white pawn · g2 white pawn · h2 white pawn · a1 white rook · d1 white queen · e1 white king · h1 white rook | a8 black rook · b8 black knight · c8 black bishop · f8 black rook · g8 black king · a7 black pawn · b7 black pawn · d7 black knight · e7 black queen · f7 black pawn · g7 black pawn · h7 black pawn · e6 black pawn · c5 black pawn · d5 black pawn · e5 white pawn · d4 white pawn · f4 white pawn · c3 white knight · d3 white bishop · f3 white knight · a2 white pawn · b2 white pawn · c2 white pawn · g2 white pawn · h2 white pawn · a1 white rook · d1 white queen · e1 white king · h1 white rook | a8 black rook · b8 black knight · c8 black bishop · f8 black rook · g8 black king · a7 black pawn · b7 black pawn · d7 black knight · e7 black queen · f7 black pawn · g7 black pawn · h7 black pawn · e6 black pawn · c5 black pawn · d5 black pawn · e5 white pawn · d4 white pawn · f4 white pawn · c3 white knight · d3 white bishop · f3 white knight · a2 white pawn · b2 white pawn · c2 white pawn · g2 white pawn · h2 white pawn · a1 white rook · d1 white queen · e1 white king · h1 white rook | a8 black rook · b8 black knight · c8 black bishop · f8 black rook · g8 black king · a7 black pawn · b7 black pawn · d7 black knight · e7 black queen · f7 black pawn · g7 black pawn · h7 black pawn · e6 black pawn · c5 black pawn · d5 black pawn · e5 white pawn · d4 white pawn · f4 white pawn · c3 white knight · d3 white bishop · f3 white knight · a2 white pawn · b2 white pawn · c2 white pawn · g2 white pawn · h2 white pawn · a1 white rook · d1 white queen · e1 white king · h1 white rook | a8 black rook · b8 black knight · c8 black bishop · f8 black rook · g8 black king · a7 black pawn · b7 black pawn · d7 black knight · e7 black queen · f7 black pawn · g7 black pawn · h7 black pawn · e6 black pawn · c5 black pawn · d5 black pawn · e5 white pawn · d4 white pawn · f4 white pawn · c3 white knight · d3 white bishop · f3 white knight · a2 white pawn · b2 white pawn · c2 white pawn · g2 white pawn · h2 white pawn · a1 white rook · d1 white queen · e1 white king · h1 white rook | 7 |
| 6 | a8 black rook · b8 black knight · c8 black bishop · f8 black rook · g8 black king · a7 black pawn · b7 black pawn · d7 black knight · e7 black queen · f7 black pawn · g7 black pawn · h7 black pawn · e6 black pawn · c5 black pawn · d5 black pawn · e5 white pawn · d4 white pawn · f4 white pawn · c3 white knight · d3 white bishop · f3 white knight · a2 white pawn · b2 white pawn · c2 white pawn · g2 white pawn · h2 white pawn · a1 white rook · d1 white queen · e1 white king · h1 white rook | a8 black rook · b8 black knight · c8 black bishop · f8 black rook · g8 black king · a7 black pawn · b7 black pawn · d7 black knight · e7 black queen · f7 black pawn · g7 black pawn · h7 black pawn · e6 black pawn · c5 black pawn · d5 black pawn · e5 white pawn · d4 white pawn · f4 white pawn · c3 white knight · d3 white bishop · f3 white knight · a2 white pawn · b2 white pawn · c2 white pawn · g2 white pawn · h2 white pawn · a1 white rook · d1 white queen · e1 white king · h1 white rook | a8 black rook · b8 black knight · c8 black bishop · f8 black rook · g8 black king · a7 black pawn · b7 black pawn · d7 black knight · e7 black queen · f7 black pawn · g7 black pawn · h7 black pawn · e6 black pawn · c5 black pawn · d5 black pawn · e5 white pawn · d4 white pawn · f4 white pawn · c3 white knight · d3 white bishop · f3 white knight · a2 white pawn · b2 white pawn · c2 white pawn · g2 white pawn · h2 white pawn · a1 white rook · d1 white queen · e1 white king · h1 white rook | a8 black rook · b8 black knight · c8 black bishop · f8 black rook · g8 black king · a7 black pawn · b7 black pawn · d7 black knight · e7 black queen · f7 black pawn · g7 black pawn · h7 black pawn · e6 black pawn · c5 black pawn · d5 black pawn · e5 white pawn · d4 white pawn · f4 white pawn · c3 white knight · d3 white bishop · f3 white knight · a2 white pawn · b2 white pawn · c2 white pawn · g2 white pawn · h2 white pawn · a1 white rook · d1 white queen · e1 white king · h1 white rook | a8 black rook · b8 black knight · c8 black bishop · f8 black rook · g8 black king · a7 black pawn · b7 black pawn · d7 black knight · e7 black queen · f7 black pawn · g7 black pawn · h7 black pawn · e6 black pawn · c5 black pawn · d5 black pawn · e5 white pawn · d4 white pawn · f4 white pawn · c3 white knight · d3 white bishop · f3 white knight · a2 white pawn · b2 white pawn · c2 white pawn · g2 white pawn · h2 white pawn · a1 white rook · d1 white queen · e1 white king · h1 white rook | a8 black rook · b8 black knight · c8 black bishop · f8 black rook · g8 black king · a7 black pawn · b7 black pawn · d7 black knight · e7 black queen · f7 black pawn · g7 black pawn · h7 black pawn · e6 black pawn · c5 black pawn · d5 black pawn · e5 white pawn · d4 white pawn · f4 white pawn · c3 white knight · d3 white bishop · f3 white knight · a2 white pawn · b2 white pawn · c2 white pawn · g2 white pawn · h2 white pawn · a1 white rook · d1 white queen · e1 white king · h1 white rook | a8 black rook · b8 black knight · c8 black bishop · f8 black rook · g8 black king · a7 black pawn · b7 black pawn · d7 black knight · e7 black queen · f7 black pawn · g7 black pawn · h7 black pawn · e6 black pawn · c5 black pawn · d5 black pawn · e5 white pawn · d4 white pawn · f4 white pawn · c3 white knight · d3 white bishop · f3 white knight · a2 white pawn · b2 white pawn · c2 white pawn · g2 white pawn · h2 white pawn · a1 white rook · d1 white queen · e1 white king · h1 white rook | a8 black rook · b8 black knight · c8 black bishop · f8 black rook · g8 black king · a7 black pawn · b7 black pawn · d7 black knight · e7 black queen · f7 black pawn · g7 black pawn · h7 black pawn · e6 black pawn · c5 black pawn · d5 black pawn · e5 white pawn · d4 white pawn · f4 white pawn · c3 white knight · d3 white bishop · f3 white knight · a2 white pawn · b2 white pawn · c2 white pawn · g2 white pawn · h2 white pawn · a1 white rook · d1 white queen · e1 white king · h1 white rook | 6 |
| 5 | a8 black rook · b8 black knight · c8 black bishop · f8 black rook · g8 black king · a7 black pawn · b7 black pawn · d7 black knight · e7 black queen · f7 black pawn · g7 black pawn · h7 black pawn · e6 black pawn · c5 black pawn · d5 black pawn · e5 white pawn · d4 white pawn · f4 white pawn · c3 white knight · d3 white bishop · f3 white knight · a2 white pawn · b2 white pawn · c2 white pawn · g2 white pawn · h2 white pawn · a1 white rook · d1 white queen · e1 white king · h1 white rook | a8 black rook · b8 black knight · c8 black bishop · f8 black rook · g8 black king · a7 black pawn · b7 black pawn · d7 black knight · e7 black queen · f7 black pawn · g7 black pawn · h7 black pawn · e6 black pawn · c5 black pawn · d5 black pawn · e5 white pawn · d4 white pawn · f4 white pawn · c3 white knight · d3 white bishop · f3 white knight · a2 white pawn · b2 white pawn · c2 white pawn · g2 white pawn · h2 white pawn · a1 white rook · d1 white queen · e1 white king · h1 white rook | a8 black rook · b8 black knight · c8 black bishop · f8 black rook · g8 black king · a7 black pawn · b7 black pawn · d7 black knight · e7 black queen · f7 black pawn · g7 black pawn · h7 black pawn · e6 black pawn · c5 black pawn · d5 black pawn · e5 white pawn · d4 white pawn · f4 white pawn · c3 white knight · d3 white bishop · f3 white knight · a2 white pawn · b2 white pawn · c2 white pawn · g2 white pawn · h2 white pawn · a1 white rook · d1 white queen · e1 white king · h1 white rook | a8 black rook · b8 black knight · c8 black bishop · f8 black rook · g8 black king · a7 black pawn · b7 black pawn · d7 black knight · e7 black queen · f7 black pawn · g7 black pawn · h7 black pawn · e6 black pawn · c5 black pawn · d5 black pawn · e5 white pawn · d4 white pawn · f4 white pawn · c3 white knight · d3 white bishop · f3 white knight · a2 white pawn · b2 white pawn · c2 white pawn · g2 white pawn · h2 white pawn · a1 white rook · d1 white queen · e1 white king · h1 white rook | a8 black rook · b8 black knight · c8 black bishop · f8 black rook · g8 black king · a7 black pawn · b7 black pawn · d7 black knight · e7 black queen · f7 black pawn · g7 black pawn · h7 black pawn · e6 black pawn · c5 black pawn · d5 black pawn · e5 white pawn · d4 white pawn · f4 white pawn · c3 white knight · d3 white bishop · f3 white knight · a2 white pawn · b2 white pawn · c2 white pawn · g2 white pawn · h2 white pawn · a1 white rook · d1 white queen · e1 white king · h1 white rook | a8 black rook · b8 black knight · c8 black bishop · f8 black rook · g8 black king · a7 black pawn · b7 black pawn · d7 black knight · e7 black queen · f7 black pawn · g7 black pawn · h7 black pawn · e6 black pawn · c5 black pawn · d5 black pawn · e5 white pawn · d4 white pawn · f4 white pawn · c3 white knight · d3 white bishop · f3 white knight · a2 white pawn · b2 white pawn · c2 white pawn · g2 white pawn · h2 white pawn · a1 white rook · d1 white queen · e1 white king · h1 white rook | a8 black rook · b8 black knight · c8 black bishop · f8 black rook · g8 black king · a7 black pawn · b7 black pawn · d7 black knight · e7 black queen · f7 black pawn · g7 black pawn · h7 black pawn · e6 black pawn · c5 black pawn · d5 black pawn · e5 white pawn · d4 white pawn · f4 white pawn · c3 white knight · d3 white bishop · f3 white knight · a2 white pawn · b2 white pawn · c2 white pawn · g2 white pawn · h2 white pawn · a1 white rook · d1 white queen · e1 white king · h1 white rook | a8 black rook · b8 black knight · c8 black bishop · f8 black rook · g8 black king · a7 black pawn · b7 black pawn · d7 black knight · e7 black queen · f7 black pawn · g7 black pawn · h7 black pawn · e6 black pawn · c5 black pawn · d5 black pawn · e5 white pawn · d4 white pawn · f4 white pawn · c3 white knight · d3 white bishop · f3 white knight · a2 white pawn · b2 white pawn · c2 white pawn · g2 white pawn · h2 white pawn · a1 white rook · d1 white queen · e1 white king · h1 white rook | 5 |
| 4 | a8 black rook · b8 black knight · c8 black bishop · f8 black rook · g8 black king · a7 black pawn · b7 black pawn · d7 black knight · e7 black queen · f7 black pawn · g7 black pawn · h7 black pawn · e6 black pawn · c5 black pawn · d5 black pawn · e5 white pawn · d4 white pawn · f4 white pawn · c3 white knight · d3 white bishop · f3 white knight · a2 white pawn · b2 white pawn · c2 white pawn · g2 white pawn · h2 white pawn · a1 white rook · d1 white queen · e1 white king · h1 white rook | a8 black rook · b8 black knight · c8 black bishop · f8 black rook · g8 black king · a7 black pawn · b7 black pawn · d7 black knight · e7 black queen · f7 black pawn · g7 black pawn · h7 black pawn · e6 black pawn · c5 black pawn · d5 black pawn · e5 white pawn · d4 white pawn · f4 white pawn · c3 white knight · d3 white bishop · f3 white knight · a2 white pawn · b2 white pawn · c2 white pawn · g2 white pawn · h2 white pawn · a1 white rook · d1 white queen · e1 white king · h1 white rook | a8 black rook · b8 black knight · c8 black bishop · f8 black rook · g8 black king · a7 black pawn · b7 black pawn · d7 black knight · e7 black queen · f7 black pawn · g7 black pawn · h7 black pawn · e6 black pawn · c5 black pawn · d5 black pawn · e5 white pawn · d4 white pawn · f4 white pawn · c3 white knight · d3 white bishop · f3 white knight · a2 white pawn · b2 white pawn · c2 white pawn · g2 white pawn · h2 white pawn · a1 white rook · d1 white queen · e1 white king · h1 white rook | a8 black rook · b8 black knight · c8 black bishop · f8 black rook · g8 black king · a7 black pawn · b7 black pawn · d7 black knight · e7 black queen · f7 black pawn · g7 black pawn · h7 black pawn · e6 black pawn · c5 black pawn · d5 black pawn · e5 white pawn · d4 white pawn · f4 white pawn · c3 white knight · d3 white bishop · f3 white knight · a2 white pawn · b2 white pawn · c2 white pawn · g2 white pawn · h2 white pawn · a1 white rook · d1 white queen · e1 white king · h1 white rook | a8 black rook · b8 black knight · c8 black bishop · f8 black rook · g8 black king · a7 black pawn · b7 black pawn · d7 black knight · e7 black queen · f7 black pawn · g7 black pawn · h7 black pawn · e6 black pawn · c5 black pawn · d5 black pawn · e5 white pawn · d4 white pawn · f4 white pawn · c3 white knight · d3 white bishop · f3 white knight · a2 white pawn · b2 white pawn · c2 white pawn · g2 white pawn · h2 white pawn · a1 white rook · d1 white queen · e1 white king · h1 white rook | a8 black rook · b8 black knight · c8 black bishop · f8 black rook · g8 black king · a7 black pawn · b7 black pawn · d7 black knight · e7 black queen · f7 black pawn · g7 black pawn · h7 black pawn · e6 black pawn · c5 black pawn · d5 black pawn · e5 white pawn · d4 white pawn · f4 white pawn · c3 white knight · d3 white bishop · f3 white knight · a2 white pawn · b2 white pawn · c2 white pawn · g2 white pawn · h2 white pawn · a1 white rook · d1 white queen · e1 white king · h1 white rook | a8 black rook · b8 black knight · c8 black bishop · f8 black rook · g8 black king · a7 black pawn · b7 black pawn · d7 black knight · e7 black queen · f7 black pawn · g7 black pawn · h7 black pawn · e6 black pawn · c5 black pawn · d5 black pawn · e5 white pawn · d4 white pawn · f4 white pawn · c3 white knight · d3 white bishop · f3 white knight · a2 white pawn · b2 white pawn · c2 white pawn · g2 white pawn · h2 white pawn · a1 white rook · d1 white queen · e1 white king · h1 white rook | a8 black rook · b8 black knight · c8 black bishop · f8 black rook · g8 black king · a7 black pawn · b7 black pawn · d7 black knight · e7 black queen · f7 black pawn · g7 black pawn · h7 black pawn · e6 black pawn · c5 black pawn · d5 black pawn · e5 white pawn · d4 white pawn · f4 white pawn · c3 white knight · d3 white bishop · f3 white knight · a2 white pawn · b2 white pawn · c2 white pawn · g2 white pawn · h2 white pawn · a1 white rook · d1 white queen · e1 white king · h1 white rook | 4 |
| 3 | a8 black rook · b8 black knight · c8 black bishop · f8 black rook · g8 black king · a7 black pawn · b7 black pawn · d7 black knight · e7 black queen · f7 black pawn · g7 black pawn · h7 black pawn · e6 black pawn · c5 black pawn · d5 black pawn · e5 white pawn · d4 white pawn · f4 white pawn · c3 white knight · d3 white bishop · f3 white knight · a2 white pawn · b2 white pawn · c2 white pawn · g2 white pawn · h2 white pawn · a1 white rook · d1 white queen · e1 white king · h1 white rook | a8 black rook · b8 black knight · c8 black bishop · f8 black rook · g8 black king · a7 black pawn · b7 black pawn · d7 black knight · e7 black queen · f7 black pawn · g7 black pawn · h7 black pawn · e6 black pawn · c5 black pawn · d5 black pawn · e5 white pawn · d4 white pawn · f4 white pawn · c3 white knight · d3 white bishop · f3 white knight · a2 white pawn · b2 white pawn · c2 white pawn · g2 white pawn · h2 white pawn · a1 white rook · d1 white queen · e1 white king · h1 white rook | a8 black rook · b8 black knight · c8 black bishop · f8 black rook · g8 black king · a7 black pawn · b7 black pawn · d7 black knight · e7 black queen · f7 black pawn · g7 black pawn · h7 black pawn · e6 black pawn · c5 black pawn · d5 black pawn · e5 white pawn · d4 white pawn · f4 white pawn · c3 white knight · d3 white bishop · f3 white knight · a2 white pawn · b2 white pawn · c2 white pawn · g2 white pawn · h2 white pawn · a1 white rook · d1 white queen · e1 white king · h1 white rook | a8 black rook · b8 black knight · c8 black bishop · f8 black rook · g8 black king · a7 black pawn · b7 black pawn · d7 black knight · e7 black queen · f7 black pawn · g7 black pawn · h7 black pawn · e6 black pawn · c5 black pawn · d5 black pawn · e5 white pawn · d4 white pawn · f4 white pawn · c3 white knight · d3 white bishop · f3 white knight · a2 white pawn · b2 white pawn · c2 white pawn · g2 white pawn · h2 white pawn · a1 white rook · d1 white queen · e1 white king · h1 white rook | a8 black rook · b8 black knight · c8 black bishop · f8 black rook · g8 black king · a7 black pawn · b7 black pawn · d7 black knight · e7 black queen · f7 black pawn · g7 black pawn · h7 black pawn · e6 black pawn · c5 black pawn · d5 black pawn · e5 white pawn · d4 white pawn · f4 white pawn · c3 white knight · d3 white bishop · f3 white knight · a2 white pawn · b2 white pawn · c2 white pawn · g2 white pawn · h2 white pawn · a1 white rook · d1 white queen · e1 white king · h1 white rook | a8 black rook · b8 black knight · c8 black bishop · f8 black rook · g8 black king · a7 black pawn · b7 black pawn · d7 black knight · e7 black queen · f7 black pawn · g7 black pawn · h7 black pawn · e6 black pawn · c5 black pawn · d5 black pawn · e5 white pawn · d4 white pawn · f4 white pawn · c3 white knight · d3 white bishop · f3 white knight · a2 white pawn · b2 white pawn · c2 white pawn · g2 white pawn · h2 white pawn · a1 white rook · d1 white queen · e1 white king · h1 white rook | a8 black rook · b8 black knight · c8 black bishop · f8 black rook · g8 black king · a7 black pawn · b7 black pawn · d7 black knight · e7 black queen · f7 black pawn · g7 black pawn · h7 black pawn · e6 black pawn · c5 black pawn · d5 black pawn · e5 white pawn · d4 white pawn · f4 white pawn · c3 white knight · d3 white bishop · f3 white knight · a2 white pawn · b2 white pawn · c2 white pawn · g2 white pawn · h2 white pawn · a1 white rook · d1 white queen · e1 white king · h1 white rook | a8 black rook · b8 black knight · c8 black bishop · f8 black rook · g8 black king · a7 black pawn · b7 black pawn · d7 black knight · e7 black queen · f7 black pawn · g7 black pawn · h7 black pawn · e6 black pawn · c5 black pawn · d5 black pawn · e5 white pawn · d4 white pawn · f4 white pawn · c3 white knight · d3 white bishop · f3 white knight · a2 white pawn · b2 white pawn · c2 white pawn · g2 white pawn · h2 white pawn · a1 white rook · d1 white queen · e1 white king · h1 white rook | 3 |
| 2 | a8 black rook · b8 black knight · c8 black bishop · f8 black rook · g8 black king · a7 black pawn · b7 black pawn · d7 black knight · e7 black queen · f7 black pawn · g7 black pawn · h7 black pawn · e6 black pawn · c5 black pawn · d5 black pawn · e5 white pawn · d4 white pawn · f4 white pawn · c3 white knight · d3 white bishop · f3 white knight · a2 white pawn · b2 white pawn · c2 white pawn · g2 white pawn · h2 white pawn · a1 white rook · d1 white queen · e1 white king · h1 white rook | a8 black rook · b8 black knight · c8 black bishop · f8 black rook · g8 black king · a7 black pawn · b7 black pawn · d7 black knight · e7 black queen · f7 black pawn · g7 black pawn · h7 black pawn · e6 black pawn · c5 black pawn · d5 black pawn · e5 white pawn · d4 white pawn · f4 white pawn · c3 white knight · d3 white bishop · f3 white knight · a2 white pawn · b2 white pawn · c2 white pawn · g2 white pawn · h2 white pawn · a1 white rook · d1 white queen · e1 white king · h1 white rook | a8 black rook · b8 black knight · c8 black bishop · f8 black rook · g8 black king · a7 black pawn · b7 black pawn · d7 black knight · e7 black queen · f7 black pawn · g7 black pawn · h7 black pawn · e6 black pawn · c5 black pawn · d5 black pawn · e5 white pawn · d4 white pawn · f4 white pawn · c3 white knight · d3 white bishop · f3 white knight · a2 white pawn · b2 white pawn · c2 white pawn · g2 white pawn · h2 white pawn · a1 white rook · d1 white queen · e1 white king · h1 white rook | a8 black rook · b8 black knight · c8 black bishop · f8 black rook · g8 black king · a7 black pawn · b7 black pawn · d7 black knight · e7 black queen · f7 black pawn · g7 black pawn · h7 black pawn · e6 black pawn · c5 black pawn · d5 black pawn · e5 white pawn · d4 white pawn · f4 white pawn · c3 white knight · d3 white bishop · f3 white knight · a2 white pawn · b2 white pawn · c2 white pawn · g2 white pawn · h2 white pawn · a1 white rook · d1 white queen · e1 white king · h1 white rook | a8 black rook · b8 black knight · c8 black bishop · f8 black rook · g8 black king · a7 black pawn · b7 black pawn · d7 black knight · e7 black queen · f7 black pawn · g7 black pawn · h7 black pawn · e6 black pawn · c5 black pawn · d5 black pawn · e5 white pawn · d4 white pawn · f4 white pawn · c3 white knight · d3 white bishop · f3 white knight · a2 white pawn · b2 white pawn · c2 white pawn · g2 white pawn · h2 white pawn · a1 white rook · d1 white queen · e1 white king · h1 white rook | a8 black rook · b8 black knight · c8 black bishop · f8 black rook · g8 black king · a7 black pawn · b7 black pawn · d7 black knight · e7 black queen · f7 black pawn · g7 black pawn · h7 black pawn · e6 black pawn · c5 black pawn · d5 black pawn · e5 white pawn · d4 white pawn · f4 white pawn · c3 white knight · d3 white bishop · f3 white knight · a2 white pawn · b2 white pawn · c2 white pawn · g2 white pawn · h2 white pawn · a1 white rook · d1 white queen · e1 white king · h1 white rook | a8 black rook · b8 black knight · c8 black bishop · f8 black rook · g8 black king · a7 black pawn · b7 black pawn · d7 black knight · e7 black queen · f7 black pawn · g7 black pawn · h7 black pawn · e6 black pawn · c5 black pawn · d5 black pawn · e5 white pawn · d4 white pawn · f4 white pawn · c3 white knight · d3 white bishop · f3 white knight · a2 white pawn · b2 white pawn · c2 white pawn · g2 white pawn · h2 white pawn · a1 white rook · d1 white queen · e1 white king · h1 white rook | a8 black rook · b8 black knight · c8 black bishop · f8 black rook · g8 black king · a7 black pawn · b7 black pawn · d7 black knight · e7 black queen · f7 black pawn · g7 black pawn · h7 black pawn · e6 black pawn · c5 black pawn · d5 black pawn · e5 white pawn · d4 white pawn · f4 white pawn · c3 white knight · d3 white bishop · f3 white knight · a2 white pawn · b2 white pawn · c2 white pawn · g2 white pawn · h2 white pawn · a1 white rook · d1 white queen · e1 white king · h1 white rook | 2 |
| 1 | a8 black rook · b8 black knight · c8 black bishop · f8 black rook · g8 black king · a7 black pawn · b7 black pawn · d7 black knight · e7 black queen · f7 black pawn · g7 black pawn · h7 black pawn · e6 black pawn · c5 black pawn · d5 black pawn · e5 white pawn · d4 white pawn · f4 white pawn · c3 white knight · d3 white bishop · f3 white knight · a2 white pawn · b2 white pawn · c2 white pawn · g2 white pawn · h2 white pawn · a1 white rook · d1 white queen · e1 white king · h1 white rook | a8 black rook · b8 black knight · c8 black bishop · f8 black rook · g8 black king · a7 black pawn · b7 black pawn · d7 black knight · e7 black queen · f7 black pawn · g7 black pawn · h7 black pawn · e6 black pawn · c5 black pawn · d5 black pawn · e5 white pawn · d4 white pawn · f4 white pawn · c3 white knight · d3 white bishop · f3 white knight · a2 white pawn · b2 white pawn · c2 white pawn · g2 white pawn · h2 white pawn · a1 white rook · d1 white queen · e1 white king · h1 white rook | a8 black rook · b8 black knight · c8 black bishop · f8 black rook · g8 black king · a7 black pawn · b7 black pawn · d7 black knight · e7 black queen · f7 black pawn · g7 black pawn · h7 black pawn · e6 black pawn · c5 black pawn · d5 black pawn · e5 white pawn · d4 white pawn · f4 white pawn · c3 white knight · d3 white bishop · f3 white knight · a2 white pawn · b2 white pawn · c2 white pawn · g2 white pawn · h2 white pawn · a1 white rook · d1 white queen · e1 white king · h1 white rook | a8 black rook · b8 black knight · c8 black bishop · f8 black rook · g8 black king · a7 black pawn · b7 black pawn · d7 black knight · e7 black queen · f7 black pawn · g7 black pawn · h7 black pawn · e6 black pawn · c5 black pawn · d5 black pawn · e5 white pawn · d4 white pawn · f4 white pawn · c3 white knight · d3 white bishop · f3 white knight · a2 white pawn · b2 white pawn · c2 white pawn · g2 white pawn · h2 white pawn · a1 white rook · d1 white queen · e1 white king · h1 white rook | a8 black rook · b8 black knight · c8 black bishop · f8 black rook · g8 black king · a7 black pawn · b7 black pawn · d7 black knight · e7 black queen · f7 black pawn · g7 black pawn · h7 black pawn · e6 black pawn · c5 black pawn · d5 black pawn · e5 white pawn · d4 white pawn · f4 white pawn · c3 white knight · d3 white bishop · f3 white knight · a2 white pawn · b2 white pawn · c2 white pawn · g2 white pawn · h2 white pawn · a1 white rook · d1 white queen · e1 white king · h1 white rook | a8 black rook · b8 black knight · c8 black bishop · f8 black rook · g8 black king · a7 black pawn · b7 black pawn · d7 black knight · e7 black queen · f7 black pawn · g7 black pawn · h7 black pawn · e6 black pawn · c5 black pawn · d5 black pawn · e5 white pawn · d4 white pawn · f4 white pawn · c3 white knight · d3 white bishop · f3 white knight · a2 white pawn · b2 white pawn · c2 white pawn · g2 white pawn · h2 white pawn · a1 white rook · d1 white queen · e1 white king · h1 white rook | a8 black rook · b8 black knight · c8 black bishop · f8 black rook · g8 black king · a7 black pawn · b7 black pawn · d7 black knight · e7 black queen · f7 black pawn · g7 black pawn · h7 black pawn · e6 black pawn · c5 black pawn · d5 black pawn · e5 white pawn · d4 white pawn · f4 white pawn · c3 white knight · d3 white bishop · f3 white knight · a2 white pawn · b2 white pawn · c2 white pawn · g2 white pawn · h2 white pawn · a1 white rook · d1 white queen · e1 white king · h1 white rook | a8 black rook · b8 black knight · c8 black bishop · f8 black rook · g8 black king · a7 black pawn · b7 black pawn · d7 black knight · e7 black queen · f7 black pawn · g7 black pawn · h7 black pawn · e6 black pawn · c5 black pawn · d5 black pawn · e5 white pawn · d4 white pawn · f4 white pawn · c3 white knight · d3 white bishop · f3 white knight · a2 white pawn · b2 white pawn · c2 white pawn · g2 white pawn · h2 white pawn · a1 white rook · d1 white queen · e1 white king · h1 white rook | 1 |
|   | a | b | c | d | e | f | g | h |   |

Trắng thường sẽ cố gắng khai thác lợi thế không gian bên cánh Vua, nơi mà họ thường chơi cho một đòn tấn công chiếu mat (chiếu hết) kết liễu đối thủ. Ví dụ như, Trắng sẽ cố gắng thực hiện điều này trong phương án tấn công Alekhine–Chatard. Một ví dụ khác tiếp sau diễn biến chính của Phòng thủ Pháp cổ điển: 1.e4 e6 2.d4 d5 3.Mc3 Mf6 4.Tg5 Te7 5.e5 Mfd7 6.Txe7 Hxe7 7.f4 0-0 8.Mf3 c5 9.Td3 (hình bên phải). Tượng ô trắng của Trắng đang nhắm vào ô yếu điểm h7, ô mà thường được bảo vệ bởi Mã ở f6 nhưng đây Tốt e5 đã kiểm soát ô f6 không cho Mã đứng tại vị trí đó. Cách thức điển hình để cho Trắng tiếp tục tấn công là 9...cxd4 10.Txh7+ Vxh7 11.Mg5+, đến đây Đen buộc phải bỏ Hậu để tránh bị mat, tiếp tục với 11...Hxg5 12.fxg5 dxc3. So sánh lực lượng lúc này Đen có ba quân nhẹ (hai Mã, một Tượng) đổi cho Hậu, tương đương với việc có một ưu thế vật chất nhỏ, nhưng Vua của họ đang không an toàn và Trắng có những cơ hội tấn công tốt.
Ngoài việc tấn công bằng quân (không bao gồm Tốt), Trắng có thể tiến Tốt cánh Vua, thường liên quan đến các nước f2-f4, g2-g4 và tiếp theo f4-f5, tận dụng không gian tự nhiên của mình để tiến Tốt. Tốt Trắng ở f5 có thể sẽ rất mạnh khi nó đe dọa ăn Tốt e6 hoặc tiến đến f6. Đôi khi tiến Tốt h lên h5 hay h6 cũng hiệu quả. Một ý tưởng hiện đại cho Trắng để chiếm không gian bên cánh Hậu là chơi a2–a3 và b2–b4; nếu thực hiện thành công, điều này sẽ càng làm không gian của Đen thêm chật hẹp.
|   | a | b | c | d | e | f | g | h |   |
| 8 | a8 black rook · c8 black bishop · f8 black rook · g8 black king · f7 black pawn · g7 black pawn · h7 black pawn · a6 black pawn · e6 black pawn · b5 black pawn · c5 black knight · d5 black pawn · e5 white pawn · f4 white pawn · c3 white knight · g3 white pawn · a2 white pawn · b2 white pawn · c2 white pawn · g2 white bishop · h2 white pawn · a1 white rook · f1 white rook · g1 white king | a8 black rook · c8 black bishop · f8 black rook · g8 black king · f7 black pawn · g7 black pawn · h7 black pawn · a6 black pawn · e6 black pawn · b5 black pawn · c5 black knight · d5 black pawn · e5 white pawn · f4 white pawn · c3 white knight · g3 white pawn · a2 white pawn · b2 white pawn · c2 white pawn · g2 white bishop · h2 white pawn · a1 white rook · f1 white rook · g1 white king | a8 black rook · c8 black bishop · f8 black rook · g8 black king · f7 black pawn · g7 black pawn · h7 black pawn · a6 black pawn · e6 black pawn · b5 black pawn · c5 black knight · d5 black pawn · e5 white pawn · f4 white pawn · c3 white knight · g3 white pawn · a2 white pawn · b2 white pawn · c2 white pawn · g2 white bishop · h2 white pawn · a1 white rook · f1 white rook · g1 white king | a8 black rook · c8 black bishop · f8 black rook · g8 black king · f7 black pawn · g7 black pawn · h7 black pawn · a6 black pawn · e6 black pawn · b5 black pawn · c5 black knight · d5 black pawn · e5 white pawn · f4 white pawn · c3 white knight · g3 white pawn · a2 white pawn · b2 white pawn · c2 white pawn · g2 white bishop · h2 white pawn · a1 white rook · f1 white rook · g1 white king | a8 black rook · c8 black bishop · f8 black rook · g8 black king · f7 black pawn · g7 black pawn · h7 black pawn · a6 black pawn · e6 black pawn · b5 black pawn · c5 black knight · d5 black pawn · e5 white pawn · f4 white pawn · c3 white knight · g3 white pawn · a2 white pawn · b2 white pawn · c2 white pawn · g2 white bishop · h2 white pawn · a1 white rook · f1 white rook · g1 white king | a8 black rook · c8 black bishop · f8 black rook · g8 black king · f7 black pawn · g7 black pawn · h7 black pawn · a6 black pawn · e6 black pawn · b5 black pawn · c5 black knight · d5 black pawn · e5 white pawn · f4 white pawn · c3 white knight · g3 white pawn · a2 white pawn · b2 white pawn · c2 white pawn · g2 white bishop · h2 white pawn · a1 white rook · f1 white rook · g1 white king | a8 black rook · c8 black bishop · f8 black rook · g8 black king · f7 black pawn · g7 black pawn · h7 black pawn · a6 black pawn · e6 black pawn · b5 black pawn · c5 black knight · d5 black pawn · e5 white pawn · f4 white pawn · c3 white knight · g3 white pawn · a2 white pawn · b2 white pawn · c2 white pawn · g2 white bishop · h2 white pawn · a1 white rook · f1 white rook · g1 white king | a8 black rook · c8 black bishop · f8 black rook · g8 black king · f7 black pawn · g7 black pawn · h7 black pawn · a6 black pawn · e6 black pawn · b5 black pawn · c5 black knight · d5 black pawn · e5 white pawn · f4 white pawn · c3 white knight · g3 white pawn · a2 white pawn · b2 white pawn · c2 white pawn · g2 white bishop · h2 white pawn · a1 white rook · f1 white rook · g1 white king | 8 |
| 7 | a8 black rook · c8 black bishop · f8 black rook · g8 black king · f7 black pawn · g7 black pawn · h7 black pawn · a6 black pawn · e6 black pawn · b5 black pawn · c5 black knight · d5 black pawn · e5 white pawn · f4 white pawn · c3 white knight · g3 white pawn · a2 white pawn · b2 white pawn · c2 white pawn · g2 white bishop · h2 white pawn · a1 white rook · f1 white rook · g1 white king | a8 black rook · c8 black bishop · f8 black rook · g8 black king · f7 black pawn · g7 black pawn · h7 black pawn · a6 black pawn · e6 black pawn · b5 black pawn · c5 black knight · d5 black pawn · e5 white pawn · f4 white pawn · c3 white knight · g3 white pawn · a2 white pawn · b2 white pawn · c2 white pawn · g2 white bishop · h2 white pawn · a1 white rook · f1 white rook · g1 white king | a8 black rook · c8 black bishop · f8 black rook · g8 black king · f7 black pawn · g7 black pawn · h7 black pawn · a6 black pawn · e6 black pawn · b5 black pawn · c5 black knight · d5 black pawn · e5 white pawn · f4 white pawn · c3 white knight · g3 white pawn · a2 white pawn · b2 white pawn · c2 white pawn · g2 white bishop · h2 white pawn · a1 white rook · f1 white rook · g1 white king | a8 black rook · c8 black bishop · f8 black rook · g8 black king · f7 black pawn · g7 black pawn · h7 black pawn · a6 black pawn · e6 black pawn · b5 black pawn · c5 black knight · d5 black pawn · e5 white pawn · f4 white pawn · c3 white knight · g3 white pawn · a2 white pawn · b2 white pawn · c2 white pawn · g2 white bishop · h2 white pawn · a1 white rook · f1 white rook · g1 white king | a8 black rook · c8 black bishop · f8 black rook · g8 black king · f7 black pawn · g7 black pawn · h7 black pawn · a6 black pawn · e6 black pawn · b5 black pawn · c5 black knight · d5 black pawn · e5 white pawn · f4 white pawn · c3 white knight · g3 white pawn · a2 white pawn · b2 white pawn · c2 white pawn · g2 white bishop · h2 white pawn · a1 white rook · f1 white rook · g1 white king | a8 black rook · c8 black bishop · f8 black rook · g8 black king · f7 black pawn · g7 black pawn · h7 black pawn · a6 black pawn · e6 black pawn · b5 black pawn · c5 black knight · d5 black pawn · e5 white pawn · f4 white pawn · c3 white knight · g3 white pawn · a2 white pawn · b2 white pawn · c2 white pawn · g2 white bishop · h2 white pawn · a1 white rook · f1 white rook · g1 white king | a8 black rook · c8 black bishop · f8 black rook · g8 black king · f7 black pawn · g7 black pawn · h7 black pawn · a6 black pawn · e6 black pawn · b5 black pawn · c5 black knight · d5 black pawn · e5 white pawn · f4 white pawn · c3 white knight · g3 white pawn · a2 white pawn · b2 white pawn · c2 white pawn · g2 white bishop · h2 white pawn · a1 white rook · f1 white rook · g1 white king | a8 black rook · c8 black bishop · f8 black rook · g8 black king · f7 black pawn · g7 black pawn · h7 black pawn · a6 black pawn · e6 black pawn · b5 black pawn · c5 black knight · d5 black pawn · e5 white pawn · f4 white pawn · c3 white knight · g3 white pawn · a2 white pawn · b2 white pawn · c2 white pawn · g2 white bishop · h2 white pawn · a1 white rook · f1 white rook · g1 white king | 7 |
| 6 | a8 black rook · c8 black bishop · f8 black rook · g8 black king · f7 black pawn · g7 black pawn · h7 black pawn · a6 black pawn · e6 black pawn · b5 black pawn · c5 black knight · d5 black pawn · e5 white pawn · f4 white pawn · c3 white knight · g3 white pawn · a2 white pawn · b2 white pawn · c2 white pawn · g2 white bishop · h2 white pawn · a1 white rook · f1 white rook · g1 white king | a8 black rook · c8 black bishop · f8 black rook · g8 black king · f7 black pawn · g7 black pawn · h7 black pawn · a6 black pawn · e6 black pawn · b5 black pawn · c5 black knight · d5 black pawn · e5 white pawn · f4 white pawn · c3 white knight · g3 white pawn · a2 white pawn · b2 white pawn · c2 white pawn · g2 white bishop · h2 white pawn · a1 white rook · f1 white rook · g1 white king | a8 black rook · c8 black bishop · f8 black rook · g8 black king · f7 black pawn · g7 black pawn · h7 black pawn · a6 black pawn · e6 black pawn · b5 black pawn · c5 black knight · d5 black pawn · e5 white pawn · f4 white pawn · c3 white knight · g3 white pawn · a2 white pawn · b2 white pawn · c2 white pawn · g2 white bishop · h2 white pawn · a1 white rook · f1 white rook · g1 white king | a8 black rook · c8 black bishop · f8 black rook · g8 black king · f7 black pawn · g7 black pawn · h7 black pawn · a6 black pawn · e6 black pawn · b5 black pawn · c5 black knight · d5 black pawn · e5 white pawn · f4 white pawn · c3 white knight · g3 white pawn · a2 white pawn · b2 white pawn · c2 white pawn · g2 white bishop · h2 white pawn · a1 white rook · f1 white rook · g1 white king | a8 black rook · c8 black bishop · f8 black rook · g8 black king · f7 black pawn · g7 black pawn · h7 black pawn · a6 black pawn · e6 black pawn · b5 black pawn · c5 black knight · d5 black pawn · e5 white pawn · f4 white pawn · c3 white knight · g3 white pawn · a2 white pawn · b2 white pawn · c2 white pawn · g2 white bishop · h2 white pawn · a1 white rook · f1 white rook · g1 white king | a8 black rook · c8 black bishop · f8 black rook · g8 black king · f7 black pawn · g7 black pawn · h7 black pawn · a6 black pawn · e6 black pawn · b5 black pawn · c5 black knight · d5 black pawn · e5 white pawn · f4 white pawn · c3 white knight · g3 white pawn · a2 white pawn · b2 white pawn · c2 white pawn · g2 white bishop · h2 white pawn · a1 white rook · f1 white rook · g1 white king | a8 black rook · c8 black bishop · f8 black rook · g8 black king · f7 black pawn · g7 black pawn · h7 black pawn · a6 black pawn · e6 black pawn · b5 black pawn · c5 black knight · d5 black pawn · e5 white pawn · f4 white pawn · c3 white knight · g3 white pawn · a2 white pawn · b2 white pawn · c2 white pawn · g2 white bishop · h2 white pawn · a1 white rook · f1 white rook · g1 white king | a8 black rook · c8 black bishop · f8 black rook · g8 black king · f7 black pawn · g7 black pawn · h7 black pawn · a6 black pawn · e6 black pawn · b5 black pawn · c5 black knight · d5 black pawn · e5 white pawn · f4 white pawn · c3 white knight · g3 white pawn · a2 white pawn · b2 white pawn · c2 white pawn · g2 white bishop · h2 white pawn · a1 white rook · f1 white rook · g1 white king | 6 |
| 5 | a8 black rook · c8 black bishop · f8 black rook · g8 black king · f7 black pawn · g7 black pawn · h7 black pawn · a6 black pawn · e6 black pawn · b5 black pawn · c5 black knight · d5 black pawn · e5 white pawn · f4 white pawn · c3 white knight · g3 white pawn · a2 white pawn · b2 white pawn · c2 white pawn · g2 white bishop · h2 white pawn · a1 white rook · f1 white rook · g1 white king | a8 black rook · c8 black bishop · f8 black rook · g8 black king · f7 black pawn · g7 black pawn · h7 black pawn · a6 black pawn · e6 black pawn · b5 black pawn · c5 black knight · d5 black pawn · e5 white pawn · f4 white pawn · c3 white knight · g3 white pawn · a2 white pawn · b2 white pawn · c2 white pawn · g2 white bishop · h2 white pawn · a1 white rook · f1 white rook · g1 white king | a8 black rook · c8 black bishop · f8 black rook · g8 black king · f7 black pawn · g7 black pawn · h7 black pawn · a6 black pawn · e6 black pawn · b5 black pawn · c5 black knight · d5 black pawn · e5 white pawn · f4 white pawn · c3 white knight · g3 white pawn · a2 white pawn · b2 white pawn · c2 white pawn · g2 white bishop · h2 white pawn · a1 white rook · f1 white rook · g1 white king | a8 black rook · c8 black bishop · f8 black rook · g8 black king · f7 black pawn · g7 black pawn · h7 black pawn · a6 black pawn · e6 black pawn · b5 black pawn · c5 black knight · d5 black pawn · e5 white pawn · f4 white pawn · c3 white knight · g3 white pawn · a2 white pawn · b2 white pawn · c2 white pawn · g2 white bishop · h2 white pawn · a1 white rook · f1 white rook · g1 white king | a8 black rook · c8 black bishop · f8 black rook · g8 black king · f7 black pawn · g7 black pawn · h7 black pawn · a6 black pawn · e6 black pawn · b5 black pawn · c5 black knight · d5 black pawn · e5 white pawn · f4 white pawn · c3 white knight · g3 white pawn · a2 white pawn · b2 white pawn · c2 white pawn · g2 white bishop · h2 white pawn · a1 white rook · f1 white rook · g1 white king | a8 black rook · c8 black bishop · f8 black rook · g8 black king · f7 black pawn · g7 black pawn · h7 black pawn · a6 black pawn · e6 black pawn · b5 black pawn · c5 black knight · d5 black pawn · e5 white pawn · f4 white pawn · c3 white knight · g3 white pawn · a2 white pawn · b2 white pawn · c2 white pawn · g2 white bishop · h2 white pawn · a1 white rook · f1 white rook · g1 white king | a8 black rook · c8 black bishop · f8 black rook · g8 black king · f7 black pawn · g7 black pawn · h7 black pawn · a6 black pawn · e6 black pawn · b5 black pawn · c5 black knight · d5 black pawn · e5 white pawn · f4 white pawn · c3 white knight · g3 white pawn · a2 white pawn · b2 white pawn · c2 white pawn · g2 white bishop · h2 white pawn · a1 white rook · f1 white rook · g1 white king | a8 black rook · c8 black bishop · f8 black rook · g8 black king · f7 black pawn · g7 black pawn · h7 black pawn · a6 black pawn · e6 black pawn · b5 black pawn · c5 black knight · d5 black pawn · e5 white pawn · f4 white pawn · c3 white knight · g3 white pawn · a2 white pawn · b2 white pawn · c2 white pawn · g2 white bishop · h2 white pawn · a1 white rook · f1 white rook · g1 white king | 5 |
| 4 | a8 black rook · c8 black bishop · f8 black rook · g8 black king · f7 black pawn · g7 black pawn · h7 black pawn · a6 black pawn · e6 black pawn · b5 black pawn · c5 black knight · d5 black pawn · e5 white pawn · f4 white pawn · c3 white knight · g3 white pawn · a2 white pawn · b2 white pawn · c2 white pawn · g2 white bishop · h2 white pawn · a1 white rook · f1 white rook · g1 white king | a8 black rook · c8 black bishop · f8 black rook · g8 black king · f7 black pawn · g7 black pawn · h7 black pawn · a6 black pawn · e6 black pawn · b5 black pawn · c5 black knight · d5 black pawn · e5 white pawn · f4 white pawn · c3 white knight · g3 white pawn · a2 white pawn · b2 white pawn · c2 white pawn · g2 white bishop · h2 white pawn · a1 white rook · f1 white rook · g1 white king | a8 black rook · c8 black bishop · f8 black rook · g8 black king · f7 black pawn · g7 black pawn · h7 black pawn · a6 black pawn · e6 black pawn · b5 black pawn · c5 black knight · d5 black pawn · e5 white pawn · f4 white pawn · c3 white knight · g3 white pawn · a2 white pawn · b2 white pawn · c2 white pawn · g2 white bishop · h2 white pawn · a1 white rook · f1 white rook · g1 white king | a8 black rook · c8 black bishop · f8 black rook · g8 black king · f7 black pawn · g7 black pawn · h7 black pawn · a6 black pawn · e6 black pawn · b5 black pawn · c5 black knight · d5 black pawn · e5 white pawn · f4 white pawn · c3 white knight · g3 white pawn · a2 white pawn · b2 white pawn · c2 white pawn · g2 white bishop · h2 white pawn · a1 white rook · f1 white rook · g1 white king | a8 black rook · c8 black bishop · f8 black rook · g8 black king · f7 black pawn · g7 black pawn · h7 black pawn · a6 black pawn · e6 black pawn · b5 black pawn · c5 black knight · d5 black pawn · e5 white pawn · f4 white pawn · c3 white knight · g3 white pawn · a2 white pawn · b2 white pawn · c2 white pawn · g2 white bishop · h2 white pawn · a1 white rook · f1 white rook · g1 white king | a8 black rook · c8 black bishop · f8 black rook · g8 black king · f7 black pawn · g7 black pawn · h7 black pawn · a6 black pawn · e6 black pawn · b5 black pawn · c5 black knight · d5 black pawn · e5 white pawn · f4 white pawn · c3 white knight · g3 white pawn · a2 white pawn · b2 white pawn · c2 white pawn · g2 white bishop · h2 white pawn · a1 white rook · f1 white rook · g1 white king | a8 black rook · c8 black bishop · f8 black rook · g8 black king · f7 black pawn · g7 black pawn · h7 black pawn · a6 black pawn · e6 black pawn · b5 black pawn · c5 black knight · d5 black pawn · e5 white pawn · f4 white pawn · c3 white knight · g3 white pawn · a2 white pawn · b2 white pawn · c2 white pawn · g2 white bishop · h2 white pawn · a1 white rook · f1 white rook · g1 white king | a8 black rook · c8 black bishop · f8 black rook · g8 black king · f7 black pawn · g7 black pawn · h7 black pawn · a6 black pawn · e6 black pawn · b5 black pawn · c5 black knight · d5 black pawn · e5 white pawn · f4 white pawn · c3 white knight · g3 white pawn · a2 white pawn · b2 white pawn · c2 white pawn · g2 white bishop · h2 white pawn · a1 white rook · f1 white rook · g1 white king | 4 |
| 3 | a8 black rook · c8 black bishop · f8 black rook · g8 black king · f7 black pawn · g7 black pawn · h7 black pawn · a6 black pawn · e6 black pawn · b5 black pawn · c5 black knight · d5 black pawn · e5 white pawn · f4 white pawn · c3 white knight · g3 white pawn · a2 white pawn · b2 white pawn · c2 white pawn · g2 white bishop · h2 white pawn · a1 white rook · f1 white rook · g1 white king | a8 black rook · c8 black bishop · f8 black rook · g8 black king · f7 black pawn · g7 black pawn · h7 black pawn · a6 black pawn · e6 black pawn · b5 black pawn · c5 black knight · d5 black pawn · e5 white pawn · f4 white pawn · c3 white knight · g3 white pawn · a2 white pawn · b2 white pawn · c2 white pawn · g2 white bishop · h2 white pawn · a1 white rook · f1 white rook · g1 white king | a8 black rook · c8 black bishop · f8 black rook · g8 black king · f7 black pawn · g7 black pawn · h7 black pawn · a6 black pawn · e6 black pawn · b5 black pawn · c5 black knight · d5 black pawn · e5 white pawn · f4 white pawn · c3 white knight · g3 white pawn · a2 white pawn · b2 white pawn · c2 white pawn · g2 white bishop · h2 white pawn · a1 white rook · f1 white rook · g1 white king | a8 black rook · c8 black bishop · f8 black rook · g8 black king · f7 black pawn · g7 black pawn · h7 black pawn · a6 black pawn · e6 black pawn · b5 black pawn · c5 black knight · d5 black pawn · e5 white pawn · f4 white pawn · c3 white knight · g3 white pawn · a2 white pawn · b2 white pawn · c2 white pawn · g2 white bishop · h2 white pawn · a1 white rook · f1 white rook · g1 white king | a8 black rook · c8 black bishop · f8 black rook · g8 black king · f7 black pawn · g7 black pawn · h7 black pawn · a6 black pawn · e6 black pawn · b5 black pawn · c5 black knight · d5 black pawn · e5 white pawn · f4 white pawn · c3 white knight · g3 white pawn · a2 white pawn · b2 white pawn · c2 white pawn · g2 white bishop · h2 white pawn · a1 white rook · f1 white rook · g1 white king | a8 black rook · c8 black bishop · f8 black rook · g8 black king · f7 black pawn · g7 black pawn · h7 black pawn · a6 black pawn · e6 black pawn · b5 black pawn · c5 black knight · d5 black pawn · e5 white pawn · f4 white pawn · c3 white knight · g3 white pawn · a2 white pawn · b2 white pawn · c2 white pawn · g2 white bishop · h2 white pawn · a1 white rook · f1 white rook · g1 white king | a8 black rook · c8 black bishop · f8 black rook · g8 black king · f7 black pawn · g7 black pawn · h7 black pawn · a6 black pawn · e6 black pawn · b5 black pawn · c5 black knight · d5 black pawn · e5 white pawn · f4 white pawn · c3 white knight · g3 white pawn · a2 white pawn · b2 white pawn · c2 white pawn · g2 white bishop · h2 white pawn · a1 white rook · f1 white rook · g1 white king | a8 black rook · c8 black bishop · f8 black rook · g8 black king · f7 black pawn · g7 black pawn · h7 black pawn · a6 black pawn · e6 black pawn · b5 black pawn · c5 black knight · d5 black pawn · e5 white pawn · f4 white pawn · c3 white knight · g3 white pawn · a2 white pawn · b2 white pawn · c2 white pawn · g2 white bishop · h2 white pawn · a1 white rook · f1 white rook · g1 white king | 3 |
| 2 | a8 black rook · c8 black bishop · f8 black rook · g8 black king · f7 black pawn · g7 black pawn · h7 black pawn · a6 black pawn · e6 black pawn · b5 black pawn · c5 black knight · d5 black pawn · e5 white pawn · f4 white pawn · c3 white knight · g3 white pawn · a2 white pawn · b2 white pawn · c2 white pawn · g2 white bishop · h2 white pawn · a1 white rook · f1 white rook · g1 white king | a8 black rook · c8 black bishop · f8 black rook · g8 black king · f7 black pawn · g7 black pawn · h7 black pawn · a6 black pawn · e6 black pawn · b5 black pawn · c5 black knight · d5 black pawn · e5 white pawn · f4 white pawn · c3 white knight · g3 white pawn · a2 white pawn · b2 white pawn · c2 white pawn · g2 white bishop · h2 white pawn · a1 white rook · f1 white rook · g1 white king | a8 black rook · c8 black bishop · f8 black rook · g8 black king · f7 black pawn · g7 black pawn · h7 black pawn · a6 black pawn · e6 black pawn · b5 black pawn · c5 black knight · d5 black pawn · e5 white pawn · f4 white pawn · c3 white knight · g3 white pawn · a2 white pawn · b2 white pawn · c2 white pawn · g2 white bishop · h2 white pawn · a1 white rook · f1 white rook · g1 white king | a8 black rook · c8 black bishop · f8 black rook · g8 black king · f7 black pawn · g7 black pawn · h7 black pawn · a6 black pawn · e6 black pawn · b5 black pawn · c5 black knight · d5 black pawn · e5 white pawn · f4 white pawn · c3 white knight · g3 white pawn · a2 white pawn · b2 white pawn · c2 white pawn · g2 white bishop · h2 white pawn · a1 white rook · f1 white rook · g1 white king | a8 black rook · c8 black bishop · f8 black rook · g8 black king · f7 black pawn · g7 black pawn · h7 black pawn · a6 black pawn · e6 black pawn · b5 black pawn · c5 black knight · d5 black pawn · e5 white pawn · f4 white pawn · c3 white knight · g3 white pawn · a2 white pawn · b2 white pawn · c2 white pawn · g2 white bishop · h2 white pawn · a1 white rook · f1 white rook · g1 white king | a8 black rook · c8 black bishop · f8 black rook · g8 black king · f7 black pawn · g7 black pawn · h7 black pawn · a6 black pawn · e6 black pawn · b5 black pawn · c5 black knight · d5 black pawn · e5 white pawn · f4 white pawn · c3 white knight · g3 white pawn · a2 white pawn · b2 white pawn · c2 white pawn · g2 white bishop · h2 white pawn · a1 white rook · f1 white rook · g1 white king | a8 black rook · c8 black bishop · f8 black rook · g8 black king · f7 black pawn · g7 black pawn · h7 black pawn · a6 black pawn · e6 black pawn · b5 black pawn · c5 black knight · d5 black pawn · e5 white pawn · f4 white pawn · c3 white knight · g3 white pawn · a2 white pawn · b2 white pawn · c2 white pawn · g2 white bishop · h2 white pawn · a1 white rook · f1 white rook · g1 white king | a8 black rook · c8 black bishop · f8 black rook · g8 black king · f7 black pawn · g7 black pawn · h7 black pawn · a6 black pawn · e6 black pawn · b5 black pawn · c5 black knight · d5 black pawn · e5 white pawn · f4 white pawn · c3 white knight · g3 white pawn · a2 white pawn · b2 white pawn · c2 white pawn · g2 white bishop · h2 white pawn · a1 white rook · f1 white rook · g1 white king | 2 |
| 1 | a8 black rook · c8 black bishop · f8 black rook · g8 black king · f7 black pawn · g7 black pawn · h7 black pawn · a6 black pawn · e6 black pawn · b5 black pawn · c5 black knight · d5 black pawn · e5 white pawn · f4 white pawn · c3 white knight · g3 white pawn · a2 white pawn · b2 white pawn · c2 white pawn · g2 white bishop · h2 white pawn · a1 white rook · f1 white rook · g1 white king | a8 black rook · c8 black bishop · f8 black rook · g8 black king · f7 black pawn · g7 black pawn · h7 black pawn · a6 black pawn · e6 black pawn · b5 black pawn · c5 black knight · d5 black pawn · e5 white pawn · f4 white pawn · c3 white knight · g3 white pawn · a2 white pawn · b2 white pawn · c2 white pawn · g2 white bishop · h2 white pawn · a1 white rook · f1 white rook · g1 white king | a8 black rook · c8 black bishop · f8 black rook · g8 black king · f7 black pawn · g7 black pawn · h7 black pawn · a6 black pawn · e6 black pawn · b5 black pawn · c5 black knight · d5 black pawn · e5 white pawn · f4 white pawn · c3 white knight · g3 white pawn · a2 white pawn · b2 white pawn · c2 white pawn · g2 white bishop · h2 white pawn · a1 white rook · f1 white rook · g1 white king | a8 black rook · c8 black bishop · f8 black rook · g8 black king · f7 black pawn · g7 black pawn · h7 black pawn · a6 black pawn · e6 black pawn · b5 black pawn · c5 black knight · d5 black pawn · e5 white pawn · f4 white pawn · c3 white knight · g3 white pawn · a2 white pawn · b2 white pawn · c2 white pawn · g2 white bishop · h2 white pawn · a1 white rook · f1 white rook · g1 white king | a8 black rook · c8 black bishop · f8 black rook · g8 black king · f7 black pawn · g7 black pawn · h7 black pawn · a6 black pawn · e6 black pawn · b5 black pawn · c5 black knight · d5 black pawn · e5 white pawn · f4 white pawn · c3 white knight · g3 white pawn · a2 white pawn · b2 white pawn · c2 white pawn · g2 white bishop · h2 white pawn · a1 white rook · f1 white rook · g1 white king | a8 black rook · c8 black bishop · f8 black rook · g8 black king · f7 black pawn · g7 black pawn · h7 black pawn · a6 black pawn · e6 black pawn · b5 black pawn · c5 black knight · d5 black pawn · e5 white pawn · f4 white pawn · c3 white knight · g3 white pawn · a2 white pawn · b2 white pawn · c2 white pawn · g2 white bishop · h2 white pawn · a1 white rook · f1 white rook · g1 white king | a8 black rook · c8 black bishop · f8 black rook · g8 black king · f7 black pawn · g7 black pawn · h7 black pawn · a6 black pawn · e6 black pawn · b5 black pawn · c5 black knight · d5 black pawn · e5 white pawn · f4 white pawn · c3 white knight · g3 white pawn · a2 white pawn · b2 white pawn · c2 white pawn · g2 white bishop · h2 white pawn · a1 white rook · f1 white rook · g1 white king | a8 black rook · c8 black bishop · f8 black rook · g8 black king · f7 black pawn · g7 black pawn · h7 black pawn · a6 black pawn · e6 black pawn · b5 black pawn · c5 black knight · d5 black pawn · e5 white pawn · f4 white pawn · c3 white knight · g3 white pawn · a2 white pawn · b2 white pawn · c2 white pawn · g2 white bishop · h2 white pawn · a1 white rook · f1 white rook · g1 white king | 1 |
|   | a | b | c | d | e | f | g | h |   |

Một trong những hạn chế của Đen trong Phòng thủ Pháp là quân Tượng bên cánh Hậu của họ, nó bị phong tỏa bởi Tốt ở e6. Nếu Đen không giải phóng quân Tượng này, đồng nghĩa với việc thay vào đó họ tìm cách phá vỡ cấu trúc Tốt đối phương với...c5 hay...f6, nó sẽ bị động suốt ván đấu. Một ví dụ thường được trích dẫn về yếu điểm tiềm tàng của quân Tượng này là ván S. Tarrasch - R. Teichmann, diễn ra tại San Sebastián năm 1912, hình trái, thế trận đạt được sau 15 nước đi của khai cuộc Phòng thủ Pháp cổ điển.
Tình thế của Đen ở đây là rất bị động, Tượng ô trắng của họ đang bị bó bọc bởi các Tốt a6, b5, d5, e6 và f7. Trắng có lẽ sẽ cố gắng tìm cách đổi Mã, quân cơ động duy nhất của Đen. Mặc dù Đen có khả năng nắm lấy được một ván hòa, nhưng sẽ không dễ và trừ khi Trắng mắc sai lầm, còn không Đen sẽ ít có cơ hội phản công. Đó là lý do tại sao trong vòng nhiều năm, diễn biến cổ điển đã không còn được ưa dùng, và nước 3...Tb4 bắt đầu xuất hiện thường xuyên hơn sau thế chiến thứ nhất, nhờ vào những nỗ lực của Nimzowitsch và Botvinnik. Trong ván Tarrasch–Teichmann, kết quả là Trắng thắng sau 41 nước. Để tránh kết cục này, Đen thường ưu tiên tìm cách làm cho Tượng trở nên hữu dụng hơn từ giai đoạn đầu ván đấu. Họ có thể chơi...Td7-a4 để tấn công Tốt c2, cách chơi này xuất hiện trong rất nhiều diễn biến của phương án Winawer. Nếu Tốt f của Đen đã di chuyển lên f6, thì sau đó họ cũng có thể cân nhắc di chuyển Tượng đến g6 hoặc h5 thông qua d7 và e8. Và nếu Tượng ô trắng của Trắng nằm trên đường chéo f1-a6, Đen có thể cố gắng tìm cách đổi Tượng với...b6 và...Ta6, hoặc...Hb6 và tiếp theo là...Td7-Tb5.
Một vấn đề chung trong phương án tiến Tốt là Trắng sẽ muốn đặt Tượng ô trắng của họ vào ô d3, nhằm tối đa hóa hiệu năng của quân Tượng này. Tuy nhiên họ không thể chơi nước đó ngay lập tức sau nước (4.c3 Mc6 5.Mf3) 5...Hb6 nếu như không muốn mất Tốt d4. Đen cũng không thể ăn hơn Tốt ngay vì 6.Td3 cxd4 7.cxd4 Mxd4? 8.Mxd4 Hxd4?? 9.Tb5+ và họ sẽ mất Hậu bởi đòn tấn công mở kèm nước chiếu. Do đó, lý thuyết khuyên Đen nên chơi 7...Td7 để phòng ngừa diễn biến trên. Dù sao Trắng cũng thường thí Tốt d4 với việc tiếp tục: 8.0-0 Mxd4 9.Mxd4 Hxd4 10.Mc3. Đây là Gambit Milner-Barry, đặt theo tên của Sir Stuart Milner-Barry, được xem là gần như hợp lý theo lý thuyết cờ vua hiện đại.
Vấn đề khác là việc Trắng muốn mở rộng không gian bên cánh Vua và tấn công Vua Đen; bằng cách như đuổi Mã Đen nếu nó ở f5 với g4 hoặc là h4-h5 nếu Mã ở g6. Vì trung tâm đã bị khóa (không thể chuyển lực lượng từ cánh Hậu sang), những pha tấn công chiếu mat bằng cách hy sinh quân là thường có thể xảy ra. Đòn thí Tượng cổ điển (rất quen thuộc - Td3xh7) sẽ được xem xét ở từng nước đi. Tuy nhiên, Đen thường chào đón một cuộc tấn công bằng những chiến thuật điều động và phòng thủ chắc chắn mà nếu thành công họ sẽ có lợi thế vật chất trong tàn cuộc. Viktor Korchnoi, cùng với Botvinnik là những kỳ thủ mạnh nhất ủng hộ Phòng thủ Pháp, nói về việc làm thế nào để cám dỗ đối phương tấn công mình, cho đến khi buộc anh ta phải thí quân và sau đó chặn đứng lực lượng của anh ta lại, ưu thế vật chất có được dẫn đến thành quả là một chiến thắng dễ dàng trong tàn cuộc.

## Diễn biến chính: 2.d4 d5

### 3.Mc3
Xuất hiện trong hơn 40% số ván đấu khởi đầu bằng 1. e4 e6 2. d4 d5, 3. Mc3 là nước đi được thấy phổ biển nhất trong Phòng thủ Pháp. Lúc này, Đen có ba lựa chọn cơ bản: 3...dxe4 (Phương án Rubinstein), 3...Tb4 (Phương án Winawer) và 3...Mf6 (Phương án cổ điển). Một ý tưởng quái gở là 3...Mc6!? 4.Mf3 Mf6 với ý định 5.e5 Me4, Kiện tướng Quốc tế Helmut Reefschlaeger đã thiên về nước đi này.

#### Phương án Rubinstein: 3...dxe4
|   | a | b | c | d | e | f | g | h |   |
| 8 | a8 black rook · b8 black knight · c8 black bishop · d8 black queen · e8 black king · f8 black bishop · g8 black knight · h8 black rook · a7 black pawn · b7 black pawn · c7 black pawn · f7 black pawn · g7 black pawn · h7 black pawn · e6 black pawn · d4 white pawn · e4 white knight · a2 white pawn · b2 white pawn · c2 white pawn · f2 white pawn · g2 white pawn · h2 white pawn · a1 white rook · c1 white bishop · d1 white queen · e1 white king · f1 white bishop · g1 white knight · h1 white rook | a8 black rook · b8 black knight · c8 black bishop · d8 black queen · e8 black king · f8 black bishop · g8 black knight · h8 black rook · a7 black pawn · b7 black pawn · c7 black pawn · f7 black pawn · g7 black pawn · h7 black pawn · e6 black pawn · d4 white pawn · e4 white knight · a2 white pawn · b2 white pawn · c2 white pawn · f2 white pawn · g2 white pawn · h2 white pawn · a1 white rook · c1 white bishop · d1 white queen · e1 white king · f1 white bishop · g1 white knight · h1 white rook | a8 black rook · b8 black knight · c8 black bishop · d8 black queen · e8 black king · f8 black bishop · g8 black knight · h8 black rook · a7 black pawn · b7 black pawn · c7 black pawn · f7 black pawn · g7 black pawn · h7 black pawn · e6 black pawn · d4 white pawn · e4 white knight · a2 white pawn · b2 white pawn · c2 white pawn · f2 white pawn · g2 white pawn · h2 white pawn · a1 white rook · c1 white bishop · d1 white queen · e1 white king · f1 white bishop · g1 white knight · h1 white rook | a8 black rook · b8 black knight · c8 black bishop · d8 black queen · e8 black king · f8 black bishop · g8 black knight · h8 black rook · a7 black pawn · b7 black pawn · c7 black pawn · f7 black pawn · g7 black pawn · h7 black pawn · e6 black pawn · d4 white pawn · e4 white knight · a2 white pawn · b2 white pawn · c2 white pawn · f2 white pawn · g2 white pawn · h2 white pawn · a1 white rook · c1 white bishop · d1 white queen · e1 white king · f1 white bishop · g1 white knight · h1 white rook | a8 black rook · b8 black knight · c8 black bishop · d8 black queen · e8 black king · f8 black bishop · g8 black knight · h8 black rook · a7 black pawn · b7 black pawn · c7 black pawn · f7 black pawn · g7 black pawn · h7 black pawn · e6 black pawn · d4 white pawn · e4 white knight · a2 white pawn · b2 white pawn · c2 white pawn · f2 white pawn · g2 white pawn · h2 white pawn · a1 white rook · c1 white bishop · d1 white queen · e1 white king · f1 white bishop · g1 white knight · h1 white rook | a8 black rook · b8 black knight · c8 black bishop · d8 black queen · e8 black king · f8 black bishop · g8 black knight · h8 black rook · a7 black pawn · b7 black pawn · c7 black pawn · f7 black pawn · g7 black pawn · h7 black pawn · e6 black pawn · d4 white pawn · e4 white knight · a2 white pawn · b2 white pawn · c2 white pawn · f2 white pawn · g2 white pawn · h2 white pawn · a1 white rook · c1 white bishop · d1 white queen · e1 white king · f1 white bishop · g1 white knight · h1 white rook | a8 black rook · b8 black knight · c8 black bishop · d8 black queen · e8 black king · f8 black bishop · g8 black knight · h8 black rook · a7 black pawn · b7 black pawn · c7 black pawn · f7 black pawn · g7 black pawn · h7 black pawn · e6 black pawn · d4 white pawn · e4 white knight · a2 white pawn · b2 white pawn · c2 white pawn · f2 white pawn · g2 white pawn · h2 white pawn · a1 white rook · c1 white bishop · d1 white queen · e1 white king · f1 white bishop · g1 white knight · h1 white rook | a8 black rook · b8 black knight · c8 black bishop · d8 black queen · e8 black king · f8 black bishop · g8 black knight · h8 black rook · a7 black pawn · b7 black pawn · c7 black pawn · f7 black pawn · g7 black pawn · h7 black pawn · e6 black pawn · d4 white pawn · e4 white knight · a2 white pawn · b2 white pawn · c2 white pawn · f2 white pawn · g2 white pawn · h2 white pawn · a1 white rook · c1 white bishop · d1 white queen · e1 white king · f1 white bishop · g1 white knight · h1 white rook | 8 |
| 7 | a8 black rook · b8 black knight · c8 black bishop · d8 black queen · e8 black king · f8 black bishop · g8 black knight · h8 black rook · a7 black pawn · b7 black pawn · c7 black pawn · f7 black pawn · g7 black pawn · h7 black pawn · e6 black pawn · d4 white pawn · e4 white knight · a2 white pawn · b2 white pawn · c2 white pawn · f2 white pawn · g2 white pawn · h2 white pawn · a1 white rook · c1 white bishop · d1 white queen · e1 white king · f1 white bishop · g1 white knight · h1 white rook | a8 black rook · b8 black knight · c8 black bishop · d8 black queen · e8 black king · f8 black bishop · g8 black knight · h8 black rook · a7 black pawn · b7 black pawn · c7 black pawn · f7 black pawn · g7 black pawn · h7 black pawn · e6 black pawn · d4 white pawn · e4 white knight · a2 white pawn · b2 white pawn · c2 white pawn · f2 white pawn · g2 white pawn · h2 white pawn · a1 white rook · c1 white bishop · d1 white queen · e1 white king · f1 white bishop · g1 white knight · h1 white rook | a8 black rook · b8 black knight · c8 black bishop · d8 black queen · e8 black king · f8 black bishop · g8 black knight · h8 black rook · a7 black pawn · b7 black pawn · c7 black pawn · f7 black pawn · g7 black pawn · h7 black pawn · e6 black pawn · d4 white pawn · e4 white knight · a2 white pawn · b2 white pawn · c2 white pawn · f2 white pawn · g2 white pawn · h2 white pawn · a1 white rook · c1 white bishop · d1 white queen · e1 white king · f1 white bishop · g1 white knight · h1 white rook | a8 black rook · b8 black knight · c8 black bishop · d8 black queen · e8 black king · f8 black bishop · g8 black knight · h8 black rook · a7 black pawn · b7 black pawn · c7 black pawn · f7 black pawn · g7 black pawn · h7 black pawn · e6 black pawn · d4 white pawn · e4 white knight · a2 white pawn · b2 white pawn · c2 white pawn · f2 white pawn · g2 white pawn · h2 white pawn · a1 white rook · c1 white bishop · d1 white queen · e1 white king · f1 white bishop · g1 white knight · h1 white rook | a8 black rook · b8 black knight · c8 black bishop · d8 black queen · e8 black king · f8 black bishop · g8 black knight · h8 black rook · a7 black pawn · b7 black pawn · c7 black pawn · f7 black pawn · g7 black pawn · h7 black pawn · e6 black pawn · d4 white pawn · e4 white knight · a2 white pawn · b2 white pawn · c2 white pawn · f2 white pawn · g2 white pawn · h2 white pawn · a1 white rook · c1 white bishop · d1 white queen · e1 white king · f1 white bishop · g1 white knight · h1 white rook | a8 black rook · b8 black knight · c8 black bishop · d8 black queen · e8 black king · f8 black bishop · g8 black knight · h8 black rook · a7 black pawn · b7 black pawn · c7 black pawn · f7 black pawn · g7 black pawn · h7 black pawn · e6 black pawn · d4 white pawn · e4 white knight · a2 white pawn · b2 white pawn · c2 white pawn · f2 white pawn · g2 white pawn · h2 white pawn · a1 white rook · c1 white bishop · d1 white queen · e1 white king · f1 white bishop · g1 white knight · h1 white rook | a8 black rook · b8 black knight · c8 black bishop · d8 black queen · e8 black king · f8 black bishop · g8 black knight · h8 black rook · a7 black pawn · b7 black pawn · c7 black pawn · f7 black pawn · g7 black pawn · h7 black pawn · e6 black pawn · d4 white pawn · e4 white knight · a2 white pawn · b2 white pawn · c2 white pawn · f2 white pawn · g2 white pawn · h2 white pawn · a1 white rook · c1 white bishop · d1 white queen · e1 white king · f1 white bishop · g1 white knight · h1 white rook | a8 black rook · b8 black knight · c8 black bishop · d8 black queen · e8 black king · f8 black bishop · g8 black knight · h8 black rook · a7 black pawn · b7 black pawn · c7 black pawn · f7 black pawn · g7 black pawn · h7 black pawn · e6 black pawn · d4 white pawn · e4 white knight · a2 white pawn · b2 white pawn · c2 white pawn · f2 white pawn · g2 white pawn · h2 white pawn · a1 white rook · c1 white bishop · d1 white queen · e1 white king · f1 white bishop · g1 white knight · h1 white rook | 7 |
| 6 | a8 black rook · b8 black knight · c8 black bishop · d8 black queen · e8 black king · f8 black bishop · g8 black knight · h8 black rook · a7 black pawn · b7 black pawn · c7 black pawn · f7 black pawn · g7 black pawn · h7 black pawn · e6 black pawn · d4 white pawn · e4 white knight · a2 white pawn · b2 white pawn · c2 white pawn · f2 white pawn · g2 white pawn · h2 white pawn · a1 white rook · c1 white bishop · d1 white queen · e1 white king · f1 white bishop · g1 white knight · h1 white rook | a8 black rook · b8 black knight · c8 black bishop · d8 black queen · e8 black king · f8 black bishop · g8 black knight · h8 black rook · a7 black pawn · b7 black pawn · c7 black pawn · f7 black pawn · g7 black pawn · h7 black pawn · e6 black pawn · d4 white pawn · e4 white knight · a2 white pawn · b2 white pawn · c2 white pawn · f2 white pawn · g2 white pawn · h2 white pawn · a1 white rook · c1 white bishop · d1 white queen · e1 white king · f1 white bishop · g1 white knight · h1 white rook | a8 black rook · b8 black knight · c8 black bishop · d8 black queen · e8 black king · f8 black bishop · g8 black knight · h8 black rook · a7 black pawn · b7 black pawn · c7 black pawn · f7 black pawn · g7 black pawn · h7 black pawn · e6 black pawn · d4 white pawn · e4 white knight · a2 white pawn · b2 white pawn · c2 white pawn · f2 white pawn · g2 white pawn · h2 white pawn · a1 white rook · c1 white bishop · d1 white queen · e1 white king · f1 white bishop · g1 white knight · h1 white rook | a8 black rook · b8 black knight · c8 black bishop · d8 black queen · e8 black king · f8 black bishop · g8 black knight · h8 black rook · a7 black pawn · b7 black pawn · c7 black pawn · f7 black pawn · g7 black pawn · h7 black pawn · e6 black pawn · d4 white pawn · e4 white knight · a2 white pawn · b2 white pawn · c2 white pawn · f2 white pawn · g2 white pawn · h2 white pawn · a1 white rook · c1 white bishop · d1 white queen · e1 white king · f1 white bishop · g1 white knight · h1 white rook | a8 black rook · b8 black knight · c8 black bishop · d8 black queen · e8 black king · f8 black bishop · g8 black knight · h8 black rook · a7 black pawn · b7 black pawn · c7 black pawn · f7 black pawn · g7 black pawn · h7 black pawn · e6 black pawn · d4 white pawn · e4 white knight · a2 white pawn · b2 white pawn · c2 white pawn · f2 white pawn · g2 white pawn · h2 white pawn · a1 white rook · c1 white bishop · d1 white queen · e1 white king · f1 white bishop · g1 white knight · h1 white rook | a8 black rook · b8 black knight · c8 black bishop · d8 black queen · e8 black king · f8 black bishop · g8 black knight · h8 black rook · a7 black pawn · b7 black pawn · c7 black pawn · f7 black pawn · g7 black pawn · h7 black pawn · e6 black pawn · d4 white pawn · e4 white knight · a2 white pawn · b2 white pawn · c2 white pawn · f2 white pawn · g2 white pawn · h2 white pawn · a1 white rook · c1 white bishop · d1 white queen · e1 white king · f1 white bishop · g1 white knight · h1 white rook | a8 black rook · b8 black knight · c8 black bishop · d8 black queen · e8 black king · f8 black bishop · g8 black knight · h8 black rook · a7 black pawn · b7 black pawn · c7 black pawn · f7 black pawn · g7 black pawn · h7 black pawn · e6 black pawn · d4 white pawn · e4 white knight · a2 white pawn · b2 white pawn · c2 white pawn · f2 white pawn · g2 white pawn · h2 white pawn · a1 white rook · c1 white bishop · d1 white queen · e1 white king · f1 white bishop · g1 white knight · h1 white rook | a8 black rook · b8 black knight · c8 black bishop · d8 black queen · e8 black king · f8 black bishop · g8 black knight · h8 black rook · a7 black pawn · b7 black pawn · c7 black pawn · f7 black pawn · g7 black pawn · h7 black pawn · e6 black pawn · d4 white pawn · e4 white knight · a2 white pawn · b2 white pawn · c2 white pawn · f2 white pawn · g2 white pawn · h2 white pawn · a1 white rook · c1 white bishop · d1 white queen · e1 white king · f1 white bishop · g1 white knight · h1 white rook | 6 |
| 5 | a8 black rook · b8 black knight · c8 black bishop · d8 black queen · e8 black king · f8 black bishop · g8 black knight · h8 black rook · a7 black pawn · b7 black pawn · c7 black pawn · f7 black pawn · g7 black pawn · h7 black pawn · e6 black pawn · d4 white pawn · e4 white knight · a2 white pawn · b2 white pawn · c2 white pawn · f2 white pawn · g2 white pawn · h2 white pawn · a1 white rook · c1 white bishop · d1 white queen · e1 white king · f1 white bishop · g1 white knight · h1 white rook | a8 black rook · b8 black knight · c8 black bishop · d8 black queen · e8 black king · f8 black bishop · g8 black knight · h8 black rook · a7 black pawn · b7 black pawn · c7 black pawn · f7 black pawn · g7 black pawn · h7 black pawn · e6 black pawn · d4 white pawn · e4 white knight · a2 white pawn · b2 white pawn · c2 white pawn · f2 white pawn · g2 white pawn · h2 white pawn · a1 white rook · c1 white bishop · d1 white queen · e1 white king · f1 white bishop · g1 white knight · h1 white rook | a8 black rook · b8 black knight · c8 black bishop · d8 black queen · e8 black king · f8 black bishop · g8 black knight · h8 black rook · a7 black pawn · b7 black pawn · c7 black pawn · f7 black pawn · g7 black pawn · h7 black pawn · e6 black pawn · d4 white pawn · e4 white knight · a2 white pawn · b2 white pawn · c2 white pawn · f2 white pawn · g2 white pawn · h2 white pawn · a1 white rook · c1 white bishop · d1 white queen · e1 white king · f1 white bishop · g1 white knight · h1 white rook | a8 black rook · b8 black knight · c8 black bishop · d8 black queen · e8 black king · f8 black bishop · g8 black knight · h8 black rook · a7 black pawn · b7 black pawn · c7 black pawn · f7 black pawn · g7 black pawn · h7 black pawn · e6 black pawn · d4 white pawn · e4 white knight · a2 white pawn · b2 white pawn · c2 white pawn · f2 white pawn · g2 white pawn · h2 white pawn · a1 white rook · c1 white bishop · d1 white queen · e1 white king · f1 white bishop · g1 white knight · h1 white rook | a8 black rook · b8 black knight · c8 black bishop · d8 black queen · e8 black king · f8 black bishop · g8 black knight · h8 black rook · a7 black pawn · b7 black pawn · c7 black pawn · f7 black pawn · g7 black pawn · h7 black pawn · e6 black pawn · d4 white pawn · e4 white knight · a2 white pawn · b2 white pawn · c2 white pawn · f2 white pawn · g2 white pawn · h2 white pawn · a1 white rook · c1 white bishop · d1 white queen · e1 white king · f1 white bishop · g1 white knight · h1 white rook | a8 black rook · b8 black knight · c8 black bishop · d8 black queen · e8 black king · f8 black bishop · g8 black knight · h8 black rook · a7 black pawn · b7 black pawn · c7 black pawn · f7 black pawn · g7 black pawn · h7 black pawn · e6 black pawn · d4 white pawn · e4 white knight · a2 white pawn · b2 white pawn · c2 white pawn · f2 white pawn · g2 white pawn · h2 white pawn · a1 white rook · c1 white bishop · d1 white queen · e1 white king · f1 white bishop · g1 white knight · h1 white rook | a8 black rook · b8 black knight · c8 black bishop · d8 black queen · e8 black king · f8 black bishop · g8 black knight · h8 black rook · a7 black pawn · b7 black pawn · c7 black pawn · f7 black pawn · g7 black pawn · h7 black pawn · e6 black pawn · d4 white pawn · e4 white knight · a2 white pawn · b2 white pawn · c2 white pawn · f2 white pawn · g2 white pawn · h2 white pawn · a1 white rook · c1 white bishop · d1 white queen · e1 white king · f1 white bishop · g1 white knight · h1 white rook | a8 black rook · b8 black knight · c8 black bishop · d8 black queen · e8 black king · f8 black bishop · g8 black knight · h8 black rook · a7 black pawn · b7 black pawn · c7 black pawn · f7 black pawn · g7 black pawn · h7 black pawn · e6 black pawn · d4 white pawn · e4 white knight · a2 white pawn · b2 white pawn · c2 white pawn · f2 white pawn · g2 white pawn · h2 white pawn · a1 white rook · c1 white bishop · d1 white queen · e1 white king · f1 white bishop · g1 white knight · h1 white rook | 5 |
| 4 | a8 black rook · b8 black knight · c8 black bishop · d8 black queen · e8 black king · f8 black bishop · g8 black knight · h8 black rook · a7 black pawn · b7 black pawn · c7 black pawn · f7 black pawn · g7 black pawn · h7 black pawn · e6 black pawn · d4 white pawn · e4 white knight · a2 white pawn · b2 white pawn · c2 white pawn · f2 white pawn · g2 white pawn · h2 white pawn · a1 white rook · c1 white bishop · d1 white queen · e1 white king · f1 white bishop · g1 white knight · h1 white rook | a8 black rook · b8 black knight · c8 black bishop · d8 black queen · e8 black king · f8 black bishop · g8 black knight · h8 black rook · a7 black pawn · b7 black pawn · c7 black pawn · f7 black pawn · g7 black pawn · h7 black pawn · e6 black pawn · d4 white pawn · e4 white knight · a2 white pawn · b2 white pawn · c2 white pawn · f2 white pawn · g2 white pawn · h2 white pawn · a1 white rook · c1 white bishop · d1 white queen · e1 white king · f1 white bishop · g1 white knight · h1 white rook | a8 black rook · b8 black knight · c8 black bishop · d8 black queen · e8 black king · f8 black bishop · g8 black knight · h8 black rook · a7 black pawn · b7 black pawn · c7 black pawn · f7 black pawn · g7 black pawn · h7 black pawn · e6 black pawn · d4 white pawn · e4 white knight · a2 white pawn · b2 white pawn · c2 white pawn · f2 white pawn · g2 white pawn · h2 white pawn · a1 white rook · c1 white bishop · d1 white queen · e1 white king · f1 white bishop · g1 white knight · h1 white rook | a8 black rook · b8 black knight · c8 black bishop · d8 black queen · e8 black king · f8 black bishop · g8 black knight · h8 black rook · a7 black pawn · b7 black pawn · c7 black pawn · f7 black pawn · g7 black pawn · h7 black pawn · e6 black pawn · d4 white pawn · e4 white knight · a2 white pawn · b2 white pawn · c2 white pawn · f2 white pawn · g2 white pawn · h2 white pawn · a1 white rook · c1 white bishop · d1 white queen · e1 white king · f1 white bishop · g1 white knight · h1 white rook | a8 black rook · b8 black knight · c8 black bishop · d8 black queen · e8 black king · f8 black bishop · g8 black knight · h8 black rook · a7 black pawn · b7 black pawn · c7 black pawn · f7 black pawn · g7 black pawn · h7 black pawn · e6 black pawn · d4 white pawn · e4 white knight · a2 white pawn · b2 white pawn · c2 white pawn · f2 white pawn · g2 white pawn · h2 white pawn · a1 white rook · c1 white bishop · d1 white queen · e1 white king · f1 white bishop · g1 white knight · h1 white rook | a8 black rook · b8 black knight · c8 black bishop · d8 black queen · e8 black king · f8 black bishop · g8 black knight · h8 black rook · a7 black pawn · b7 black pawn · c7 black pawn · f7 black pawn · g7 black pawn · h7 black pawn · e6 black pawn · d4 white pawn · e4 white knight · a2 white pawn · b2 white pawn · c2 white pawn · f2 white pawn · g2 white pawn · h2 white pawn · a1 white rook · c1 white bishop · d1 white queen · e1 white king · f1 white bishop · g1 white knight · h1 white rook | a8 black rook · b8 black knight · c8 black bishop · d8 black queen · e8 black king · f8 black bishop · g8 black knight · h8 black rook · a7 black pawn · b7 black pawn · c7 black pawn · f7 black pawn · g7 black pawn · h7 black pawn · e6 black pawn · d4 white pawn · e4 white knight · a2 white pawn · b2 white pawn · c2 white pawn · f2 white pawn · g2 white pawn · h2 white pawn · a1 white rook · c1 white bishop · d1 white queen · e1 white king · f1 white bishop · g1 white knight · h1 white rook | a8 black rook · b8 black knight · c8 black bishop · d8 black queen · e8 black king · f8 black bishop · g8 black knight · h8 black rook · a7 black pawn · b7 black pawn · c7 black pawn · f7 black pawn · g7 black pawn · h7 black pawn · e6 black pawn · d4 white pawn · e4 white knight · a2 white pawn · b2 white pawn · c2 white pawn · f2 white pawn · g2 white pawn · h2 white pawn · a1 white rook · c1 white bishop · d1 white queen · e1 white king · f1 white bishop · g1 white knight · h1 white rook | 4 |
| 3 | a8 black rook · b8 black knight · c8 black bishop · d8 black queen · e8 black king · f8 black bishop · g8 black knight · h8 black rook · a7 black pawn · b7 black pawn · c7 black pawn · f7 black pawn · g7 black pawn · h7 black pawn · e6 black pawn · d4 white pawn · e4 white knight · a2 white pawn · b2 white pawn · c2 white pawn · f2 white pawn · g2 white pawn · h2 white pawn · a1 white rook · c1 white bishop · d1 white queen · e1 white king · f1 white bishop · g1 white knight · h1 white rook | a8 black rook · b8 black knight · c8 black bishop · d8 black queen · e8 black king · f8 black bishop · g8 black knight · h8 black rook · a7 black pawn · b7 black pawn · c7 black pawn · f7 black pawn · g7 black pawn · h7 black pawn · e6 black pawn · d4 white pawn · e4 white knight · a2 white pawn · b2 white pawn · c2 white pawn · f2 white pawn · g2 white pawn · h2 white pawn · a1 white rook · c1 white bishop · d1 white queen · e1 white king · f1 white bishop · g1 white knight · h1 white rook | a8 black rook · b8 black knight · c8 black bishop · d8 black queen · e8 black king · f8 black bishop · g8 black knight · h8 black rook · a7 black pawn · b7 black pawn · c7 black pawn · f7 black pawn · g7 black pawn · h7 black pawn · e6 black pawn · d4 white pawn · e4 white knight · a2 white pawn · b2 white pawn · c2 white pawn · f2 white pawn · g2 white pawn · h2 white pawn · a1 white rook · c1 white bishop · d1 white queen · e1 white king · f1 white bishop · g1 white knight · h1 white rook | a8 black rook · b8 black knight · c8 black bishop · d8 black queen · e8 black king · f8 black bishop · g8 black knight · h8 black rook · a7 black pawn · b7 black pawn · c7 black pawn · f7 black pawn · g7 black pawn · h7 black pawn · e6 black pawn · d4 white pawn · e4 white knight · a2 white pawn · b2 white pawn · c2 white pawn · f2 white pawn · g2 white pawn · h2 white pawn · a1 white rook · c1 white bishop · d1 white queen · e1 white king · f1 white bishop · g1 white knight · h1 white rook | a8 black rook · b8 black knight · c8 black bishop · d8 black queen · e8 black king · f8 black bishop · g8 black knight · h8 black rook · a7 black pawn · b7 black pawn · c7 black pawn · f7 black pawn · g7 black pawn · h7 black pawn · e6 black pawn · d4 white pawn · e4 white knight · a2 white pawn · b2 white pawn · c2 white pawn · f2 white pawn · g2 white pawn · h2 white pawn · a1 white rook · c1 white bishop · d1 white queen · e1 white king · f1 white bishop · g1 white knight · h1 white rook | a8 black rook · b8 black knight · c8 black bishop · d8 black queen · e8 black king · f8 black bishop · g8 black knight · h8 black rook · a7 black pawn · b7 black pawn · c7 black pawn · f7 black pawn · g7 black pawn · h7 black pawn · e6 black pawn · d4 white pawn · e4 white knight · a2 white pawn · b2 white pawn · c2 white pawn · f2 white pawn · g2 white pawn · h2 white pawn · a1 white rook · c1 white bishop · d1 white queen · e1 white king · f1 white bishop · g1 white knight · h1 white rook | a8 black rook · b8 black knight · c8 black bishop · d8 black queen · e8 black king · f8 black bishop · g8 black knight · h8 black rook · a7 black pawn · b7 black pawn · c7 black pawn · f7 black pawn · g7 black pawn · h7 black pawn · e6 black pawn · d4 white pawn · e4 white knight · a2 white pawn · b2 white pawn · c2 white pawn · f2 white pawn · g2 white pawn · h2 white pawn · a1 white rook · c1 white bishop · d1 white queen · e1 white king · f1 white bishop · g1 white knight · h1 white rook | a8 black rook · b8 black knight · c8 black bishop · d8 black queen · e8 black king · f8 black bishop · g8 black knight · h8 black rook · a7 black pawn · b7 black pawn · c7 black pawn · f7 black pawn · g7 black pawn · h7 black pawn · e6 black pawn · d4 white pawn · e4 white knight · a2 white pawn · b2 white pawn · c2 white pawn · f2 white pawn · g2 white pawn · h2 white pawn · a1 white rook · c1 white bishop · d1 white queen · e1 white king · f1 white bishop · g1 white knight · h1 white rook | 3 |
| 2 | a8 black rook · b8 black knight · c8 black bishop · d8 black queen · e8 black king · f8 black bishop · g8 black knight · h8 black rook · a7 black pawn · b7 black pawn · c7 black pawn · f7 black pawn · g7 black pawn · h7 black pawn · e6 black pawn · d4 white pawn · e4 white knight · a2 white pawn · b2 white pawn · c2 white pawn · f2 white pawn · g2 white pawn · h2 white pawn · a1 white rook · c1 white bishop · d1 white queen · e1 white king · f1 white bishop · g1 white knight · h1 white rook | a8 black rook · b8 black knight · c8 black bishop · d8 black queen · e8 black king · f8 black bishop · g8 black knight · h8 black rook · a7 black pawn · b7 black pawn · c7 black pawn · f7 black pawn · g7 black pawn · h7 black pawn · e6 black pawn · d4 white pawn · e4 white knight · a2 white pawn · b2 white pawn · c2 white pawn · f2 white pawn · g2 white pawn · h2 white pawn · a1 white rook · c1 white bishop · d1 white queen · e1 white king · f1 white bishop · g1 white knight · h1 white rook | a8 black rook · b8 black knight · c8 black bishop · d8 black queen · e8 black king · f8 black bishop · g8 black knight · h8 black rook · a7 black pawn · b7 black pawn · c7 black pawn · f7 black pawn · g7 black pawn · h7 black pawn · e6 black pawn · d4 white pawn · e4 white knight · a2 white pawn · b2 white pawn · c2 white pawn · f2 white pawn · g2 white pawn · h2 white pawn · a1 white rook · c1 white bishop · d1 white queen · e1 white king · f1 white bishop · g1 white knight · h1 white rook | a8 black rook · b8 black knight · c8 black bishop · d8 black queen · e8 black king · f8 black bishop · g8 black knight · h8 black rook · a7 black pawn · b7 black pawn · c7 black pawn · f7 black pawn · g7 black pawn · h7 black pawn · e6 black pawn · d4 white pawn · e4 white knight · a2 white pawn · b2 white pawn · c2 white pawn · f2 white pawn · g2 white pawn · h2 white pawn · a1 white rook · c1 white bishop · d1 white queen · e1 white king · f1 white bishop · g1 white knight · h1 white rook | a8 black rook · b8 black knight · c8 black bishop · d8 black queen · e8 black king · f8 black bishop · g8 black knight · h8 black rook · a7 black pawn · b7 black pawn · c7 black pawn · f7 black pawn · g7 black pawn · h7 black pawn · e6 black pawn · d4 white pawn · e4 white knight · a2 white pawn · b2 white pawn · c2 white pawn · f2 white pawn · g2 white pawn · h2 white pawn · a1 white rook · c1 white bishop · d1 white queen · e1 white king · f1 white bishop · g1 white knight · h1 white rook | a8 black rook · b8 black knight · c8 black bishop · d8 black queen · e8 black king · f8 black bishop · g8 black knight · h8 black rook · a7 black pawn · b7 black pawn · c7 black pawn · f7 black pawn · g7 black pawn · h7 black pawn · e6 black pawn · d4 white pawn · e4 white knight · a2 white pawn · b2 white pawn · c2 white pawn · f2 white pawn · g2 white pawn · h2 white pawn · a1 white rook · c1 white bishop · d1 white queen · e1 white king · f1 white bishop · g1 white knight · h1 white rook | a8 black rook · b8 black knight · c8 black bishop · d8 black queen · e8 black king · f8 black bishop · g8 black knight · h8 black rook · a7 black pawn · b7 black pawn · c7 black pawn · f7 black pawn · g7 black pawn · h7 black pawn · e6 black pawn · d4 white pawn · e4 white knight · a2 white pawn · b2 white pawn · c2 white pawn · f2 white pawn · g2 white pawn · h2 white pawn · a1 white rook · c1 white bishop · d1 white queen · e1 white king · f1 white bishop · g1 white knight · h1 white rook | a8 black rook · b8 black knight · c8 black bishop · d8 black queen · e8 black king · f8 black bishop · g8 black knight · h8 black rook · a7 black pawn · b7 black pawn · c7 black pawn · f7 black pawn · g7 black pawn · h7 black pawn · e6 black pawn · d4 white pawn · e4 white knight · a2 white pawn · b2 white pawn · c2 white pawn · f2 white pawn · g2 white pawn · h2 white pawn · a1 white rook · c1 white bishop · d1 white queen · e1 white king · f1 white bishop · g1 white knight · h1 white rook | 2 |
| 1 | a8 black rook · b8 black knight · c8 black bishop · d8 black queen · e8 black king · f8 black bishop · g8 black knight · h8 black rook · a7 black pawn · b7 black pawn · c7 black pawn · f7 black pawn · g7 black pawn · h7 black pawn · e6 black pawn · d4 white pawn · e4 white knight · a2 white pawn · b2 white pawn · c2 white pawn · f2 white pawn · g2 white pawn · h2 white pawn · a1 white rook · c1 white bishop · d1 white queen · e1 white king · f1 white bishop · g1 white knight · h1 white rook | a8 black rook · b8 black knight · c8 black bishop · d8 black queen · e8 black king · f8 black bishop · g8 black knight · h8 black rook · a7 black pawn · b7 black pawn · c7 black pawn · f7 black pawn · g7 black pawn · h7 black pawn · e6 black pawn · d4 white pawn · e4 white knight · a2 white pawn · b2 white pawn · c2 white pawn · f2 white pawn · g2 white pawn · h2 white pawn · a1 white rook · c1 white bishop · d1 white queen · e1 white king · f1 white bishop · g1 white knight · h1 white rook | a8 black rook · b8 black knight · c8 black bishop · d8 black queen · e8 black king · f8 black bishop · g8 black knight · h8 black rook · a7 black pawn · b7 black pawn · c7 black pawn · f7 black pawn · g7 black pawn · h7 black pawn · e6 black pawn · d4 white pawn · e4 white knight · a2 white pawn · b2 white pawn · c2 white pawn · f2 white pawn · g2 white pawn · h2 white pawn · a1 white rook · c1 white bishop · d1 white queen · e1 white king · f1 white bishop · g1 white knight · h1 white rook | a8 black rook · b8 black knight · c8 black bishop · d8 black queen · e8 black king · f8 black bishop · g8 black knight · h8 black rook · a7 black pawn · b7 black pawn · c7 black pawn · f7 black pawn · g7 black pawn · h7 black pawn · e6 black pawn · d4 white pawn · e4 white knight · a2 white pawn · b2 white pawn · c2 white pawn · f2 white pawn · g2 white pawn · h2 white pawn · a1 white rook · c1 white bishop · d1 white queen · e1 white king · f1 white bishop · g1 white knight · h1 white rook | a8 black rook · b8 black knight · c8 black bishop · d8 black queen · e8 black king · f8 black bishop · g8 black knight · h8 black rook · a7 black pawn · b7 black pawn · c7 black pawn · f7 black pawn · g7 black pawn · h7 black pawn · e6 black pawn · d4 white pawn · e4 white knight · a2 white pawn · b2 white pawn · c2 white pawn · f2 white pawn · g2 white pawn · h2 white pawn · a1 white rook · c1 white bishop · d1 white queen · e1 white king · f1 white bishop · g1 white knight · h1 white rook | a8 black rook · b8 black knight · c8 black bishop · d8 black queen · e8 black king · f8 black bishop · g8 black knight · h8 black rook · a7 black pawn · b7 black pawn · c7 black pawn · f7 black pawn · g7 black pawn · h7 black pawn · e6 black pawn · d4 white pawn · e4 white knight · a2 white pawn · b2 white pawn · c2 white pawn · f2 white pawn · g2 white pawn · h2 white pawn · a1 white rook · c1 white bishop · d1 white queen · e1 white king · f1 white bishop · g1 white knight · h1 white rook | a8 black rook · b8 black knight · c8 black bishop · d8 black queen · e8 black king · f8 black bishop · g8 black knight · h8 black rook · a7 black pawn · b7 black pawn · c7 black pawn · f7 black pawn · g7 black pawn · h7 black pawn · e6 black pawn · d4 white pawn · e4 white knight · a2 white pawn · b2 white pawn · c2 white pawn · f2 white pawn · g2 white pawn · h2 white pawn · a1 white rook · c1 white bishop · d1 white queen · e1 white king · f1 white bishop · g1 white knight · h1 white rook | a8 black rook · b8 black knight · c8 black bishop · d8 black queen · e8 black king · f8 black bishop · g8 black knight · h8 black rook · a7 black pawn · b7 black pawn · c7 black pawn · f7 black pawn · g7 black pawn · h7 black pawn · e6 black pawn · d4 white pawn · e4 white knight · a2 white pawn · b2 white pawn · c2 white pawn · f2 white pawn · g2 white pawn · h2 white pawn · a1 white rook · c1 white bishop · d1 white queen · e1 white king · f1 white bishop · g1 white knight · h1 white rook | 1 |
|   | a | b | c | d | e | f | g | h |   |

Phương án này được đặt theo tên của Đại kiện tướng Akiba Rubinstein và nó cũng có thể phát sinh từ một trật tự nước đi khác: 3.Md2 dxe4. Trắng đang phát triển tự do và chiếm được nhiều không gian hơn trong trung tâm, nên Đen sẽ dự định trung hòa bằng cách chơi...c7–c5 vào một lúc nào đó. Diễn biến chắc chắn này từng trải qua một giai đoạn hồi sinh ngắn ngủi, với việc nhiều Đại kiện tướng sử dụng nó như một thứ vũ khí để giành lấy kết quả hòa, nhưng lý thuyết vẫn cho rằng Trắng có một chút lợi thế. Sau khi 3... dxe4 4. Mxe4, Đen có những sự lựa chọn sau:
- Diễn biến phổ biến nhất là: 4...Md7 5.Mf3 Mgf6 6.Mxf6+ Mxf6 và Đen đã sẵn sàng cho...c5
- 4...Td7 5.Mf3 Tc6 (Phương án Fort Knox), Đen kích hoạt Tượng ô Trắng, phương án thường được chơi bởi Alexander Rustemov.

#### Phương án Winawer: 3...Tb4
Phương án này được đặt theo tên của Szymon Winawer, và nó đã được đi tiên phong sử dụng bởi hai kỳ thủ là Nimzowitsch và Botvinnik. Đây là một trong những hệ thống chính của Phòng thủ Pháp, chủ yếu do những hiệu ứng sau này vào thập niên 1940, nước 3...Tb4 đã trở thành câu trả lời thường thấy nhất cho 3.Mc3. Dù vậy đến thập niên 1980, phương án cổ điển với 3...Mf6 đã bắt đầu hồi sinh và trở nên phổ biến hơn kể từ đó.
3... Tb4, giằng (ghim) Mã c3, buộc Trắng phải tìm cách giải quyết sức ép trong trung tâm. Thường thì Trắng sẽ ổn định trung tâm vào lúc này với 4. e5, chiếm thêm không gian và hy vọng chứng minh cho Đen thấy rằng Tượng b4 đã bị đặt không đúng chỗ. Diễn biến chính tiếp theo là: 4... c5 5. a3 Txc3+ 6. bxc3, ta được kết quả thế cờ như hình bên:
|   | a | b | c | d | e | f | g | h |   |
| 8 | a8 black rook · b8 black knight · c8 black bishop · d8 black queen · e8 black king · g8 black knight · h8 black rook · a7 black pawn · b7 black pawn · f7 black pawn · g7 black pawn · h7 black pawn · e6 black pawn · c5 black pawn · d5 black pawn · e5 white pawn · d4 white pawn · a3 white pawn · c3 white pawn · c2 white pawn · f2 white pawn · g2 white pawn · h2 white pawn · a1 white rook · c1 white bishop · d1 white queen · e1 white king · f1 white bishop · g1 white knight · h1 white rook | a8 black rook · b8 black knight · c8 black bishop · d8 black queen · e8 black king · g8 black knight · h8 black rook · a7 black pawn · b7 black pawn · f7 black pawn · g7 black pawn · h7 black pawn · e6 black pawn · c5 black pawn · d5 black pawn · e5 white pawn · d4 white pawn · a3 white pawn · c3 white pawn · c2 white pawn · f2 white pawn · g2 white pawn · h2 white pawn · a1 white rook · c1 white bishop · d1 white queen · e1 white king · f1 white bishop · g1 white knight · h1 white rook | a8 black rook · b8 black knight · c8 black bishop · d8 black queen · e8 black king · g8 black knight · h8 black rook · a7 black pawn · b7 black pawn · f7 black pawn · g7 black pawn · h7 black pawn · e6 black pawn · c5 black pawn · d5 black pawn · e5 white pawn · d4 white pawn · a3 white pawn · c3 white pawn · c2 white pawn · f2 white pawn · g2 white pawn · h2 white pawn · a1 white rook · c1 white bishop · d1 white queen · e1 white king · f1 white bishop · g1 white knight · h1 white rook | a8 black rook · b8 black knight · c8 black bishop · d8 black queen · e8 black king · g8 black knight · h8 black rook · a7 black pawn · b7 black pawn · f7 black pawn · g7 black pawn · h7 black pawn · e6 black pawn · c5 black pawn · d5 black pawn · e5 white pawn · d4 white pawn · a3 white pawn · c3 white pawn · c2 white pawn · f2 white pawn · g2 white pawn · h2 white pawn · a1 white rook · c1 white bishop · d1 white queen · e1 white king · f1 white bishop · g1 white knight · h1 white rook | a8 black rook · b8 black knight · c8 black bishop · d8 black queen · e8 black king · g8 black knight · h8 black rook · a7 black pawn · b7 black pawn · f7 black pawn · g7 black pawn · h7 black pawn · e6 black pawn · c5 black pawn · d5 black pawn · e5 white pawn · d4 white pawn · a3 white pawn · c3 white pawn · c2 white pawn · f2 white pawn · g2 white pawn · h2 white pawn · a1 white rook · c1 white bishop · d1 white queen · e1 white king · f1 white bishop · g1 white knight · h1 white rook | a8 black rook · b8 black knight · c8 black bishop · d8 black queen · e8 black king · g8 black knight · h8 black rook · a7 black pawn · b7 black pawn · f7 black pawn · g7 black pawn · h7 black pawn · e6 black pawn · c5 black pawn · d5 black pawn · e5 white pawn · d4 white pawn · a3 white pawn · c3 white pawn · c2 white pawn · f2 white pawn · g2 white pawn · h2 white pawn · a1 white rook · c1 white bishop · d1 white queen · e1 white king · f1 white bishop · g1 white knight · h1 white rook | a8 black rook · b8 black knight · c8 black bishop · d8 black queen · e8 black king · g8 black knight · h8 black rook · a7 black pawn · b7 black pawn · f7 black pawn · g7 black pawn · h7 black pawn · e6 black pawn · c5 black pawn · d5 black pawn · e5 white pawn · d4 white pawn · a3 white pawn · c3 white pawn · c2 white pawn · f2 white pawn · g2 white pawn · h2 white pawn · a1 white rook · c1 white bishop · d1 white queen · e1 white king · f1 white bishop · g1 white knight · h1 white rook | a8 black rook · b8 black knight · c8 black bishop · d8 black queen · e8 black king · g8 black knight · h8 black rook · a7 black pawn · b7 black pawn · f7 black pawn · g7 black pawn · h7 black pawn · e6 black pawn · c5 black pawn · d5 black pawn · e5 white pawn · d4 white pawn · a3 white pawn · c3 white pawn · c2 white pawn · f2 white pawn · g2 white pawn · h2 white pawn · a1 white rook · c1 white bishop · d1 white queen · e1 white king · f1 white bishop · g1 white knight · h1 white rook | 8 |
| 7 | a8 black rook · b8 black knight · c8 black bishop · d8 black queen · e8 black king · g8 black knight · h8 black rook · a7 black pawn · b7 black pawn · f7 black pawn · g7 black pawn · h7 black pawn · e6 black pawn · c5 black pawn · d5 black pawn · e5 white pawn · d4 white pawn · a3 white pawn · c3 white pawn · c2 white pawn · f2 white pawn · g2 white pawn · h2 white pawn · a1 white rook · c1 white bishop · d1 white queen · e1 white king · f1 white bishop · g1 white knight · h1 white rook | a8 black rook · b8 black knight · c8 black bishop · d8 black queen · e8 black king · g8 black knight · h8 black rook · a7 black pawn · b7 black pawn · f7 black pawn · g7 black pawn · h7 black pawn · e6 black pawn · c5 black pawn · d5 black pawn · e5 white pawn · d4 white pawn · a3 white pawn · c3 white pawn · c2 white pawn · f2 white pawn · g2 white pawn · h2 white pawn · a1 white rook · c1 white bishop · d1 white queen · e1 white king · f1 white bishop · g1 white knight · h1 white rook | a8 black rook · b8 black knight · c8 black bishop · d8 black queen · e8 black king · g8 black knight · h8 black rook · a7 black pawn · b7 black pawn · f7 black pawn · g7 black pawn · h7 black pawn · e6 black pawn · c5 black pawn · d5 black pawn · e5 white pawn · d4 white pawn · a3 white pawn · c3 white pawn · c2 white pawn · f2 white pawn · g2 white pawn · h2 white pawn · a1 white rook · c1 white bishop · d1 white queen · e1 white king · f1 white bishop · g1 white knight · h1 white rook | a8 black rook · b8 black knight · c8 black bishop · d8 black queen · e8 black king · g8 black knight · h8 black rook · a7 black pawn · b7 black pawn · f7 black pawn · g7 black pawn · h7 black pawn · e6 black pawn · c5 black pawn · d5 black pawn · e5 white pawn · d4 white pawn · a3 white pawn · c3 white pawn · c2 white pawn · f2 white pawn · g2 white pawn · h2 white pawn · a1 white rook · c1 white bishop · d1 white queen · e1 white king · f1 white bishop · g1 white knight · h1 white rook | a8 black rook · b8 black knight · c8 black bishop · d8 black queen · e8 black king · g8 black knight · h8 black rook · a7 black pawn · b7 black pawn · f7 black pawn · g7 black pawn · h7 black pawn · e6 black pawn · c5 black pawn · d5 black pawn · e5 white pawn · d4 white pawn · a3 white pawn · c3 white pawn · c2 white pawn · f2 white pawn · g2 white pawn · h2 white pawn · a1 white rook · c1 white bishop · d1 white queen · e1 white king · f1 white bishop · g1 white knight · h1 white rook | a8 black rook · b8 black knight · c8 black bishop · d8 black queen · e8 black king · g8 black knight · h8 black rook · a7 black pawn · b7 black pawn · f7 black pawn · g7 black pawn · h7 black pawn · e6 black pawn · c5 black pawn · d5 black pawn · e5 white pawn · d4 white pawn · a3 white pawn · c3 white pawn · c2 white pawn · f2 white pawn · g2 white pawn · h2 white pawn · a1 white rook · c1 white bishop · d1 white queen · e1 white king · f1 white bishop · g1 white knight · h1 white rook | a8 black rook · b8 black knight · c8 black bishop · d8 black queen · e8 black king · g8 black knight · h8 black rook · a7 black pawn · b7 black pawn · f7 black pawn · g7 black pawn · h7 black pawn · e6 black pawn · c5 black pawn · d5 black pawn · e5 white pawn · d4 white pawn · a3 white pawn · c3 white pawn · c2 white pawn · f2 white pawn · g2 white pawn · h2 white pawn · a1 white rook · c1 white bishop · d1 white queen · e1 white king · f1 white bishop · g1 white knight · h1 white rook | a8 black rook · b8 black knight · c8 black bishop · d8 black queen · e8 black king · g8 black knight · h8 black rook · a7 black pawn · b7 black pawn · f7 black pawn · g7 black pawn · h7 black pawn · e6 black pawn · c5 black pawn · d5 black pawn · e5 white pawn · d4 white pawn · a3 white pawn · c3 white pawn · c2 white pawn · f2 white pawn · g2 white pawn · h2 white pawn · a1 white rook · c1 white bishop · d1 white queen · e1 white king · f1 white bishop · g1 white knight · h1 white rook | 7 |
| 6 | a8 black rook · b8 black knight · c8 black bishop · d8 black queen · e8 black king · g8 black knight · h8 black rook · a7 black pawn · b7 black pawn · f7 black pawn · g7 black pawn · h7 black pawn · e6 black pawn · c5 black pawn · d5 black pawn · e5 white pawn · d4 white pawn · a3 white pawn · c3 white pawn · c2 white pawn · f2 white pawn · g2 white pawn · h2 white pawn · a1 white rook · c1 white bishop · d1 white queen · e1 white king · f1 white bishop · g1 white knight · h1 white rook | a8 black rook · b8 black knight · c8 black bishop · d8 black queen · e8 black king · g8 black knight · h8 black rook · a7 black pawn · b7 black pawn · f7 black pawn · g7 black pawn · h7 black pawn · e6 black pawn · c5 black pawn · d5 black pawn · e5 white pawn · d4 white pawn · a3 white pawn · c3 white pawn · c2 white pawn · f2 white pawn · g2 white pawn · h2 white pawn · a1 white rook · c1 white bishop · d1 white queen · e1 white king · f1 white bishop · g1 white knight · h1 white rook | a8 black rook · b8 black knight · c8 black bishop · d8 black queen · e8 black king · g8 black knight · h8 black rook · a7 black pawn · b7 black pawn · f7 black pawn · g7 black pawn · h7 black pawn · e6 black pawn · c5 black pawn · d5 black pawn · e5 white pawn · d4 white pawn · a3 white pawn · c3 white pawn · c2 white pawn · f2 white pawn · g2 white pawn · h2 white pawn · a1 white rook · c1 white bishop · d1 white queen · e1 white king · f1 white bishop · g1 white knight · h1 white rook | a8 black rook · b8 black knight · c8 black bishop · d8 black queen · e8 black king · g8 black knight · h8 black rook · a7 black pawn · b7 black pawn · f7 black pawn · g7 black pawn · h7 black pawn · e6 black pawn · c5 black pawn · d5 black pawn · e5 white pawn · d4 white pawn · a3 white pawn · c3 white pawn · c2 white pawn · f2 white pawn · g2 white pawn · h2 white pawn · a1 white rook · c1 white bishop · d1 white queen · e1 white king · f1 white bishop · g1 white knight · h1 white rook | a8 black rook · b8 black knight · c8 black bishop · d8 black queen · e8 black king · g8 black knight · h8 black rook · a7 black pawn · b7 black pawn · f7 black pawn · g7 black pawn · h7 black pawn · e6 black pawn · c5 black pawn · d5 black pawn · e5 white pawn · d4 white pawn · a3 white pawn · c3 white pawn · c2 white pawn · f2 white pawn · g2 white pawn · h2 white pawn · a1 white rook · c1 white bishop · d1 white queen · e1 white king · f1 white bishop · g1 white knight · h1 white rook | a8 black rook · b8 black knight · c8 black bishop · d8 black queen · e8 black king · g8 black knight · h8 black rook · a7 black pawn · b7 black pawn · f7 black pawn · g7 black pawn · h7 black pawn · e6 black pawn · c5 black pawn · d5 black pawn · e5 white pawn · d4 white pawn · a3 white pawn · c3 white pawn · c2 white pawn · f2 white pawn · g2 white pawn · h2 white pawn · a1 white rook · c1 white bishop · d1 white queen · e1 white king · f1 white bishop · g1 white knight · h1 white rook | a8 black rook · b8 black knight · c8 black bishop · d8 black queen · e8 black king · g8 black knight · h8 black rook · a7 black pawn · b7 black pawn · f7 black pawn · g7 black pawn · h7 black pawn · e6 black pawn · c5 black pawn · d5 black pawn · e5 white pawn · d4 white pawn · a3 white pawn · c3 white pawn · c2 white pawn · f2 white pawn · g2 white pawn · h2 white pawn · a1 white rook · c1 white bishop · d1 white queen · e1 white king · f1 white bishop · g1 white knight · h1 white rook | a8 black rook · b8 black knight · c8 black bishop · d8 black queen · e8 black king · g8 black knight · h8 black rook · a7 black pawn · b7 black pawn · f7 black pawn · g7 black pawn · h7 black pawn · e6 black pawn · c5 black pawn · d5 black pawn · e5 white pawn · d4 white pawn · a3 white pawn · c3 white pawn · c2 white pawn · f2 white pawn · g2 white pawn · h2 white pawn · a1 white rook · c1 white bishop · d1 white queen · e1 white king · f1 white bishop · g1 white knight · h1 white rook | 6 |
| 5 | a8 black rook · b8 black knight · c8 black bishop · d8 black queen · e8 black king · g8 black knight · h8 black rook · a7 black pawn · b7 black pawn · f7 black pawn · g7 black pawn · h7 black pawn · e6 black pawn · c5 black pawn · d5 black pawn · e5 white pawn · d4 white pawn · a3 white pawn · c3 white pawn · c2 white pawn · f2 white pawn · g2 white pawn · h2 white pawn · a1 white rook · c1 white bishop · d1 white queen · e1 white king · f1 white bishop · g1 white knight · h1 white rook | a8 black rook · b8 black knight · c8 black bishop · d8 black queen · e8 black king · g8 black knight · h8 black rook · a7 black pawn · b7 black pawn · f7 black pawn · g7 black pawn · h7 black pawn · e6 black pawn · c5 black pawn · d5 black pawn · e5 white pawn · d4 white pawn · a3 white pawn · c3 white pawn · c2 white pawn · f2 white pawn · g2 white pawn · h2 white pawn · a1 white rook · c1 white bishop · d1 white queen · e1 white king · f1 white bishop · g1 white knight · h1 white rook | a8 black rook · b8 black knight · c8 black bishop · d8 black queen · e8 black king · g8 black knight · h8 black rook · a7 black pawn · b7 black pawn · f7 black pawn · g7 black pawn · h7 black pawn · e6 black pawn · c5 black pawn · d5 black pawn · e5 white pawn · d4 white pawn · a3 white pawn · c3 white pawn · c2 white pawn · f2 white pawn · g2 white pawn · h2 white pawn · a1 white rook · c1 white bishop · d1 white queen · e1 white king · f1 white bishop · g1 white knight · h1 white rook | a8 black rook · b8 black knight · c8 black bishop · d8 black queen · e8 black king · g8 black knight · h8 black rook · a7 black pawn · b7 black pawn · f7 black pawn · g7 black pawn · h7 black pawn · e6 black pawn · c5 black pawn · d5 black pawn · e5 white pawn · d4 white pawn · a3 white pawn · c3 white pawn · c2 white pawn · f2 white pawn · g2 white pawn · h2 white pawn · a1 white rook · c1 white bishop · d1 white queen · e1 white king · f1 white bishop · g1 white knight · h1 white rook | a8 black rook · b8 black knight · c8 black bishop · d8 black queen · e8 black king · g8 black knight · h8 black rook · a7 black pawn · b7 black pawn · f7 black pawn · g7 black pawn · h7 black pawn · e6 black pawn · c5 black pawn · d5 black pawn · e5 white pawn · d4 white pawn · a3 white pawn · c3 white pawn · c2 white pawn · f2 white pawn · g2 white pawn · h2 white pawn · a1 white rook · c1 white bishop · d1 white queen · e1 white king · f1 white bishop · g1 white knight · h1 white rook | a8 black rook · b8 black knight · c8 black bishop · d8 black queen · e8 black king · g8 black knight · h8 black rook · a7 black pawn · b7 black pawn · f7 black pawn · g7 black pawn · h7 black pawn · e6 black pawn · c5 black pawn · d5 black pawn · e5 white pawn · d4 white pawn · a3 white pawn · c3 white pawn · c2 white pawn · f2 white pawn · g2 white pawn · h2 white pawn · a1 white rook · c1 white bishop · d1 white queen · e1 white king · f1 white bishop · g1 white knight · h1 white rook | a8 black rook · b8 black knight · c8 black bishop · d8 black queen · e8 black king · g8 black knight · h8 black rook · a7 black pawn · b7 black pawn · f7 black pawn · g7 black pawn · h7 black pawn · e6 black pawn · c5 black pawn · d5 black pawn · e5 white pawn · d4 white pawn · a3 white pawn · c3 white pawn · c2 white pawn · f2 white pawn · g2 white pawn · h2 white pawn · a1 white rook · c1 white bishop · d1 white queen · e1 white king · f1 white bishop · g1 white knight · h1 white rook | a8 black rook · b8 black knight · c8 black bishop · d8 black queen · e8 black king · g8 black knight · h8 black rook · a7 black pawn · b7 black pawn · f7 black pawn · g7 black pawn · h7 black pawn · e6 black pawn · c5 black pawn · d5 black pawn · e5 white pawn · d4 white pawn · a3 white pawn · c3 white pawn · c2 white pawn · f2 white pawn · g2 white pawn · h2 white pawn · a1 white rook · c1 white bishop · d1 white queen · e1 white king · f1 white bishop · g1 white knight · h1 white rook | 5 |
| 4 | a8 black rook · b8 black knight · c8 black bishop · d8 black queen · e8 black king · g8 black knight · h8 black rook · a7 black pawn · b7 black pawn · f7 black pawn · g7 black pawn · h7 black pawn · e6 black pawn · c5 black pawn · d5 black pawn · e5 white pawn · d4 white pawn · a3 white pawn · c3 white pawn · c2 white pawn · f2 white pawn · g2 white pawn · h2 white pawn · a1 white rook · c1 white bishop · d1 white queen · e1 white king · f1 white bishop · g1 white knight · h1 white rook | a8 black rook · b8 black knight · c8 black bishop · d8 black queen · e8 black king · g8 black knight · h8 black rook · a7 black pawn · b7 black pawn · f7 black pawn · g7 black pawn · h7 black pawn · e6 black pawn · c5 black pawn · d5 black pawn · e5 white pawn · d4 white pawn · a3 white pawn · c3 white pawn · c2 white pawn · f2 white pawn · g2 white pawn · h2 white pawn · a1 white rook · c1 white bishop · d1 white queen · e1 white king · f1 white bishop · g1 white knight · h1 white rook | a8 black rook · b8 black knight · c8 black bishop · d8 black queen · e8 black king · g8 black knight · h8 black rook · a7 black pawn · b7 black pawn · f7 black pawn · g7 black pawn · h7 black pawn · e6 black pawn · c5 black pawn · d5 black pawn · e5 white pawn · d4 white pawn · a3 white pawn · c3 white pawn · c2 white pawn · f2 white pawn · g2 white pawn · h2 white pawn · a1 white rook · c1 white bishop · d1 white queen · e1 white king · f1 white bishop · g1 white knight · h1 white rook | a8 black rook · b8 black knight · c8 black bishop · d8 black queen · e8 black king · g8 black knight · h8 black rook · a7 black pawn · b7 black pawn · f7 black pawn · g7 black pawn · h7 black pawn · e6 black pawn · c5 black pawn · d5 black pawn · e5 white pawn · d4 white pawn · a3 white pawn · c3 white pawn · c2 white pawn · f2 white pawn · g2 white pawn · h2 white pawn · a1 white rook · c1 white bishop · d1 white queen · e1 white king · f1 white bishop · g1 white knight · h1 white rook | a8 black rook · b8 black knight · c8 black bishop · d8 black queen · e8 black king · g8 black knight · h8 black rook · a7 black pawn · b7 black pawn · f7 black pawn · g7 black pawn · h7 black pawn · e6 black pawn · c5 black pawn · d5 black pawn · e5 white pawn · d4 white pawn · a3 white pawn · c3 white pawn · c2 white pawn · f2 white pawn · g2 white pawn · h2 white pawn · a1 white rook · c1 white bishop · d1 white queen · e1 white king · f1 white bishop · g1 white knight · h1 white rook | a8 black rook · b8 black knight · c8 black bishop · d8 black queen · e8 black king · g8 black knight · h8 black rook · a7 black pawn · b7 black pawn · f7 black pawn · g7 black pawn · h7 black pawn · e6 black pawn · c5 black pawn · d5 black pawn · e5 white pawn · d4 white pawn · a3 white pawn · c3 white pawn · c2 white pawn · f2 white pawn · g2 white pawn · h2 white pawn · a1 white rook · c1 white bishop · d1 white queen · e1 white king · f1 white bishop · g1 white knight · h1 white rook | a8 black rook · b8 black knight · c8 black bishop · d8 black queen · e8 black king · g8 black knight · h8 black rook · a7 black pawn · b7 black pawn · f7 black pawn · g7 black pawn · h7 black pawn · e6 black pawn · c5 black pawn · d5 black pawn · e5 white pawn · d4 white pawn · a3 white pawn · c3 white pawn · c2 white pawn · f2 white pawn · g2 white pawn · h2 white pawn · a1 white rook · c1 white bishop · d1 white queen · e1 white king · f1 white bishop · g1 white knight · h1 white rook | a8 black rook · b8 black knight · c8 black bishop · d8 black queen · e8 black king · g8 black knight · h8 black rook · a7 black pawn · b7 black pawn · f7 black pawn · g7 black pawn · h7 black pawn · e6 black pawn · c5 black pawn · d5 black pawn · e5 white pawn · d4 white pawn · a3 white pawn · c3 white pawn · c2 white pawn · f2 white pawn · g2 white pawn · h2 white pawn · a1 white rook · c1 white bishop · d1 white queen · e1 white king · f1 white bishop · g1 white knight · h1 white rook | 4 |
| 3 | a8 black rook · b8 black knight · c8 black bishop · d8 black queen · e8 black king · g8 black knight · h8 black rook · a7 black pawn · b7 black pawn · f7 black pawn · g7 black pawn · h7 black pawn · e6 black pawn · c5 black pawn · d5 black pawn · e5 white pawn · d4 white pawn · a3 white pawn · c3 white pawn · c2 white pawn · f2 white pawn · g2 white pawn · h2 white pawn · a1 white rook · c1 white bishop · d1 white queen · e1 white king · f1 white bishop · g1 white knight · h1 white rook | a8 black rook · b8 black knight · c8 black bishop · d8 black queen · e8 black king · g8 black knight · h8 black rook · a7 black pawn · b7 black pawn · f7 black pawn · g7 black pawn · h7 black pawn · e6 black pawn · c5 black pawn · d5 black pawn · e5 white pawn · d4 white pawn · a3 white pawn · c3 white pawn · c2 white pawn · f2 white pawn · g2 white pawn · h2 white pawn · a1 white rook · c1 white bishop · d1 white queen · e1 white king · f1 white bishop · g1 white knight · h1 white rook | a8 black rook · b8 black knight · c8 black bishop · d8 black queen · e8 black king · g8 black knight · h8 black rook · a7 black pawn · b7 black pawn · f7 black pawn · g7 black pawn · h7 black pawn · e6 black pawn · c5 black pawn · d5 black pawn · e5 white pawn · d4 white pawn · a3 white pawn · c3 white pawn · c2 white pawn · f2 white pawn · g2 white pawn · h2 white pawn · a1 white rook · c1 white bishop · d1 white queen · e1 white king · f1 white bishop · g1 white knight · h1 white rook | a8 black rook · b8 black knight · c8 black bishop · d8 black queen · e8 black king · g8 black knight · h8 black rook · a7 black pawn · b7 black pawn · f7 black pawn · g7 black pawn · h7 black pawn · e6 black pawn · c5 black pawn · d5 black pawn · e5 white pawn · d4 white pawn · a3 white pawn · c3 white pawn · c2 white pawn · f2 white pawn · g2 white pawn · h2 white pawn · a1 white rook · c1 white bishop · d1 white queen · e1 white king · f1 white bishop · g1 white knight · h1 white rook | a8 black rook · b8 black knight · c8 black bishop · d8 black queen · e8 black king · g8 black knight · h8 black rook · a7 black pawn · b7 black pawn · f7 black pawn · g7 black pawn · h7 black pawn · e6 black pawn · c5 black pawn · d5 black pawn · e5 white pawn · d4 white pawn · a3 white pawn · c3 white pawn · c2 white pawn · f2 white pawn · g2 white pawn · h2 white pawn · a1 white rook · c1 white bishop · d1 white queen · e1 white king · f1 white bishop · g1 white knight · h1 white rook | a8 black rook · b8 black knight · c8 black bishop · d8 black queen · e8 black king · g8 black knight · h8 black rook · a7 black pawn · b7 black pawn · f7 black pawn · g7 black pawn · h7 black pawn · e6 black pawn · c5 black pawn · d5 black pawn · e5 white pawn · d4 white pawn · a3 white pawn · c3 white pawn · c2 white pawn · f2 white pawn · g2 white pawn · h2 white pawn · a1 white rook · c1 white bishop · d1 white queen · e1 white king · f1 white bishop · g1 white knight · h1 white rook | a8 black rook · b8 black knight · c8 black bishop · d8 black queen · e8 black king · g8 black knight · h8 black rook · a7 black pawn · b7 black pawn · f7 black pawn · g7 black pawn · h7 black pawn · e6 black pawn · c5 black pawn · d5 black pawn · e5 white pawn · d4 white pawn · a3 white pawn · c3 white pawn · c2 white pawn · f2 white pawn · g2 white pawn · h2 white pawn · a1 white rook · c1 white bishop · d1 white queen · e1 white king · f1 white bishop · g1 white knight · h1 white rook | a8 black rook · b8 black knight · c8 black bishop · d8 black queen · e8 black king · g8 black knight · h8 black rook · a7 black pawn · b7 black pawn · f7 black pawn · g7 black pawn · h7 black pawn · e6 black pawn · c5 black pawn · d5 black pawn · e5 white pawn · d4 white pawn · a3 white pawn · c3 white pawn · c2 white pawn · f2 white pawn · g2 white pawn · h2 white pawn · a1 white rook · c1 white bishop · d1 white queen · e1 white king · f1 white bishop · g1 white knight · h1 white rook | 3 |
| 2 | a8 black rook · b8 black knight · c8 black bishop · d8 black queen · e8 black king · g8 black knight · h8 black rook · a7 black pawn · b7 black pawn · f7 black pawn · g7 black pawn · h7 black pawn · e6 black pawn · c5 black pawn · d5 black pawn · e5 white pawn · d4 white pawn · a3 white pawn · c3 white pawn · c2 white pawn · f2 white pawn · g2 white pawn · h2 white pawn · a1 white rook · c1 white bishop · d1 white queen · e1 white king · f1 white bishop · g1 white knight · h1 white rook | a8 black rook · b8 black knight · c8 black bishop · d8 black queen · e8 black king · g8 black knight · h8 black rook · a7 black pawn · b7 black pawn · f7 black pawn · g7 black pawn · h7 black pawn · e6 black pawn · c5 black pawn · d5 black pawn · e5 white pawn · d4 white pawn · a3 white pawn · c3 white pawn · c2 white pawn · f2 white pawn · g2 white pawn · h2 white pawn · a1 white rook · c1 white bishop · d1 white queen · e1 white king · f1 white bishop · g1 white knight · h1 white rook | a8 black rook · b8 black knight · c8 black bishop · d8 black queen · e8 black king · g8 black knight · h8 black rook · a7 black pawn · b7 black pawn · f7 black pawn · g7 black pawn · h7 black pawn · e6 black pawn · c5 black pawn · d5 black pawn · e5 white pawn · d4 white pawn · a3 white pawn · c3 white pawn · c2 white pawn · f2 white pawn · g2 white pawn · h2 white pawn · a1 white rook · c1 white bishop · d1 white queen · e1 white king · f1 white bishop · g1 white knight · h1 white rook | a8 black rook · b8 black knight · c8 black bishop · d8 black queen · e8 black king · g8 black knight · h8 black rook · a7 black pawn · b7 black pawn · f7 black pawn · g7 black pawn · h7 black pawn · e6 black pawn · c5 black pawn · d5 black pawn · e5 white pawn · d4 white pawn · a3 white pawn · c3 white pawn · c2 white pawn · f2 white pawn · g2 white pawn · h2 white pawn · a1 white rook · c1 white bishop · d1 white queen · e1 white king · f1 white bishop · g1 white knight · h1 white rook | a8 black rook · b8 black knight · c8 black bishop · d8 black queen · e8 black king · g8 black knight · h8 black rook · a7 black pawn · b7 black pawn · f7 black pawn · g7 black pawn · h7 black pawn · e6 black pawn · c5 black pawn · d5 black pawn · e5 white pawn · d4 white pawn · a3 white pawn · c3 white pawn · c2 white pawn · f2 white pawn · g2 white pawn · h2 white pawn · a1 white rook · c1 white bishop · d1 white queen · e1 white king · f1 white bishop · g1 white knight · h1 white rook | a8 black rook · b8 black knight · c8 black bishop · d8 black queen · e8 black king · g8 black knight · h8 black rook · a7 black pawn · b7 black pawn · f7 black pawn · g7 black pawn · h7 black pawn · e6 black pawn · c5 black pawn · d5 black pawn · e5 white pawn · d4 white pawn · a3 white pawn · c3 white pawn · c2 white pawn · f2 white pawn · g2 white pawn · h2 white pawn · a1 white rook · c1 white bishop · d1 white queen · e1 white king · f1 white bishop · g1 white knight · h1 white rook | a8 black rook · b8 black knight · c8 black bishop · d8 black queen · e8 black king · g8 black knight · h8 black rook · a7 black pawn · b7 black pawn · f7 black pawn · g7 black pawn · h7 black pawn · e6 black pawn · c5 black pawn · d5 black pawn · e5 white pawn · d4 white pawn · a3 white pawn · c3 white pawn · c2 white pawn · f2 white pawn · g2 white pawn · h2 white pawn · a1 white rook · c1 white bishop · d1 white queen · e1 white king · f1 white bishop · g1 white knight · h1 white rook | a8 black rook · b8 black knight · c8 black bishop · d8 black queen · e8 black king · g8 black knight · h8 black rook · a7 black pawn · b7 black pawn · f7 black pawn · g7 black pawn · h7 black pawn · e6 black pawn · c5 black pawn · d5 black pawn · e5 white pawn · d4 white pawn · a3 white pawn · c3 white pawn · c2 white pawn · f2 white pawn · g2 white pawn · h2 white pawn · a1 white rook · c1 white bishop · d1 white queen · e1 white king · f1 white bishop · g1 white knight · h1 white rook | 2 |
| 1 | a8 black rook · b8 black knight · c8 black bishop · d8 black queen · e8 black king · g8 black knight · h8 black rook · a7 black pawn · b7 black pawn · f7 black pawn · g7 black pawn · h7 black pawn · e6 black pawn · c5 black pawn · d5 black pawn · e5 white pawn · d4 white pawn · a3 white pawn · c3 white pawn · c2 white pawn · f2 white pawn · g2 white pawn · h2 white pawn · a1 white rook · c1 white bishop · d1 white queen · e1 white king · f1 white bishop · g1 white knight · h1 white rook | a8 black rook · b8 black knight · c8 black bishop · d8 black queen · e8 black king · g8 black knight · h8 black rook · a7 black pawn · b7 black pawn · f7 black pawn · g7 black pawn · h7 black pawn · e6 black pawn · c5 black pawn · d5 black pawn · e5 white pawn · d4 white pawn · a3 white pawn · c3 white pawn · c2 white pawn · f2 white pawn · g2 white pawn · h2 white pawn · a1 white rook · c1 white bishop · d1 white queen · e1 white king · f1 white bishop · g1 white knight · h1 white rook | a8 black rook · b8 black knight · c8 black bishop · d8 black queen · e8 black king · g8 black knight · h8 black rook · a7 black pawn · b7 black pawn · f7 black pawn · g7 black pawn · h7 black pawn · e6 black pawn · c5 black pawn · d5 black pawn · e5 white pawn · d4 white pawn · a3 white pawn · c3 white pawn · c2 white pawn · f2 white pawn · g2 white pawn · h2 white pawn · a1 white rook · c1 white bishop · d1 white queen · e1 white king · f1 white bishop · g1 white knight · h1 white rook | a8 black rook · b8 black knight · c8 black bishop · d8 black queen · e8 black king · g8 black knight · h8 black rook · a7 black pawn · b7 black pawn · f7 black pawn · g7 black pawn · h7 black pawn · e6 black pawn · c5 black pawn · d5 black pawn · e5 white pawn · d4 white pawn · a3 white pawn · c3 white pawn · c2 white pawn · f2 white pawn · g2 white pawn · h2 white pawn · a1 white rook · c1 white bishop · d1 white queen · e1 white king · f1 white bishop · g1 white knight · h1 white rook | a8 black rook · b8 black knight · c8 black bishop · d8 black queen · e8 black king · g8 black knight · h8 black rook · a7 black pawn · b7 black pawn · f7 black pawn · g7 black pawn · h7 black pawn · e6 black pawn · c5 black pawn · d5 black pawn · e5 white pawn · d4 white pawn · a3 white pawn · c3 white pawn · c2 white pawn · f2 white pawn · g2 white pawn · h2 white pawn · a1 white rook · c1 white bishop · d1 white queen · e1 white king · f1 white bishop · g1 white knight · h1 white rook | a8 black rook · b8 black knight · c8 black bishop · d8 black queen · e8 black king · g8 black knight · h8 black rook · a7 black pawn · b7 black pawn · f7 black pawn · g7 black pawn · h7 black pawn · e6 black pawn · c5 black pawn · d5 black pawn · e5 white pawn · d4 white pawn · a3 white pawn · c3 white pawn · c2 white pawn · f2 white pawn · g2 white pawn · h2 white pawn · a1 white rook · c1 white bishop · d1 white queen · e1 white king · f1 white bishop · g1 white knight · h1 white rook | a8 black rook · b8 black knight · c8 black bishop · d8 black queen · e8 black king · g8 black knight · h8 black rook · a7 black pawn · b7 black pawn · f7 black pawn · g7 black pawn · h7 black pawn · e6 black pawn · c5 black pawn · d5 black pawn · e5 white pawn · d4 white pawn · a3 white pawn · c3 white pawn · c2 white pawn · f2 white pawn · g2 white pawn · h2 white pawn · a1 white rook · c1 white bishop · d1 white queen · e1 white king · f1 white bishop · g1 white knight · h1 white rook | a8 black rook · b8 black knight · c8 black bishop · d8 black queen · e8 black king · g8 black knight · h8 black rook · a7 black pawn · b7 black pawn · f7 black pawn · g7 black pawn · h7 black pawn · e6 black pawn · c5 black pawn · d5 black pawn · e5 white pawn · d4 white pawn · a3 white pawn · c3 white pawn · c2 white pawn · f2 white pawn · g2 white pawn · h2 white pawn · a1 white rook · c1 white bishop · d1 white queen · e1 white king · f1 white bishop · g1 white knight · h1 white rook | 1 |
|   | a | b | c | d | e | f | g | h |   |

Lúc này Trắng có một cặp Tốt chồng bên cánh Hậu, điều này là nền tảng hình thành nên những cơ hội phản công cho Đen. Đối với Trắng, cặp Tốt chồng cũng giúp họ củng cố trung tâm và tạo ra cột nửa mở b. Trắng có ưu thế không gian bên cánh Vua, địa điểm mà Đen thậm chí suy yếu hơn bình thường do họ đã đổi Tượng ô đen của mình. Kết hợp với lợi thế cặp Tượng sẽ giúp Trắng có những cơ hội tấn công, họ phải cố gắng tận dụng các tính năng dài hạn của cấu trúc Tốt có lợi cho Đen.
Trong thế cờ ở hình bên, tiếp theo, nước Đen thường chơi nhất là 6... Me7 (một sự lựa chọn thay thế chủ yếu là 6...Hc7, điều này có thể đơn giản chuyển về diễn biến chính sau 7.Hg4 Me7, nhưng Đen cũng có thể chọn 7.Hg4 f5 hay...f6. 6...Ha5, những nước thay thế trở nên phổ biến gần đây). Giờ đây Trắng có thể khai thác sự vắng mặt quân Tượng ô đen của đối thủ bằng nước 7. Hg4, Đen có hai sự lựa chọn: một là thí Tốt bên cánh Vua với 7...Hc7 8.Hxg7 Xg8 9.Hxh7 cxd4, bù lại là một sự phá hoại trung tâm của Trắng, cách này được gọi là "Phương án Poisoned Pawn"; hai là 7...0-0 8.Td3 Mbc6, tránh việc thí chất, nhưng đã để lại Vua bên cánh nơi mà Trắng đang nỗ lực tấn công. Một trong những chuyên gia trong diễn biến 7.Hg4 là Judit Polgár.
Nếu các biến chiến thuật của nước 7.Hg4 không làm Trắng hài lòng, 7.Mf3 và 7.a4 sẽ là những sự lựa chọn thay thế cho lối chơi thế trận:
7. Mf3 là một nước phát triển quân tự nhiên, tiếp theo đó Trắng thường sẽ phát triển Tượng cánh Vua lên d3 hoặc e2 (đôi khi là b5) rồi nhập thành ngắn. Cách chơi này được gọi là Phương án Winawer Advance, thường sẽ tiếp tục với 7... Td7 8. Td3 c4 9. Te2 Ta4 10. 0-0 Ha5 11. Td2 Mbc6 12. Mg5 h6 13. Mh3 0-0-0. Dù được đánh giá là không rõ ràng, nhưng lúc này nhiều khả năng Đen sẽ được xem là có một thế trận dễ chịu.
Mục đích đằng sau nước 7. a4 là: để chuẩn bị cho Tc1-a3, khai thác sự thiếu vắng quân Tượng ô đen của đối phương. Nó cũng ngăn cản không cho Đen chơi...Ha5–a4 hay...Td7–a4 tấn công ô c2, và nếu Đen chơi...b6 (ý đồ...Ta6 để đổi Tượng yếu), Trắng có thể tấn công Tốt b6 bằng nước a4-a5.

##### Những sự lựa chọn bên lề
Đây là các cách chơi ít gặp hơn, thường được sử dụng với mục đích cố tình làm chệch ván đấu khỏi những diễn biến chính quen thuộc (trong phương án Winawer). Những nước thứ 5 khác của Trắng bao gồm:
- 5.Hg4
- 5.dxc5
- 5.Mf3
- 5.Td2

Những nước thứ 4 khác của Trắng bao gồm:
- 4.exd5 exd5, chuyển thành một diễn biến của Phương án đổi.
- 4.Me2 (phương án Gambit Alekhine) 4...dxe4 5.a3 Te7 (5...Txc3+ là nước cần thiết nếu Đen muốn giữ Tốt hơn) 6.Mxe4.
- 4.Td3 bảo vệ Tốt e4.
- 4.a3 Txc3+ 5.bxc3 dxe4 6.Hg4, một nỗ lực khác nhằm khai thác điểm yếu của Đen ở g7.
- 4.e5 c5 5.Td2, đề phòng khỏi việc bị Tốt chồng và tạo ra khả năng 6.Mb5, nơi mà Mã có thể nhảy vào ô d6 hay đơn giản là bảo vệ Tốt d4.
- 4.Td2 (một nước đi cũ đôi khi được chơi bởi Nezhmetdinov, đáng chú ý để chống lại Mikhail Tal)

Các nước khác cho Đen gồm có:
- 4...Me7 dù vậy nước đi này thường sẽ chuyển ván đấu về diễn biến chính.
- 4...b6 sau đó là...Ta6, hoặc 4...Hd7 với ý tưởng đối đầu 5.Hg4 với 5...f5. Tuy nhiên, lý thuyết hiện đại nghiêng ưu thế về phía Trắng trong cả hai phương án.
- Một cách thức phổ biến khác cho Đen để làm chệch ván đấu là 4.e5 c5 5.a3 Ta5, lý thuyết và thực tiễn về nó đã được làm phong phú lên nhiều bởi những kỳ thủ trong thế kỷ 20, trong đó đáng chú ý nhất là Rafael Vaganian. Đen duy trì đường giằng lên Mã của đối phương, và Trắng thường cố gắng phá vỡ bằng cách 6.b4 cxb4 7.Hg4 hoặc 7.Mb5 (thường là 7...bxa3+ 8.c3 Bc7 9.Txa3 và Trắng sẽ nhỉnh hơn).

#### Phương án cổ điển: 3...Mf6
|   | a | b | c | d | e | f | g | h |   |
| 8 | a8 black rook · b8 black knight · c8 black bishop · d8 black queen · e8 black king · f8 black bishop · h8 black rook · a7 black pawn · b7 black pawn · c7 black pawn · f7 black pawn · g7 black pawn · h7 black pawn · e6 black pawn · f6 black knight · d5 black pawn · d4 white pawn · e4 white pawn · c3 white knight · a2 white pawn · b2 white pawn · c2 white pawn · f2 white pawn · g2 white pawn · h2 white pawn · a1 white rook · c1 white bishop · d1 white queen · e1 white king · f1 white bishop · g1 white knight · h1 white rook | a8 black rook · b8 black knight · c8 black bishop · d8 black queen · e8 black king · f8 black bishop · h8 black rook · a7 black pawn · b7 black pawn · c7 black pawn · f7 black pawn · g7 black pawn · h7 black pawn · e6 black pawn · f6 black knight · d5 black pawn · d4 white pawn · e4 white pawn · c3 white knight · a2 white pawn · b2 white pawn · c2 white pawn · f2 white pawn · g2 white pawn · h2 white pawn · a1 white rook · c1 white bishop · d1 white queen · e1 white king · f1 white bishop · g1 white knight · h1 white rook | a8 black rook · b8 black knight · c8 black bishop · d8 black queen · e8 black king · f8 black bishop · h8 black rook · a7 black pawn · b7 black pawn · c7 black pawn · f7 black pawn · g7 black pawn · h7 black pawn · e6 black pawn · f6 black knight · d5 black pawn · d4 white pawn · e4 white pawn · c3 white knight · a2 white pawn · b2 white pawn · c2 white pawn · f2 white pawn · g2 white pawn · h2 white pawn · a1 white rook · c1 white bishop · d1 white queen · e1 white king · f1 white bishop · g1 white knight · h1 white rook | a8 black rook · b8 black knight · c8 black bishop · d8 black queen · e8 black king · f8 black bishop · h8 black rook · a7 black pawn · b7 black pawn · c7 black pawn · f7 black pawn · g7 black pawn · h7 black pawn · e6 black pawn · f6 black knight · d5 black pawn · d4 white pawn · e4 white pawn · c3 white knight · a2 white pawn · b2 white pawn · c2 white pawn · f2 white pawn · g2 white pawn · h2 white pawn · a1 white rook · c1 white bishop · d1 white queen · e1 white king · f1 white bishop · g1 white knight · h1 white rook | a8 black rook · b8 black knight · c8 black bishop · d8 black queen · e8 black king · f8 black bishop · h8 black rook · a7 black pawn · b7 black pawn · c7 black pawn · f7 black pawn · g7 black pawn · h7 black pawn · e6 black pawn · f6 black knight · d5 black pawn · d4 white pawn · e4 white pawn · c3 white knight · a2 white pawn · b2 white pawn · c2 white pawn · f2 white pawn · g2 white pawn · h2 white pawn · a1 white rook · c1 white bishop · d1 white queen · e1 white king · f1 white bishop · g1 white knight · h1 white rook | a8 black rook · b8 black knight · c8 black bishop · d8 black queen · e8 black king · f8 black bishop · h8 black rook · a7 black pawn · b7 black pawn · c7 black pawn · f7 black pawn · g7 black pawn · h7 black pawn · e6 black pawn · f6 black knight · d5 black pawn · d4 white pawn · e4 white pawn · c3 white knight · a2 white pawn · b2 white pawn · c2 white pawn · f2 white pawn · g2 white pawn · h2 white pawn · a1 white rook · c1 white bishop · d1 white queen · e1 white king · f1 white bishop · g1 white knight · h1 white rook | a8 black rook · b8 black knight · c8 black bishop · d8 black queen · e8 black king · f8 black bishop · h8 black rook · a7 black pawn · b7 black pawn · c7 black pawn · f7 black pawn · g7 black pawn · h7 black pawn · e6 black pawn · f6 black knight · d5 black pawn · d4 white pawn · e4 white pawn · c3 white knight · a2 white pawn · b2 white pawn · c2 white pawn · f2 white pawn · g2 white pawn · h2 white pawn · a1 white rook · c1 white bishop · d1 white queen · e1 white king · f1 white bishop · g1 white knight · h1 white rook | a8 black rook · b8 black knight · c8 black bishop · d8 black queen · e8 black king · f8 black bishop · h8 black rook · a7 black pawn · b7 black pawn · c7 black pawn · f7 black pawn · g7 black pawn · h7 black pawn · e6 black pawn · f6 black knight · d5 black pawn · d4 white pawn · e4 white pawn · c3 white knight · a2 white pawn · b2 white pawn · c2 white pawn · f2 white pawn · g2 white pawn · h2 white pawn · a1 white rook · c1 white bishop · d1 white queen · e1 white king · f1 white bishop · g1 white knight · h1 white rook | 8 |
| 7 | a8 black rook · b8 black knight · c8 black bishop · d8 black queen · e8 black king · f8 black bishop · h8 black rook · a7 black pawn · b7 black pawn · c7 black pawn · f7 black pawn · g7 black pawn · h7 black pawn · e6 black pawn · f6 black knight · d5 black pawn · d4 white pawn · e4 white pawn · c3 white knight · a2 white pawn · b2 white pawn · c2 white pawn · f2 white pawn · g2 white pawn · h2 white pawn · a1 white rook · c1 white bishop · d1 white queen · e1 white king · f1 white bishop · g1 white knight · h1 white rook | a8 black rook · b8 black knight · c8 black bishop · d8 black queen · e8 black king · f8 black bishop · h8 black rook · a7 black pawn · b7 black pawn · c7 black pawn · f7 black pawn · g7 black pawn · h7 black pawn · e6 black pawn · f6 black knight · d5 black pawn · d4 white pawn · e4 white pawn · c3 white knight · a2 white pawn · b2 white pawn · c2 white pawn · f2 white pawn · g2 white pawn · h2 white pawn · a1 white rook · c1 white bishop · d1 white queen · e1 white king · f1 white bishop · g1 white knight · h1 white rook | a8 black rook · b8 black knight · c8 black bishop · d8 black queen · e8 black king · f8 black bishop · h8 black rook · a7 black pawn · b7 black pawn · c7 black pawn · f7 black pawn · g7 black pawn · h7 black pawn · e6 black pawn · f6 black knight · d5 black pawn · d4 white pawn · e4 white pawn · c3 white knight · a2 white pawn · b2 white pawn · c2 white pawn · f2 white pawn · g2 white pawn · h2 white pawn · a1 white rook · c1 white bishop · d1 white queen · e1 white king · f1 white bishop · g1 white knight · h1 white rook | a8 black rook · b8 black knight · c8 black bishop · d8 black queen · e8 black king · f8 black bishop · h8 black rook · a7 black pawn · b7 black pawn · c7 black pawn · f7 black pawn · g7 black pawn · h7 black pawn · e6 black pawn · f6 black knight · d5 black pawn · d4 white pawn · e4 white pawn · c3 white knight · a2 white pawn · b2 white pawn · c2 white pawn · f2 white pawn · g2 white pawn · h2 white pawn · a1 white rook · c1 white bishop · d1 white queen · e1 white king · f1 white bishop · g1 white knight · h1 white rook | a8 black rook · b8 black knight · c8 black bishop · d8 black queen · e8 black king · f8 black bishop · h8 black rook · a7 black pawn · b7 black pawn · c7 black pawn · f7 black pawn · g7 black pawn · h7 black pawn · e6 black pawn · f6 black knight · d5 black pawn · d4 white pawn · e4 white pawn · c3 white knight · a2 white pawn · b2 white pawn · c2 white pawn · f2 white pawn · g2 white pawn · h2 white pawn · a1 white rook · c1 white bishop · d1 white queen · e1 white king · f1 white bishop · g1 white knight · h1 white rook | a8 black rook · b8 black knight · c8 black bishop · d8 black queen · e8 black king · f8 black bishop · h8 black rook · a7 black pawn · b7 black pawn · c7 black pawn · f7 black pawn · g7 black pawn · h7 black pawn · e6 black pawn · f6 black knight · d5 black pawn · d4 white pawn · e4 white pawn · c3 white knight · a2 white pawn · b2 white pawn · c2 white pawn · f2 white pawn · g2 white pawn · h2 white pawn · a1 white rook · c1 white bishop · d1 white queen · e1 white king · f1 white bishop · g1 white knight · h1 white rook | a8 black rook · b8 black knight · c8 black bishop · d8 black queen · e8 black king · f8 black bishop · h8 black rook · a7 black pawn · b7 black pawn · c7 black pawn · f7 black pawn · g7 black pawn · h7 black pawn · e6 black pawn · f6 black knight · d5 black pawn · d4 white pawn · e4 white pawn · c3 white knight · a2 white pawn · b2 white pawn · c2 white pawn · f2 white pawn · g2 white pawn · h2 white pawn · a1 white rook · c1 white bishop · d1 white queen · e1 white king · f1 white bishop · g1 white knight · h1 white rook | a8 black rook · b8 black knight · c8 black bishop · d8 black queen · e8 black king · f8 black bishop · h8 black rook · a7 black pawn · b7 black pawn · c7 black pawn · f7 black pawn · g7 black pawn · h7 black pawn · e6 black pawn · f6 black knight · d5 black pawn · d4 white pawn · e4 white pawn · c3 white knight · a2 white pawn · b2 white pawn · c2 white pawn · f2 white pawn · g2 white pawn · h2 white pawn · a1 white rook · c1 white bishop · d1 white queen · e1 white king · f1 white bishop · g1 white knight · h1 white rook | 7 |
| 6 | a8 black rook · b8 black knight · c8 black bishop · d8 black queen · e8 black king · f8 black bishop · h8 black rook · a7 black pawn · b7 black pawn · c7 black pawn · f7 black pawn · g7 black pawn · h7 black pawn · e6 black pawn · f6 black knight · d5 black pawn · d4 white pawn · e4 white pawn · c3 white knight · a2 white pawn · b2 white pawn · c2 white pawn · f2 white pawn · g2 white pawn · h2 white pawn · a1 white rook · c1 white bishop · d1 white queen · e1 white king · f1 white bishop · g1 white knight · h1 white rook | a8 black rook · b8 black knight · c8 black bishop · d8 black queen · e8 black king · f8 black bishop · h8 black rook · a7 black pawn · b7 black pawn · c7 black pawn · f7 black pawn · g7 black pawn · h7 black pawn · e6 black pawn · f6 black knight · d5 black pawn · d4 white pawn · e4 white pawn · c3 white knight · a2 white pawn · b2 white pawn · c2 white pawn · f2 white pawn · g2 white pawn · h2 white pawn · a1 white rook · c1 white bishop · d1 white queen · e1 white king · f1 white bishop · g1 white knight · h1 white rook | a8 black rook · b8 black knight · c8 black bishop · d8 black queen · e8 black king · f8 black bishop · h8 black rook · a7 black pawn · b7 black pawn · c7 black pawn · f7 black pawn · g7 black pawn · h7 black pawn · e6 black pawn · f6 black knight · d5 black pawn · d4 white pawn · e4 white pawn · c3 white knight · a2 white pawn · b2 white pawn · c2 white pawn · f2 white pawn · g2 white pawn · h2 white pawn · a1 white rook · c1 white bishop · d1 white queen · e1 white king · f1 white bishop · g1 white knight · h1 white rook | a8 black rook · b8 black knight · c8 black bishop · d8 black queen · e8 black king · f8 black bishop · h8 black rook · a7 black pawn · b7 black pawn · c7 black pawn · f7 black pawn · g7 black pawn · h7 black pawn · e6 black pawn · f6 black knight · d5 black pawn · d4 white pawn · e4 white pawn · c3 white knight · a2 white pawn · b2 white pawn · c2 white pawn · f2 white pawn · g2 white pawn · h2 white pawn · a1 white rook · c1 white bishop · d1 white queen · e1 white king · f1 white bishop · g1 white knight · h1 white rook | a8 black rook · b8 black knight · c8 black bishop · d8 black queen · e8 black king · f8 black bishop · h8 black rook · a7 black pawn · b7 black pawn · c7 black pawn · f7 black pawn · g7 black pawn · h7 black pawn · e6 black pawn · f6 black knight · d5 black pawn · d4 white pawn · e4 white pawn · c3 white knight · a2 white pawn · b2 white pawn · c2 white pawn · f2 white pawn · g2 white pawn · h2 white pawn · a1 white rook · c1 white bishop · d1 white queen · e1 white king · f1 white bishop · g1 white knight · h1 white rook | a8 black rook · b8 black knight · c8 black bishop · d8 black queen · e8 black king · f8 black bishop · h8 black rook · a7 black pawn · b7 black pawn · c7 black pawn · f7 black pawn · g7 black pawn · h7 black pawn · e6 black pawn · f6 black knight · d5 black pawn · d4 white pawn · e4 white pawn · c3 white knight · a2 white pawn · b2 white pawn · c2 white pawn · f2 white pawn · g2 white pawn · h2 white pawn · a1 white rook · c1 white bishop · d1 white queen · e1 white king · f1 white bishop · g1 white knight · h1 white rook | a8 black rook · b8 black knight · c8 black bishop · d8 black queen · e8 black king · f8 black bishop · h8 black rook · a7 black pawn · b7 black pawn · c7 black pawn · f7 black pawn · g7 black pawn · h7 black pawn · e6 black pawn · f6 black knight · d5 black pawn · d4 white pawn · e4 white pawn · c3 white knight · a2 white pawn · b2 white pawn · c2 white pawn · f2 white pawn · g2 white pawn · h2 white pawn · a1 white rook · c1 white bishop · d1 white queen · e1 white king · f1 white bishop · g1 white knight · h1 white rook | a8 black rook · b8 black knight · c8 black bishop · d8 black queen · e8 black king · f8 black bishop · h8 black rook · a7 black pawn · b7 black pawn · c7 black pawn · f7 black pawn · g7 black pawn · h7 black pawn · e6 black pawn · f6 black knight · d5 black pawn · d4 white pawn · e4 white pawn · c3 white knight · a2 white pawn · b2 white pawn · c2 white pawn · f2 white pawn · g2 white pawn · h2 white pawn · a1 white rook · c1 white bishop · d1 white queen · e1 white king · f1 white bishop · g1 white knight · h1 white rook | 6 |
| 5 | a8 black rook · b8 black knight · c8 black bishop · d8 black queen · e8 black king · f8 black bishop · h8 black rook · a7 black pawn · b7 black pawn · c7 black pawn · f7 black pawn · g7 black pawn · h7 black pawn · e6 black pawn · f6 black knight · d5 black pawn · d4 white pawn · e4 white pawn · c3 white knight · a2 white pawn · b2 white pawn · c2 white pawn · f2 white pawn · g2 white pawn · h2 white pawn · a1 white rook · c1 white bishop · d1 white queen · e1 white king · f1 white bishop · g1 white knight · h1 white rook | a8 black rook · b8 black knight · c8 black bishop · d8 black queen · e8 black king · f8 black bishop · h8 black rook · a7 black pawn · b7 black pawn · c7 black pawn · f7 black pawn · g7 black pawn · h7 black pawn · e6 black pawn · f6 black knight · d5 black pawn · d4 white pawn · e4 white pawn · c3 white knight · a2 white pawn · b2 white pawn · c2 white pawn · f2 white pawn · g2 white pawn · h2 white pawn · a1 white rook · c1 white bishop · d1 white queen · e1 white king · f1 white bishop · g1 white knight · h1 white rook | a8 black rook · b8 black knight · c8 black bishop · d8 black queen · e8 black king · f8 black bishop · h8 black rook · a7 black pawn · b7 black pawn · c7 black pawn · f7 black pawn · g7 black pawn · h7 black pawn · e6 black pawn · f6 black knight · d5 black pawn · d4 white pawn · e4 white pawn · c3 white knight · a2 white pawn · b2 white pawn · c2 white pawn · f2 white pawn · g2 white pawn · h2 white pawn · a1 white rook · c1 white bishop · d1 white queen · e1 white king · f1 white bishop · g1 white knight · h1 white rook | a8 black rook · b8 black knight · c8 black bishop · d8 black queen · e8 black king · f8 black bishop · h8 black rook · a7 black pawn · b7 black pawn · c7 black pawn · f7 black pawn · g7 black pawn · h7 black pawn · e6 black pawn · f6 black knight · d5 black pawn · d4 white pawn · e4 white pawn · c3 white knight · a2 white pawn · b2 white pawn · c2 white pawn · f2 white pawn · g2 white pawn · h2 white pawn · a1 white rook · c1 white bishop · d1 white queen · e1 white king · f1 white bishop · g1 white knight · h1 white rook | a8 black rook · b8 black knight · c8 black bishop · d8 black queen · e8 black king · f8 black bishop · h8 black rook · a7 black pawn · b7 black pawn · c7 black pawn · f7 black pawn · g7 black pawn · h7 black pawn · e6 black pawn · f6 black knight · d5 black pawn · d4 white pawn · e4 white pawn · c3 white knight · a2 white pawn · b2 white pawn · c2 white pawn · f2 white pawn · g2 white pawn · h2 white pawn · a1 white rook · c1 white bishop · d1 white queen · e1 white king · f1 white bishop · g1 white knight · h1 white rook | a8 black rook · b8 black knight · c8 black bishop · d8 black queen · e8 black king · f8 black bishop · h8 black rook · a7 black pawn · b7 black pawn · c7 black pawn · f7 black pawn · g7 black pawn · h7 black pawn · e6 black pawn · f6 black knight · d5 black pawn · d4 white pawn · e4 white pawn · c3 white knight · a2 white pawn · b2 white pawn · c2 white pawn · f2 white pawn · g2 white pawn · h2 white pawn · a1 white rook · c1 white bishop · d1 white queen · e1 white king · f1 white bishop · g1 white knight · h1 white rook | a8 black rook · b8 black knight · c8 black bishop · d8 black queen · e8 black king · f8 black bishop · h8 black rook · a7 black pawn · b7 black pawn · c7 black pawn · f7 black pawn · g7 black pawn · h7 black pawn · e6 black pawn · f6 black knight · d5 black pawn · d4 white pawn · e4 white pawn · c3 white knight · a2 white pawn · b2 white pawn · c2 white pawn · f2 white pawn · g2 white pawn · h2 white pawn · a1 white rook · c1 white bishop · d1 white queen · e1 white king · f1 white bishop · g1 white knight · h1 white rook | a8 black rook · b8 black knight · c8 black bishop · d8 black queen · e8 black king · f8 black bishop · h8 black rook · a7 black pawn · b7 black pawn · c7 black pawn · f7 black pawn · g7 black pawn · h7 black pawn · e6 black pawn · f6 black knight · d5 black pawn · d4 white pawn · e4 white pawn · c3 white knight · a2 white pawn · b2 white pawn · c2 white pawn · f2 white pawn · g2 white pawn · h2 white pawn · a1 white rook · c1 white bishop · d1 white queen · e1 white king · f1 white bishop · g1 white knight · h1 white rook | 5 |
| 4 | a8 black rook · b8 black knight · c8 black bishop · d8 black queen · e8 black king · f8 black bishop · h8 black rook · a7 black pawn · b7 black pawn · c7 black pawn · f7 black pawn · g7 black pawn · h7 black pawn · e6 black pawn · f6 black knight · d5 black pawn · d4 white pawn · e4 white pawn · c3 white knight · a2 white pawn · b2 white pawn · c2 white pawn · f2 white pawn · g2 white pawn · h2 white pawn · a1 white rook · c1 white bishop · d1 white queen · e1 white king · f1 white bishop · g1 white knight · h1 white rook | a8 black rook · b8 black knight · c8 black bishop · d8 black queen · e8 black king · f8 black bishop · h8 black rook · a7 black pawn · b7 black pawn · c7 black pawn · f7 black pawn · g7 black pawn · h7 black pawn · e6 black pawn · f6 black knight · d5 black pawn · d4 white pawn · e4 white pawn · c3 white knight · a2 white pawn · b2 white pawn · c2 white pawn · f2 white pawn · g2 white pawn · h2 white pawn · a1 white rook · c1 white bishop · d1 white queen · e1 white king · f1 white bishop · g1 white knight · h1 white rook | a8 black rook · b8 black knight · c8 black bishop · d8 black queen · e8 black king · f8 black bishop · h8 black rook · a7 black pawn · b7 black pawn · c7 black pawn · f7 black pawn · g7 black pawn · h7 black pawn · e6 black pawn · f6 black knight · d5 black pawn · d4 white pawn · e4 white pawn · c3 white knight · a2 white pawn · b2 white pawn · c2 white pawn · f2 white pawn · g2 white pawn · h2 white pawn · a1 white rook · c1 white bishop · d1 white queen · e1 white king · f1 white bishop · g1 white knight · h1 white rook | a8 black rook · b8 black knight · c8 black bishop · d8 black queen · e8 black king · f8 black bishop · h8 black rook · a7 black pawn · b7 black pawn · c7 black pawn · f7 black pawn · g7 black pawn · h7 black pawn · e6 black pawn · f6 black knight · d5 black pawn · d4 white pawn · e4 white pawn · c3 white knight · a2 white pawn · b2 white pawn · c2 white pawn · f2 white pawn · g2 white pawn · h2 white pawn · a1 white rook · c1 white bishop · d1 white queen · e1 white king · f1 white bishop · g1 white knight · h1 white rook | a8 black rook · b8 black knight · c8 black bishop · d8 black queen · e8 black king · f8 black bishop · h8 black rook · a7 black pawn · b7 black pawn · c7 black pawn · f7 black pawn · g7 black pawn · h7 black pawn · e6 black pawn · f6 black knight · d5 black pawn · d4 white pawn · e4 white pawn · c3 white knight · a2 white pawn · b2 white pawn · c2 white pawn · f2 white pawn · g2 white pawn · h2 white pawn · a1 white rook · c1 white bishop · d1 white queen · e1 white king · f1 white bishop · g1 white knight · h1 white rook | a8 black rook · b8 black knight · c8 black bishop · d8 black queen · e8 black king · f8 black bishop · h8 black rook · a7 black pawn · b7 black pawn · c7 black pawn · f7 black pawn · g7 black pawn · h7 black pawn · e6 black pawn · f6 black knight · d5 black pawn · d4 white pawn · e4 white pawn · c3 white knight · a2 white pawn · b2 white pawn · c2 white pawn · f2 white pawn · g2 white pawn · h2 white pawn · a1 white rook · c1 white bishop · d1 white queen · e1 white king · f1 white bishop · g1 white knight · h1 white rook | a8 black rook · b8 black knight · c8 black bishop · d8 black queen · e8 black king · f8 black bishop · h8 black rook · a7 black pawn · b7 black pawn · c7 black pawn · f7 black pawn · g7 black pawn · h7 black pawn · e6 black pawn · f6 black knight · d5 black pawn · d4 white pawn · e4 white pawn · c3 white knight · a2 white pawn · b2 white pawn · c2 white pawn · f2 white pawn · g2 white pawn · h2 white pawn · a1 white rook · c1 white bishop · d1 white queen · e1 white king · f1 white bishop · g1 white knight · h1 white rook | a8 black rook · b8 black knight · c8 black bishop · d8 black queen · e8 black king · f8 black bishop · h8 black rook · a7 black pawn · b7 black pawn · c7 black pawn · f7 black pawn · g7 black pawn · h7 black pawn · e6 black pawn · f6 black knight · d5 black pawn · d4 white pawn · e4 white pawn · c3 white knight · a2 white pawn · b2 white pawn · c2 white pawn · f2 white pawn · g2 white pawn · h2 white pawn · a1 white rook · c1 white bishop · d1 white queen · e1 white king · f1 white bishop · g1 white knight · h1 white rook | 4 |
| 3 | a8 black rook · b8 black knight · c8 black bishop · d8 black queen · e8 black king · f8 black bishop · h8 black rook · a7 black pawn · b7 black pawn · c7 black pawn · f7 black pawn · g7 black pawn · h7 black pawn · e6 black pawn · f6 black knight · d5 black pawn · d4 white pawn · e4 white pawn · c3 white knight · a2 white pawn · b2 white pawn · c2 white pawn · f2 white pawn · g2 white pawn · h2 white pawn · a1 white rook · c1 white bishop · d1 white queen · e1 white king · f1 white bishop · g1 white knight · h1 white rook | a8 black rook · b8 black knight · c8 black bishop · d8 black queen · e8 black king · f8 black bishop · h8 black rook · a7 black pawn · b7 black pawn · c7 black pawn · f7 black pawn · g7 black pawn · h7 black pawn · e6 black pawn · f6 black knight · d5 black pawn · d4 white pawn · e4 white pawn · c3 white knight · a2 white pawn · b2 white pawn · c2 white pawn · f2 white pawn · g2 white pawn · h2 white pawn · a1 white rook · c1 white bishop · d1 white queen · e1 white king · f1 white bishop · g1 white knight · h1 white rook | a8 black rook · b8 black knight · c8 black bishop · d8 black queen · e8 black king · f8 black bishop · h8 black rook · a7 black pawn · b7 black pawn · c7 black pawn · f7 black pawn · g7 black pawn · h7 black pawn · e6 black pawn · f6 black knight · d5 black pawn · d4 white pawn · e4 white pawn · c3 white knight · a2 white pawn · b2 white pawn · c2 white pawn · f2 white pawn · g2 white pawn · h2 white pawn · a1 white rook · c1 white bishop · d1 white queen · e1 white king · f1 white bishop · g1 white knight · h1 white rook | a8 black rook · b8 black knight · c8 black bishop · d8 black queen · e8 black king · f8 black bishop · h8 black rook · a7 black pawn · b7 black pawn · c7 black pawn · f7 black pawn · g7 black pawn · h7 black pawn · e6 black pawn · f6 black knight · d5 black pawn · d4 white pawn · e4 white pawn · c3 white knight · a2 white pawn · b2 white pawn · c2 white pawn · f2 white pawn · g2 white pawn · h2 white pawn · a1 white rook · c1 white bishop · d1 white queen · e1 white king · f1 white bishop · g1 white knight · h1 white rook | a8 black rook · b8 black knight · c8 black bishop · d8 black queen · e8 black king · f8 black bishop · h8 black rook · a7 black pawn · b7 black pawn · c7 black pawn · f7 black pawn · g7 black pawn · h7 black pawn · e6 black pawn · f6 black knight · d5 black pawn · d4 white pawn · e4 white pawn · c3 white knight · a2 white pawn · b2 white pawn · c2 white pawn · f2 white pawn · g2 white pawn · h2 white pawn · a1 white rook · c1 white bishop · d1 white queen · e1 white king · f1 white bishop · g1 white knight · h1 white rook | a8 black rook · b8 black knight · c8 black bishop · d8 black queen · e8 black king · f8 black bishop · h8 black rook · a7 black pawn · b7 black pawn · c7 black pawn · f7 black pawn · g7 black pawn · h7 black pawn · e6 black pawn · f6 black knight · d5 black pawn · d4 white pawn · e4 white pawn · c3 white knight · a2 white pawn · b2 white pawn · c2 white pawn · f2 white pawn · g2 white pawn · h2 white pawn · a1 white rook · c1 white bishop · d1 white queen · e1 white king · f1 white bishop · g1 white knight · h1 white rook | a8 black rook · b8 black knight · c8 black bishop · d8 black queen · e8 black king · f8 black bishop · h8 black rook · a7 black pawn · b7 black pawn · c7 black pawn · f7 black pawn · g7 black pawn · h7 black pawn · e6 black pawn · f6 black knight · d5 black pawn · d4 white pawn · e4 white pawn · c3 white knight · a2 white pawn · b2 white pawn · c2 white pawn · f2 white pawn · g2 white pawn · h2 white pawn · a1 white rook · c1 white bishop · d1 white queen · e1 white king · f1 white bishop · g1 white knight · h1 white rook | a8 black rook · b8 black knight · c8 black bishop · d8 black queen · e8 black king · f8 black bishop · h8 black rook · a7 black pawn · b7 black pawn · c7 black pawn · f7 black pawn · g7 black pawn · h7 black pawn · e6 black pawn · f6 black knight · d5 black pawn · d4 white pawn · e4 white pawn · c3 white knight · a2 white pawn · b2 white pawn · c2 white pawn · f2 white pawn · g2 white pawn · h2 white pawn · a1 white rook · c1 white bishop · d1 white queen · e1 white king · f1 white bishop · g1 white knight · h1 white rook | 3 |
| 2 | a8 black rook · b8 black knight · c8 black bishop · d8 black queen · e8 black king · f8 black bishop · h8 black rook · a7 black pawn · b7 black pawn · c7 black pawn · f7 black pawn · g7 black pawn · h7 black pawn · e6 black pawn · f6 black knight · d5 black pawn · d4 white pawn · e4 white pawn · c3 white knight · a2 white pawn · b2 white pawn · c2 white pawn · f2 white pawn · g2 white pawn · h2 white pawn · a1 white rook · c1 white bishop · d1 white queen · e1 white king · f1 white bishop · g1 white knight · h1 white rook | a8 black rook · b8 black knight · c8 black bishop · d8 black queen · e8 black king · f8 black bishop · h8 black rook · a7 black pawn · b7 black pawn · c7 black pawn · f7 black pawn · g7 black pawn · h7 black pawn · e6 black pawn · f6 black knight · d5 black pawn · d4 white pawn · e4 white pawn · c3 white knight · a2 white pawn · b2 white pawn · c2 white pawn · f2 white pawn · g2 white pawn · h2 white pawn · a1 white rook · c1 white bishop · d1 white queen · e1 white king · f1 white bishop · g1 white knight · h1 white rook | a8 black rook · b8 black knight · c8 black bishop · d8 black queen · e8 black king · f8 black bishop · h8 black rook · a7 black pawn · b7 black pawn · c7 black pawn · f7 black pawn · g7 black pawn · h7 black pawn · e6 black pawn · f6 black knight · d5 black pawn · d4 white pawn · e4 white pawn · c3 white knight · a2 white pawn · b2 white pawn · c2 white pawn · f2 white pawn · g2 white pawn · h2 white pawn · a1 white rook · c1 white bishop · d1 white queen · e1 white king · f1 white bishop · g1 white knight · h1 white rook | a8 black rook · b8 black knight · c8 black bishop · d8 black queen · e8 black king · f8 black bishop · h8 black rook · a7 black pawn · b7 black pawn · c7 black pawn · f7 black pawn · g7 black pawn · h7 black pawn · e6 black pawn · f6 black knight · d5 black pawn · d4 white pawn · e4 white pawn · c3 white knight · a2 white pawn · b2 white pawn · c2 white pawn · f2 white pawn · g2 white pawn · h2 white pawn · a1 white rook · c1 white bishop · d1 white queen · e1 white king · f1 white bishop · g1 white knight · h1 white rook | a8 black rook · b8 black knight · c8 black bishop · d8 black queen · e8 black king · f8 black bishop · h8 black rook · a7 black pawn · b7 black pawn · c7 black pawn · f7 black pawn · g7 black pawn · h7 black pawn · e6 black pawn · f6 black knight · d5 black pawn · d4 white pawn · e4 white pawn · c3 white knight · a2 white pawn · b2 white pawn · c2 white pawn · f2 white pawn · g2 white pawn · h2 white pawn · a1 white rook · c1 white bishop · d1 white queen · e1 white king · f1 white bishop · g1 white knight · h1 white rook | a8 black rook · b8 black knight · c8 black bishop · d8 black queen · e8 black king · f8 black bishop · h8 black rook · a7 black pawn · b7 black pawn · c7 black pawn · f7 black pawn · g7 black pawn · h7 black pawn · e6 black pawn · f6 black knight · d5 black pawn · d4 white pawn · e4 white pawn · c3 white knight · a2 white pawn · b2 white pawn · c2 white pawn · f2 white pawn · g2 white pawn · h2 white pawn · a1 white rook · c1 white bishop · d1 white queen · e1 white king · f1 white bishop · g1 white knight · h1 white rook | a8 black rook · b8 black knight · c8 black bishop · d8 black queen · e8 black king · f8 black bishop · h8 black rook · a7 black pawn · b7 black pawn · c7 black pawn · f7 black pawn · g7 black pawn · h7 black pawn · e6 black pawn · f6 black knight · d5 black pawn · d4 white pawn · e4 white pawn · c3 white knight · a2 white pawn · b2 white pawn · c2 white pawn · f2 white pawn · g2 white pawn · h2 white pawn · a1 white rook · c1 white bishop · d1 white queen · e1 white king · f1 white bishop · g1 white knight · h1 white rook | a8 black rook · b8 black knight · c8 black bishop · d8 black queen · e8 black king · f8 black bishop · h8 black rook · a7 black pawn · b7 black pawn · c7 black pawn · f7 black pawn · g7 black pawn · h7 black pawn · e6 black pawn · f6 black knight · d5 black pawn · d4 white pawn · e4 white pawn · c3 white knight · a2 white pawn · b2 white pawn · c2 white pawn · f2 white pawn · g2 white pawn · h2 white pawn · a1 white rook · c1 white bishop · d1 white queen · e1 white king · f1 white bishop · g1 white knight · h1 white rook | 2 |
| 1 | a8 black rook · b8 black knight · c8 black bishop · d8 black queen · e8 black king · f8 black bishop · h8 black rook · a7 black pawn · b7 black pawn · c7 black pawn · f7 black pawn · g7 black pawn · h7 black pawn · e6 black pawn · f6 black knight · d5 black pawn · d4 white pawn · e4 white pawn · c3 white knight · a2 white pawn · b2 white pawn · c2 white pawn · f2 white pawn · g2 white pawn · h2 white pawn · a1 white rook · c1 white bishop · d1 white queen · e1 white king · f1 white bishop · g1 white knight · h1 white rook | a8 black rook · b8 black knight · c8 black bishop · d8 black queen · e8 black king · f8 black bishop · h8 black rook · a7 black pawn · b7 black pawn · c7 black pawn · f7 black pawn · g7 black pawn · h7 black pawn · e6 black pawn · f6 black knight · d5 black pawn · d4 white pawn · e4 white pawn · c3 white knight · a2 white pawn · b2 white pawn · c2 white pawn · f2 white pawn · g2 white pawn · h2 white pawn · a1 white rook · c1 white bishop · d1 white queen · e1 white king · f1 white bishop · g1 white knight · h1 white rook | a8 black rook · b8 black knight · c8 black bishop · d8 black queen · e8 black king · f8 black bishop · h8 black rook · a7 black pawn · b7 black pawn · c7 black pawn · f7 black pawn · g7 black pawn · h7 black pawn · e6 black pawn · f6 black knight · d5 black pawn · d4 white pawn · e4 white pawn · c3 white knight · a2 white pawn · b2 white pawn · c2 white pawn · f2 white pawn · g2 white pawn · h2 white pawn · a1 white rook · c1 white bishop · d1 white queen · e1 white king · f1 white bishop · g1 white knight · h1 white rook | a8 black rook · b8 black knight · c8 black bishop · d8 black queen · e8 black king · f8 black bishop · h8 black rook · a7 black pawn · b7 black pawn · c7 black pawn · f7 black pawn · g7 black pawn · h7 black pawn · e6 black pawn · f6 black knight · d5 black pawn · d4 white pawn · e4 white pawn · c3 white knight · a2 white pawn · b2 white pawn · c2 white pawn · f2 white pawn · g2 white pawn · h2 white pawn · a1 white rook · c1 white bishop · d1 white queen · e1 white king · f1 white bishop · g1 white knight · h1 white rook | a8 black rook · b8 black knight · c8 black bishop · d8 black queen · e8 black king · f8 black bishop · h8 black rook · a7 black pawn · b7 black pawn · c7 black pawn · f7 black pawn · g7 black pawn · h7 black pawn · e6 black pawn · f6 black knight · d5 black pawn · d4 white pawn · e4 white pawn · c3 white knight · a2 white pawn · b2 white pawn · c2 white pawn · f2 white pawn · g2 white pawn · h2 white pawn · a1 white rook · c1 white bishop · d1 white queen · e1 white king · f1 white bishop · g1 white knight · h1 white rook | a8 black rook · b8 black knight · c8 black bishop · d8 black queen · e8 black king · f8 black bishop · h8 black rook · a7 black pawn · b7 black pawn · c7 black pawn · f7 black pawn · g7 black pawn · h7 black pawn · e6 black pawn · f6 black knight · d5 black pawn · d4 white pawn · e4 white pawn · c3 white knight · a2 white pawn · b2 white pawn · c2 white pawn · f2 white pawn · g2 white pawn · h2 white pawn · a1 white rook · c1 white bishop · d1 white queen · e1 white king · f1 white bishop · g1 white knight · h1 white rook | a8 black rook · b8 black knight · c8 black bishop · d8 black queen · e8 black king · f8 black bishop · h8 black rook · a7 black pawn · b7 black pawn · c7 black pawn · f7 black pawn · g7 black pawn · h7 black pawn · e6 black pawn · f6 black knight · d5 black pawn · d4 white pawn · e4 white pawn · c3 white knight · a2 white pawn · b2 white pawn · c2 white pawn · f2 white pawn · g2 white pawn · h2 white pawn · a1 white rook · c1 white bishop · d1 white queen · e1 white king · f1 white bishop · g1 white knight · h1 white rook | a8 black rook · b8 black knight · c8 black bishop · d8 black queen · e8 black king · f8 black bishop · h8 black rook · a7 black pawn · b7 black pawn · c7 black pawn · f7 black pawn · g7 black pawn · h7 black pawn · e6 black pawn · f6 black knight · d5 black pawn · d4 white pawn · e4 white pawn · c3 white knight · a2 white pawn · b2 white pawn · c2 white pawn · f2 white pawn · g2 white pawn · h2 white pawn · a1 white rook · c1 white bishop · d1 white queen · e1 white king · f1 white bishop · g1 white knight · h1 white rook | 1 |
|   | a | b | c | d | e | f | g | h |   |

Đây là một hệ thống lớn khác trong Phòng thủ Pháp. Trắng có thể tiếp tục với một số sự lựa chọn:

##### 4.Tg5
Trắng đe dọa e5, tấn công quân Mã đang bị giằng. Đen có một số cách giải quyết vấn đề:
- Phương án Burn, đặt theo tên kỳ thủ người Anh Amos Burn, là câu trả lời phổ biến nhất trong những ván đấu ở đẳng cấp hàng đầu: 4... dxe4 5. Mxe4, và tiếp theo đó thường sẽ là 5... Te7 6. Txf6 Txf6 7. Mf3 Md7 hoặc 7... 0-0, kết quả dẫn đến thế cờ giống như được phát sinh từ phương án Rubinstein. Tuy nhiên ở đây Đen có được cặp Tượng, với những cơ hội năng động hơn (dù Mã Trắng có được một vị trí rất ổn ở e4), nên diễn biến này phổ biến hơn nhiều so với phương án Rubinstein và nó từ lâu đã là một sự lựa chọn ưa thích của Evgeny Bareev. Đen cũng có thể thử 5... Te7 6. Txf6 gxf6, được chơi bởi Alexander Morozevich và Gregory Kaidanov, theo sau đó là...f5 và...Tf6, Đen sẽ có được quân cơ động đổi lại cho cấu trúc Tốt yếu. Một diễn biến khác cũng tương tự với phương án Rubinstein là 5... Mbd7 6. Mf3 Te7 (6...h6 cũng có thể thử) 7. Mxf6+ Txf6.
- 4... Te7 5. e5 Mfd7 từng được sử dụng trong diễn biến chính và cho đến nay đây vẫn là phương án quan trọng, mặc dù mức độ phổ biến của nó đã bị qua mặt bởi phương án Burn. Ván đấu thường sẽ tiếp tục như sau: 6. Txe7 Hxe7 7. f4 0-0 8. Mf3 c5, lúc này Trắng có vài sự lựa chọn, bao gồm 9.Td3, 9.Hd2 và 9.dxc5. Một nước gambit thay thế cho Trắng là 6. h4, được phát minh bởi Adolf Albin và Chatard là kỳ thủ đã sử dụng nó. Cách chơi này đã không được coi trọng cho đến thời điểm ván đấu giữa Alekhine và Fahrni diễn ra tại Mannheim năm 1914. Ngày nay phương án này được gọi là Tấn công Albin–Chatard hay Tấn công Alekhine–Chatard. Sau khi 6... Txg5 7. hxg5 Hxg5 8. Mh3 He7 9. Mf4 Mc6 10. Hg4 (10.Hg4 là lý do chơi 8.Mh3 thay vì 8.Mf3), Trắng thí một Tốt để mở cột h, nhờ đó tăng cường khả năng tấn công bên cánh Vua. Đen cũng có thể từ chối Tốt thí bằng nhiều cách ví dụ như 6... a6 và 6... f6, nhưng nước được đa phần những kỳ thủ mạnh ưa thích hơn là 6... c5.
- Sự lựa chọn thứ ba cho Đen là phản công với Phương án McCutcheon. Trong phương án này, Đen phớt lờ đe dọa e4-e5 của Trắng và thay vào đó chơi 4... Tb4. Diễn biến chính sau đó là: 5. e5 h6 6. Td2 Txc3 7. bxc3 Me4 8. Hg4. Lúc này Đen có thể chơi 8...g6, tuy làm suy yếu những ô Đen bên cánh Vua nhưng sẽ giữ được sự lựa chọn nhập thành, không thì 8...Vf8. Đây là phương án được đặt theo tên của John Lindsay McCutcheon (1857–1905), người đã mang đến sự chú ý cho cách chơi này khi ông sử dụng nó để đánh bại nhà vô địch thế giới Steinitz trong một trò chơi biểu diễn đồng thời (simultaneous exhibition - tạm dịch) (một người chơi với nhiều người cùng lúc) diễn ra ở Manhattan năm 1885.[1][2][3]

##### 4.e5
Phương án Steinitz (được đặt theo tên Wilhelm Steinitz): 4. e5 Mfd7 5. f4 (5.f4 là phổ biến nhất tuy nhiên Trắng còn sự lựa chọn khác: 5.Mf3 hoặc 5.Mce2 - Phương án Shirov–Anand) 5... c5 6. Mf3 Mc6 7. Te3 (7.Mce2 sẽ chuyển về phương án Shirov–Anand; một cái bẫy ở đây là 7.Te2 cxd4 8.Mxd4 Mdxe5! 9.fxe5 Hh4+ và Đen hơn Tốt), lúc này Đen có một vài lựa chọn. Họ có thể gia tăng sức ép lên ô d4 bằng cách 7...Hb6 hoặc 7...cxd4 8.Mxd4 Hb6; không thì tiếp tục hoàn thiện phát triển, hoặc bên cánh Vua với 7...cxd4 8.Mxd4 Tc5, hoặc bên cánh Hậu với 7...a6 8.Hd2 b5.

### Phương án Tarrasch: 3.Md2
|   | a | b | c | d | e | f | g | h |   |
| 8 | a8 black rook · b8 black knight · c8 black bishop · d8 black queen · e8 black king · f8 black bishop · h8 black rook · a7 black pawn · b7 black pawn · c7 black pawn · f7 black pawn · g7 black pawn · h7 black pawn · e6 black pawn · f6 black knight · d5 black pawn · d4 white pawn · e4 white pawn · a2 white pawn · b2 white pawn · c2 white pawn · d2 white knight · f2 white pawn · g2 white pawn · h2 white pawn · a1 white rook · c1 white bishop · d1 white queen · e1 white king · f1 white bishop · g1 white knight · h1 white rook | a8 black rook · b8 black knight · c8 black bishop · d8 black queen · e8 black king · f8 black bishop · h8 black rook · a7 black pawn · b7 black pawn · c7 black pawn · f7 black pawn · g7 black pawn · h7 black pawn · e6 black pawn · f6 black knight · d5 black pawn · d4 white pawn · e4 white pawn · a2 white pawn · b2 white pawn · c2 white pawn · d2 white knight · f2 white pawn · g2 white pawn · h2 white pawn · a1 white rook · c1 white bishop · d1 white queen · e1 white king · f1 white bishop · g1 white knight · h1 white rook | a8 black rook · b8 black knight · c8 black bishop · d8 black queen · e8 black king · f8 black bishop · h8 black rook · a7 black pawn · b7 black pawn · c7 black pawn · f7 black pawn · g7 black pawn · h7 black pawn · e6 black pawn · f6 black knight · d5 black pawn · d4 white pawn · e4 white pawn · a2 white pawn · b2 white pawn · c2 white pawn · d2 white knight · f2 white pawn · g2 white pawn · h2 white pawn · a1 white rook · c1 white bishop · d1 white queen · e1 white king · f1 white bishop · g1 white knight · h1 white rook | a8 black rook · b8 black knight · c8 black bishop · d8 black queen · e8 black king · f8 black bishop · h8 black rook · a7 black pawn · b7 black pawn · c7 black pawn · f7 black pawn · g7 black pawn · h7 black pawn · e6 black pawn · f6 black knight · d5 black pawn · d4 white pawn · e4 white pawn · a2 white pawn · b2 white pawn · c2 white pawn · d2 white knight · f2 white pawn · g2 white pawn · h2 white pawn · a1 white rook · c1 white bishop · d1 white queen · e1 white king · f1 white bishop · g1 white knight · h1 white rook | a8 black rook · b8 black knight · c8 black bishop · d8 black queen · e8 black king · f8 black bishop · h8 black rook · a7 black pawn · b7 black pawn · c7 black pawn · f7 black pawn · g7 black pawn · h7 black pawn · e6 black pawn · f6 black knight · d5 black pawn · d4 white pawn · e4 white pawn · a2 white pawn · b2 white pawn · c2 white pawn · d2 white knight · f2 white pawn · g2 white pawn · h2 white pawn · a1 white rook · c1 white bishop · d1 white queen · e1 white king · f1 white bishop · g1 white knight · h1 white rook | a8 black rook · b8 black knight · c8 black bishop · d8 black queen · e8 black king · f8 black bishop · h8 black rook · a7 black pawn · b7 black pawn · c7 black pawn · f7 black pawn · g7 black pawn · h7 black pawn · e6 black pawn · f6 black knight · d5 black pawn · d4 white pawn · e4 white pawn · a2 white pawn · b2 white pawn · c2 white pawn · d2 white knight · f2 white pawn · g2 white pawn · h2 white pawn · a1 white rook · c1 white bishop · d1 white queen · e1 white king · f1 white bishop · g1 white knight · h1 white rook | a8 black rook · b8 black knight · c8 black bishop · d8 black queen · e8 black king · f8 black bishop · h8 black rook · a7 black pawn · b7 black pawn · c7 black pawn · f7 black pawn · g7 black pawn · h7 black pawn · e6 black pawn · f6 black knight · d5 black pawn · d4 white pawn · e4 white pawn · a2 white pawn · b2 white pawn · c2 white pawn · d2 white knight · f2 white pawn · g2 white pawn · h2 white pawn · a1 white rook · c1 white bishop · d1 white queen · e1 white king · f1 white bishop · g1 white knight · h1 white rook | a8 black rook · b8 black knight · c8 black bishop · d8 black queen · e8 black king · f8 black bishop · h8 black rook · a7 black pawn · b7 black pawn · c7 black pawn · f7 black pawn · g7 black pawn · h7 black pawn · e6 black pawn · f6 black knight · d5 black pawn · d4 white pawn · e4 white pawn · a2 white pawn · b2 white pawn · c2 white pawn · d2 white knight · f2 white pawn · g2 white pawn · h2 white pawn · a1 white rook · c1 white bishop · d1 white queen · e1 white king · f1 white bishop · g1 white knight · h1 white rook | 8 |
| 7 | a8 black rook · b8 black knight · c8 black bishop · d8 black queen · e8 black king · f8 black bishop · h8 black rook · a7 black pawn · b7 black pawn · c7 black pawn · f7 black pawn · g7 black pawn · h7 black pawn · e6 black pawn · f6 black knight · d5 black pawn · d4 white pawn · e4 white pawn · a2 white pawn · b2 white pawn · c2 white pawn · d2 white knight · f2 white pawn · g2 white pawn · h2 white pawn · a1 white rook · c1 white bishop · d1 white queen · e1 white king · f1 white bishop · g1 white knight · h1 white rook | a8 black rook · b8 black knight · c8 black bishop · d8 black queen · e8 black king · f8 black bishop · h8 black rook · a7 black pawn · b7 black pawn · c7 black pawn · f7 black pawn · g7 black pawn · h7 black pawn · e6 black pawn · f6 black knight · d5 black pawn · d4 white pawn · e4 white pawn · a2 white pawn · b2 white pawn · c2 white pawn · d2 white knight · f2 white pawn · g2 white pawn · h2 white pawn · a1 white rook · c1 white bishop · d1 white queen · e1 white king · f1 white bishop · g1 white knight · h1 white rook | a8 black rook · b8 black knight · c8 black bishop · d8 black queen · e8 black king · f8 black bishop · h8 black rook · a7 black pawn · b7 black pawn · c7 black pawn · f7 black pawn · g7 black pawn · h7 black pawn · e6 black pawn · f6 black knight · d5 black pawn · d4 white pawn · e4 white pawn · a2 white pawn · b2 white pawn · c2 white pawn · d2 white knight · f2 white pawn · g2 white pawn · h2 white pawn · a1 white rook · c1 white bishop · d1 white queen · e1 white king · f1 white bishop · g1 white knight · h1 white rook | a8 black rook · b8 black knight · c8 black bishop · d8 black queen · e8 black king · f8 black bishop · h8 black rook · a7 black pawn · b7 black pawn · c7 black pawn · f7 black pawn · g7 black pawn · h7 black pawn · e6 black pawn · f6 black knight · d5 black pawn · d4 white pawn · e4 white pawn · a2 white pawn · b2 white pawn · c2 white pawn · d2 white knight · f2 white pawn · g2 white pawn · h2 white pawn · a1 white rook · c1 white bishop · d1 white queen · e1 white king · f1 white bishop · g1 white knight · h1 white rook | a8 black rook · b8 black knight · c8 black bishop · d8 black queen · e8 black king · f8 black bishop · h8 black rook · a7 black pawn · b7 black pawn · c7 black pawn · f7 black pawn · g7 black pawn · h7 black pawn · e6 black pawn · f6 black knight · d5 black pawn · d4 white pawn · e4 white pawn · a2 white pawn · b2 white pawn · c2 white pawn · d2 white knight · f2 white pawn · g2 white pawn · h2 white pawn · a1 white rook · c1 white bishop · d1 white queen · e1 white king · f1 white bishop · g1 white knight · h1 white rook | a8 black rook · b8 black knight · c8 black bishop · d8 black queen · e8 black king · f8 black bishop · h8 black rook · a7 black pawn · b7 black pawn · c7 black pawn · f7 black pawn · g7 black pawn · h7 black pawn · e6 black pawn · f6 black knight · d5 black pawn · d4 white pawn · e4 white pawn · a2 white pawn · b2 white pawn · c2 white pawn · d2 white knight · f2 white pawn · g2 white pawn · h2 white pawn · a1 white rook · c1 white bishop · d1 white queen · e1 white king · f1 white bishop · g1 white knight · h1 white rook | a8 black rook · b8 black knight · c8 black bishop · d8 black queen · e8 black king · f8 black bishop · h8 black rook · a7 black pawn · b7 black pawn · c7 black pawn · f7 black pawn · g7 black pawn · h7 black pawn · e6 black pawn · f6 black knight · d5 black pawn · d4 white pawn · e4 white pawn · a2 white pawn · b2 white pawn · c2 white pawn · d2 white knight · f2 white pawn · g2 white pawn · h2 white pawn · a1 white rook · c1 white bishop · d1 white queen · e1 white king · f1 white bishop · g1 white knight · h1 white rook | a8 black rook · b8 black knight · c8 black bishop · d8 black queen · e8 black king · f8 black bishop · h8 black rook · a7 black pawn · b7 black pawn · c7 black pawn · f7 black pawn · g7 black pawn · h7 black pawn · e6 black pawn · f6 black knight · d5 black pawn · d4 white pawn · e4 white pawn · a2 white pawn · b2 white pawn · c2 white pawn · d2 white knight · f2 white pawn · g2 white pawn · h2 white pawn · a1 white rook · c1 white bishop · d1 white queen · e1 white king · f1 white bishop · g1 white knight · h1 white rook | 7 |
| 6 | a8 black rook · b8 black knight · c8 black bishop · d8 black queen · e8 black king · f8 black bishop · h8 black rook · a7 black pawn · b7 black pawn · c7 black pawn · f7 black pawn · g7 black pawn · h7 black pawn · e6 black pawn · f6 black knight · d5 black pawn · d4 white pawn · e4 white pawn · a2 white pawn · b2 white pawn · c2 white pawn · d2 white knight · f2 white pawn · g2 white pawn · h2 white pawn · a1 white rook · c1 white bishop · d1 white queen · e1 white king · f1 white bishop · g1 white knight · h1 white rook | a8 black rook · b8 black knight · c8 black bishop · d8 black queen · e8 black king · f8 black bishop · h8 black rook · a7 black pawn · b7 black pawn · c7 black pawn · f7 black pawn · g7 black pawn · h7 black pawn · e6 black pawn · f6 black knight · d5 black pawn · d4 white pawn · e4 white pawn · a2 white pawn · b2 white pawn · c2 white pawn · d2 white knight · f2 white pawn · g2 white pawn · h2 white pawn · a1 white rook · c1 white bishop · d1 white queen · e1 white king · f1 white bishop · g1 white knight · h1 white rook | a8 black rook · b8 black knight · c8 black bishop · d8 black queen · e8 black king · f8 black bishop · h8 black rook · a7 black pawn · b7 black pawn · c7 black pawn · f7 black pawn · g7 black pawn · h7 black pawn · e6 black pawn · f6 black knight · d5 black pawn · d4 white pawn · e4 white pawn · a2 white pawn · b2 white pawn · c2 white pawn · d2 white knight · f2 white pawn · g2 white pawn · h2 white pawn · a1 white rook · c1 white bishop · d1 white queen · e1 white king · f1 white bishop · g1 white knight · h1 white rook | a8 black rook · b8 black knight · c8 black bishop · d8 black queen · e8 black king · f8 black bishop · h8 black rook · a7 black pawn · b7 black pawn · c7 black pawn · f7 black pawn · g7 black pawn · h7 black pawn · e6 black pawn · f6 black knight · d5 black pawn · d4 white pawn · e4 white pawn · a2 white pawn · b2 white pawn · c2 white pawn · d2 white knight · f2 white pawn · g2 white pawn · h2 white pawn · a1 white rook · c1 white bishop · d1 white queen · e1 white king · f1 white bishop · g1 white knight · h1 white rook | a8 black rook · b8 black knight · c8 black bishop · d8 black queen · e8 black king · f8 black bishop · h8 black rook · a7 black pawn · b7 black pawn · c7 black pawn · f7 black pawn · g7 black pawn · h7 black pawn · e6 black pawn · f6 black knight · d5 black pawn · d4 white pawn · e4 white pawn · a2 white pawn · b2 white pawn · c2 white pawn · d2 white knight · f2 white pawn · g2 white pawn · h2 white pawn · a1 white rook · c1 white bishop · d1 white queen · e1 white king · f1 white bishop · g1 white knight · h1 white rook | a8 black rook · b8 black knight · c8 black bishop · d8 black queen · e8 black king · f8 black bishop · h8 black rook · a7 black pawn · b7 black pawn · c7 black pawn · f7 black pawn · g7 black pawn · h7 black pawn · e6 black pawn · f6 black knight · d5 black pawn · d4 white pawn · e4 white pawn · a2 white pawn · b2 white pawn · c2 white pawn · d2 white knight · f2 white pawn · g2 white pawn · h2 white pawn · a1 white rook · c1 white bishop · d1 white queen · e1 white king · f1 white bishop · g1 white knight · h1 white rook | a8 black rook · b8 black knight · c8 black bishop · d8 black queen · e8 black king · f8 black bishop · h8 black rook · a7 black pawn · b7 black pawn · c7 black pawn · f7 black pawn · g7 black pawn · h7 black pawn · e6 black pawn · f6 black knight · d5 black pawn · d4 white pawn · e4 white pawn · a2 white pawn · b2 white pawn · c2 white pawn · d2 white knight · f2 white pawn · g2 white pawn · h2 white pawn · a1 white rook · c1 white bishop · d1 white queen · e1 white king · f1 white bishop · g1 white knight · h1 white rook | a8 black rook · b8 black knight · c8 black bishop · d8 black queen · e8 black king · f8 black bishop · h8 black rook · a7 black pawn · b7 black pawn · c7 black pawn · f7 black pawn · g7 black pawn · h7 black pawn · e6 black pawn · f6 black knight · d5 black pawn · d4 white pawn · e4 white pawn · a2 white pawn · b2 white pawn · c2 white pawn · d2 white knight · f2 white pawn · g2 white pawn · h2 white pawn · a1 white rook · c1 white bishop · d1 white queen · e1 white king · f1 white bishop · g1 white knight · h1 white rook | 6 |
| 5 | a8 black rook · b8 black knight · c8 black bishop · d8 black queen · e8 black king · f8 black bishop · h8 black rook · a7 black pawn · b7 black pawn · c7 black pawn · f7 black pawn · g7 black pawn · h7 black pawn · e6 black pawn · f6 black knight · d5 black pawn · d4 white pawn · e4 white pawn · a2 white pawn · b2 white pawn · c2 white pawn · d2 white knight · f2 white pawn · g2 white pawn · h2 white pawn · a1 white rook · c1 white bishop · d1 white queen · e1 white king · f1 white bishop · g1 white knight · h1 white rook | a8 black rook · b8 black knight · c8 black bishop · d8 black queen · e8 black king · f8 black bishop · h8 black rook · a7 black pawn · b7 black pawn · c7 black pawn · f7 black pawn · g7 black pawn · h7 black pawn · e6 black pawn · f6 black knight · d5 black pawn · d4 white pawn · e4 white pawn · a2 white pawn · b2 white pawn · c2 white pawn · d2 white knight · f2 white pawn · g2 white pawn · h2 white pawn · a1 white rook · c1 white bishop · d1 white queen · e1 white king · f1 white bishop · g1 white knight · h1 white rook | a8 black rook · b8 black knight · c8 black bishop · d8 black queen · e8 black king · f8 black bishop · h8 black rook · a7 black pawn · b7 black pawn · c7 black pawn · f7 black pawn · g7 black pawn · h7 black pawn · e6 black pawn · f6 black knight · d5 black pawn · d4 white pawn · e4 white pawn · a2 white pawn · b2 white pawn · c2 white pawn · d2 white knight · f2 white pawn · g2 white pawn · h2 white pawn · a1 white rook · c1 white bishop · d1 white queen · e1 white king · f1 white bishop · g1 white knight · h1 white rook | a8 black rook · b8 black knight · c8 black bishop · d8 black queen · e8 black king · f8 black bishop · h8 black rook · a7 black pawn · b7 black pawn · c7 black pawn · f7 black pawn · g7 black pawn · h7 black pawn · e6 black pawn · f6 black knight · d5 black pawn · d4 white pawn · e4 white pawn · a2 white pawn · b2 white pawn · c2 white pawn · d2 white knight · f2 white pawn · g2 white pawn · h2 white pawn · a1 white rook · c1 white bishop · d1 white queen · e1 white king · f1 white bishop · g1 white knight · h1 white rook | a8 black rook · b8 black knight · c8 black bishop · d8 black queen · e8 black king · f8 black bishop · h8 black rook · a7 black pawn · b7 black pawn · c7 black pawn · f7 black pawn · g7 black pawn · h7 black pawn · e6 black pawn · f6 black knight · d5 black pawn · d4 white pawn · e4 white pawn · a2 white pawn · b2 white pawn · c2 white pawn · d2 white knight · f2 white pawn · g2 white pawn · h2 white pawn · a1 white rook · c1 white bishop · d1 white queen · e1 white king · f1 white bishop · g1 white knight · h1 white rook | a8 black rook · b8 black knight · c8 black bishop · d8 black queen · e8 black king · f8 black bishop · h8 black rook · a7 black pawn · b7 black pawn · c7 black pawn · f7 black pawn · g7 black pawn · h7 black pawn · e6 black pawn · f6 black knight · d5 black pawn · d4 white pawn · e4 white pawn · a2 white pawn · b2 white pawn · c2 white pawn · d2 white knight · f2 white pawn · g2 white pawn · h2 white pawn · a1 white rook · c1 white bishop · d1 white queen · e1 white king · f1 white bishop · g1 white knight · h1 white rook | a8 black rook · b8 black knight · c8 black bishop · d8 black queen · e8 black king · f8 black bishop · h8 black rook · a7 black pawn · b7 black pawn · c7 black pawn · f7 black pawn · g7 black pawn · h7 black pawn · e6 black pawn · f6 black knight · d5 black pawn · d4 white pawn · e4 white pawn · a2 white pawn · b2 white pawn · c2 white pawn · d2 white knight · f2 white pawn · g2 white pawn · h2 white pawn · a1 white rook · c1 white bishop · d1 white queen · e1 white king · f1 white bishop · g1 white knight · h1 white rook | a8 black rook · b8 black knight · c8 black bishop · d8 black queen · e8 black king · f8 black bishop · h8 black rook · a7 black pawn · b7 black pawn · c7 black pawn · f7 black pawn · g7 black pawn · h7 black pawn · e6 black pawn · f6 black knight · d5 black pawn · d4 white pawn · e4 white pawn · a2 white pawn · b2 white pawn · c2 white pawn · d2 white knight · f2 white pawn · g2 white pawn · h2 white pawn · a1 white rook · c1 white bishop · d1 white queen · e1 white king · f1 white bishop · g1 white knight · h1 white rook | 5 |
| 4 | a8 black rook · b8 black knight · c8 black bishop · d8 black queen · e8 black king · f8 black bishop · h8 black rook · a7 black pawn · b7 black pawn · c7 black pawn · f7 black pawn · g7 black pawn · h7 black pawn · e6 black pawn · f6 black knight · d5 black pawn · d4 white pawn · e4 white pawn · a2 white pawn · b2 white pawn · c2 white pawn · d2 white knight · f2 white pawn · g2 white pawn · h2 white pawn · a1 white rook · c1 white bishop · d1 white queen · e1 white king · f1 white bishop · g1 white knight · h1 white rook | a8 black rook · b8 black knight · c8 black bishop · d8 black queen · e8 black king · f8 black bishop · h8 black rook · a7 black pawn · b7 black pawn · c7 black pawn · f7 black pawn · g7 black pawn · h7 black pawn · e6 black pawn · f6 black knight · d5 black pawn · d4 white pawn · e4 white pawn · a2 white pawn · b2 white pawn · c2 white pawn · d2 white knight · f2 white pawn · g2 white pawn · h2 white pawn · a1 white rook · c1 white bishop · d1 white queen · e1 white king · f1 white bishop · g1 white knight · h1 white rook | a8 black rook · b8 black knight · c8 black bishop · d8 black queen · e8 black king · f8 black bishop · h8 black rook · a7 black pawn · b7 black pawn · c7 black pawn · f7 black pawn · g7 black pawn · h7 black pawn · e6 black pawn · f6 black knight · d5 black pawn · d4 white pawn · e4 white pawn · a2 white pawn · b2 white pawn · c2 white pawn · d2 white knight · f2 white pawn · g2 white pawn · h2 white pawn · a1 white rook · c1 white bishop · d1 white queen · e1 white king · f1 white bishop · g1 white knight · h1 white rook | a8 black rook · b8 black knight · c8 black bishop · d8 black queen · e8 black king · f8 black bishop · h8 black rook · a7 black pawn · b7 black pawn · c7 black pawn · f7 black pawn · g7 black pawn · h7 black pawn · e6 black pawn · f6 black knight · d5 black pawn · d4 white pawn · e4 white pawn · a2 white pawn · b2 white pawn · c2 white pawn · d2 white knight · f2 white pawn · g2 white pawn · h2 white pawn · a1 white rook · c1 white bishop · d1 white queen · e1 white king · f1 white bishop · g1 white knight · h1 white rook | a8 black rook · b8 black knight · c8 black bishop · d8 black queen · e8 black king · f8 black bishop · h8 black rook · a7 black pawn · b7 black pawn · c7 black pawn · f7 black pawn · g7 black pawn · h7 black pawn · e6 black pawn · f6 black knight · d5 black pawn · d4 white pawn · e4 white pawn · a2 white pawn · b2 white pawn · c2 white pawn · d2 white knight · f2 white pawn · g2 white pawn · h2 white pawn · a1 white rook · c1 white bishop · d1 white queen · e1 white king · f1 white bishop · g1 white knight · h1 white rook | a8 black rook · b8 black knight · c8 black bishop · d8 black queen · e8 black king · f8 black bishop · h8 black rook · a7 black pawn · b7 black pawn · c7 black pawn · f7 black pawn · g7 black pawn · h7 black pawn · e6 black pawn · f6 black knight · d5 black pawn · d4 white pawn · e4 white pawn · a2 white pawn · b2 white pawn · c2 white pawn · d2 white knight · f2 white pawn · g2 white pawn · h2 white pawn · a1 white rook · c1 white bishop · d1 white queen · e1 white king · f1 white bishop · g1 white knight · h1 white rook | a8 black rook · b8 black knight · c8 black bishop · d8 black queen · e8 black king · f8 black bishop · h8 black rook · a7 black pawn · b7 black pawn · c7 black pawn · f7 black pawn · g7 black pawn · h7 black pawn · e6 black pawn · f6 black knight · d5 black pawn · d4 white pawn · e4 white pawn · a2 white pawn · b2 white pawn · c2 white pawn · d2 white knight · f2 white pawn · g2 white pawn · h2 white pawn · a1 white rook · c1 white bishop · d1 white queen · e1 white king · f1 white bishop · g1 white knight · h1 white rook | a8 black rook · b8 black knight · c8 black bishop · d8 black queen · e8 black king · f8 black bishop · h8 black rook · a7 black pawn · b7 black pawn · c7 black pawn · f7 black pawn · g7 black pawn · h7 black pawn · e6 black pawn · f6 black knight · d5 black pawn · d4 white pawn · e4 white pawn · a2 white pawn · b2 white pawn · c2 white pawn · d2 white knight · f2 white pawn · g2 white pawn · h2 white pawn · a1 white rook · c1 white bishop · d1 white queen · e1 white king · f1 white bishop · g1 white knight · h1 white rook | 4 |
| 3 | a8 black rook · b8 black knight · c8 black bishop · d8 black queen · e8 black king · f8 black bishop · h8 black rook · a7 black pawn · b7 black pawn · c7 black pawn · f7 black pawn · g7 black pawn · h7 black pawn · e6 black pawn · f6 black knight · d5 black pawn · d4 white pawn · e4 white pawn · a2 white pawn · b2 white pawn · c2 white pawn · d2 white knight · f2 white pawn · g2 white pawn · h2 white pawn · a1 white rook · c1 white bishop · d1 white queen · e1 white king · f1 white bishop · g1 white knight · h1 white rook | a8 black rook · b8 black knight · c8 black bishop · d8 black queen · e8 black king · f8 black bishop · h8 black rook · a7 black pawn · b7 black pawn · c7 black pawn · f7 black pawn · g7 black pawn · h7 black pawn · e6 black pawn · f6 black knight · d5 black pawn · d4 white pawn · e4 white pawn · a2 white pawn · b2 white pawn · c2 white pawn · d2 white knight · f2 white pawn · g2 white pawn · h2 white pawn · a1 white rook · c1 white bishop · d1 white queen · e1 white king · f1 white bishop · g1 white knight · h1 white rook | a8 black rook · b8 black knight · c8 black bishop · d8 black queen · e8 black king · f8 black bishop · h8 black rook · a7 black pawn · b7 black pawn · c7 black pawn · f7 black pawn · g7 black pawn · h7 black pawn · e6 black pawn · f6 black knight · d5 black pawn · d4 white pawn · e4 white pawn · a2 white pawn · b2 white pawn · c2 white pawn · d2 white knight · f2 white pawn · g2 white pawn · h2 white pawn · a1 white rook · c1 white bishop · d1 white queen · e1 white king · f1 white bishop · g1 white knight · h1 white rook | a8 black rook · b8 black knight · c8 black bishop · d8 black queen · e8 black king · f8 black bishop · h8 black rook · a7 black pawn · b7 black pawn · c7 black pawn · f7 black pawn · g7 black pawn · h7 black pawn · e6 black pawn · f6 black knight · d5 black pawn · d4 white pawn · e4 white pawn · a2 white pawn · b2 white pawn · c2 white pawn · d2 white knight · f2 white pawn · g2 white pawn · h2 white pawn · a1 white rook · c1 white bishop · d1 white queen · e1 white king · f1 white bishop · g1 white knight · h1 white rook | a8 black rook · b8 black knight · c8 black bishop · d8 black queen · e8 black king · f8 black bishop · h8 black rook · a7 black pawn · b7 black pawn · c7 black pawn · f7 black pawn · g7 black pawn · h7 black pawn · e6 black pawn · f6 black knight · d5 black pawn · d4 white pawn · e4 white pawn · a2 white pawn · b2 white pawn · c2 white pawn · d2 white knight · f2 white pawn · g2 white pawn · h2 white pawn · a1 white rook · c1 white bishop · d1 white queen · e1 white king · f1 white bishop · g1 white knight · h1 white rook | a8 black rook · b8 black knight · c8 black bishop · d8 black queen · e8 black king · f8 black bishop · h8 black rook · a7 black pawn · b7 black pawn · c7 black pawn · f7 black pawn · g7 black pawn · h7 black pawn · e6 black pawn · f6 black knight · d5 black pawn · d4 white pawn · e4 white pawn · a2 white pawn · b2 white pawn · c2 white pawn · d2 white knight · f2 white pawn · g2 white pawn · h2 white pawn · a1 white rook · c1 white bishop · d1 white queen · e1 white king · f1 white bishop · g1 white knight · h1 white rook | a8 black rook · b8 black knight · c8 black bishop · d8 black queen · e8 black king · f8 black bishop · h8 black rook · a7 black pawn · b7 black pawn · c7 black pawn · f7 black pawn · g7 black pawn · h7 black pawn · e6 black pawn · f6 black knight · d5 black pawn · d4 white pawn · e4 white pawn · a2 white pawn · b2 white pawn · c2 white pawn · d2 white knight · f2 white pawn · g2 white pawn · h2 white pawn · a1 white rook · c1 white bishop · d1 white queen · e1 white king · f1 white bishop · g1 white knight · h1 white rook | a8 black rook · b8 black knight · c8 black bishop · d8 black queen · e8 black king · f8 black bishop · h8 black rook · a7 black pawn · b7 black pawn · c7 black pawn · f7 black pawn · g7 black pawn · h7 black pawn · e6 black pawn · f6 black knight · d5 black pawn · d4 white pawn · e4 white pawn · a2 white pawn · b2 white pawn · c2 white pawn · d2 white knight · f2 white pawn · g2 white pawn · h2 white pawn · a1 white rook · c1 white bishop · d1 white queen · e1 white king · f1 white bishop · g1 white knight · h1 white rook | 3 |
| 2 | a8 black rook · b8 black knight · c8 black bishop · d8 black queen · e8 black king · f8 black bishop · h8 black rook · a7 black pawn · b7 black pawn · c7 black pawn · f7 black pawn · g7 black pawn · h7 black pawn · e6 black pawn · f6 black knight · d5 black pawn · d4 white pawn · e4 white pawn · a2 white pawn · b2 white pawn · c2 white pawn · d2 white knight · f2 white pawn · g2 white pawn · h2 white pawn · a1 white rook · c1 white bishop · d1 white queen · e1 white king · f1 white bishop · g1 white knight · h1 white rook | a8 black rook · b8 black knight · c8 black bishop · d8 black queen · e8 black king · f8 black bishop · h8 black rook · a7 black pawn · b7 black pawn · c7 black pawn · f7 black pawn · g7 black pawn · h7 black pawn · e6 black pawn · f6 black knight · d5 black pawn · d4 white pawn · e4 white pawn · a2 white pawn · b2 white pawn · c2 white pawn · d2 white knight · f2 white pawn · g2 white pawn · h2 white pawn · a1 white rook · c1 white bishop · d1 white queen · e1 white king · f1 white bishop · g1 white knight · h1 white rook | a8 black rook · b8 black knight · c8 black bishop · d8 black queen · e8 black king · f8 black bishop · h8 black rook · a7 black pawn · b7 black pawn · c7 black pawn · f7 black pawn · g7 black pawn · h7 black pawn · e6 black pawn · f6 black knight · d5 black pawn · d4 white pawn · e4 white pawn · a2 white pawn · b2 white pawn · c2 white pawn · d2 white knight · f2 white pawn · g2 white pawn · h2 white pawn · a1 white rook · c1 white bishop · d1 white queen · e1 white king · f1 white bishop · g1 white knight · h1 white rook | a8 black rook · b8 black knight · c8 black bishop · d8 black queen · e8 black king · f8 black bishop · h8 black rook · a7 black pawn · b7 black pawn · c7 black pawn · f7 black pawn · g7 black pawn · h7 black pawn · e6 black pawn · f6 black knight · d5 black pawn · d4 white pawn · e4 white pawn · a2 white pawn · b2 white pawn · c2 white pawn · d2 white knight · f2 white pawn · g2 white pawn · h2 white pawn · a1 white rook · c1 white bishop · d1 white queen · e1 white king · f1 white bishop · g1 white knight · h1 white rook | a8 black rook · b8 black knight · c8 black bishop · d8 black queen · e8 black king · f8 black bishop · h8 black rook · a7 black pawn · b7 black pawn · c7 black pawn · f7 black pawn · g7 black pawn · h7 black pawn · e6 black pawn · f6 black knight · d5 black pawn · d4 white pawn · e4 white pawn · a2 white pawn · b2 white pawn · c2 white pawn · d2 white knight · f2 white pawn · g2 white pawn · h2 white pawn · a1 white rook · c1 white bishop · d1 white queen · e1 white king · f1 white bishop · g1 white knight · h1 white rook | a8 black rook · b8 black knight · c8 black bishop · d8 black queen · e8 black king · f8 black bishop · h8 black rook · a7 black pawn · b7 black pawn · c7 black pawn · f7 black pawn · g7 black pawn · h7 black pawn · e6 black pawn · f6 black knight · d5 black pawn · d4 white pawn · e4 white pawn · a2 white pawn · b2 white pawn · c2 white pawn · d2 white knight · f2 white pawn · g2 white pawn · h2 white pawn · a1 white rook · c1 white bishop · d1 white queen · e1 white king · f1 white bishop · g1 white knight · h1 white rook | a8 black rook · b8 black knight · c8 black bishop · d8 black queen · e8 black king · f8 black bishop · h8 black rook · a7 black pawn · b7 black pawn · c7 black pawn · f7 black pawn · g7 black pawn · h7 black pawn · e6 black pawn · f6 black knight · d5 black pawn · d4 white pawn · e4 white pawn · a2 white pawn · b2 white pawn · c2 white pawn · d2 white knight · f2 white pawn · g2 white pawn · h2 white pawn · a1 white rook · c1 white bishop · d1 white queen · e1 white king · f1 white bishop · g1 white knight · h1 white rook | a8 black rook · b8 black knight · c8 black bishop · d8 black queen · e8 black king · f8 black bishop · h8 black rook · a7 black pawn · b7 black pawn · c7 black pawn · f7 black pawn · g7 black pawn · h7 black pawn · e6 black pawn · f6 black knight · d5 black pawn · d4 white pawn · e4 white pawn · a2 white pawn · b2 white pawn · c2 white pawn · d2 white knight · f2 white pawn · g2 white pawn · h2 white pawn · a1 white rook · c1 white bishop · d1 white queen · e1 white king · f1 white bishop · g1 white knight · h1 white rook | 2 |
| 1 | a8 black rook · b8 black knight · c8 black bishop · d8 black queen · e8 black king · f8 black bishop · h8 black rook · a7 black pawn · b7 black pawn · c7 black pawn · f7 black pawn · g7 black pawn · h7 black pawn · e6 black pawn · f6 black knight · d5 black pawn · d4 white pawn · e4 white pawn · a2 white pawn · b2 white pawn · c2 white pawn · d2 white knight · f2 white pawn · g2 white pawn · h2 white pawn · a1 white rook · c1 white bishop · d1 white queen · e1 white king · f1 white bishop · g1 white knight · h1 white rook | a8 black rook · b8 black knight · c8 black bishop · d8 black queen · e8 black king · f8 black bishop · h8 black rook · a7 black pawn · b7 black pawn · c7 black pawn · f7 black pawn · g7 black pawn · h7 black pawn · e6 black pawn · f6 black knight · d5 black pawn · d4 white pawn · e4 white pawn · a2 white pawn · b2 white pawn · c2 white pawn · d2 white knight · f2 white pawn · g2 white pawn · h2 white pawn · a1 white rook · c1 white bishop · d1 white queen · e1 white king · f1 white bishop · g1 white knight · h1 white rook | a8 black rook · b8 black knight · c8 black bishop · d8 black queen · e8 black king · f8 black bishop · h8 black rook · a7 black pawn · b7 black pawn · c7 black pawn · f7 black pawn · g7 black pawn · h7 black pawn · e6 black pawn · f6 black knight · d5 black pawn · d4 white pawn · e4 white pawn · a2 white pawn · b2 white pawn · c2 white pawn · d2 white knight · f2 white pawn · g2 white pawn · h2 white pawn · a1 white rook · c1 white bishop · d1 white queen · e1 white king · f1 white bishop · g1 white knight · h1 white rook | a8 black rook · b8 black knight · c8 black bishop · d8 black queen · e8 black king · f8 black bishop · h8 black rook · a7 black pawn · b7 black pawn · c7 black pawn · f7 black pawn · g7 black pawn · h7 black pawn · e6 black pawn · f6 black knight · d5 black pawn · d4 white pawn · e4 white pawn · a2 white pawn · b2 white pawn · c2 white pawn · d2 white knight · f2 white pawn · g2 white pawn · h2 white pawn · a1 white rook · c1 white bishop · d1 white queen · e1 white king · f1 white bishop · g1 white knight · h1 white rook | a8 black rook · b8 black knight · c8 black bishop · d8 black queen · e8 black king · f8 black bishop · h8 black rook · a7 black pawn · b7 black pawn · c7 black pawn · f7 black pawn · g7 black pawn · h7 black pawn · e6 black pawn · f6 black knight · d5 black pawn · d4 white pawn · e4 white pawn · a2 white pawn · b2 white pawn · c2 white pawn · d2 white knight · f2 white pawn · g2 white pawn · h2 white pawn · a1 white rook · c1 white bishop · d1 white queen · e1 white king · f1 white bishop · g1 white knight · h1 white rook | a8 black rook · b8 black knight · c8 black bishop · d8 black queen · e8 black king · f8 black bishop · h8 black rook · a7 black pawn · b7 black pawn · c7 black pawn · f7 black pawn · g7 black pawn · h7 black pawn · e6 black pawn · f6 black knight · d5 black pawn · d4 white pawn · e4 white pawn · a2 white pawn · b2 white pawn · c2 white pawn · d2 white knight · f2 white pawn · g2 white pawn · h2 white pawn · a1 white rook · c1 white bishop · d1 white queen · e1 white king · f1 white bishop · g1 white knight · h1 white rook | a8 black rook · b8 black knight · c8 black bishop · d8 black queen · e8 black king · f8 black bishop · h8 black rook · a7 black pawn · b7 black pawn · c7 black pawn · f7 black pawn · g7 black pawn · h7 black pawn · e6 black pawn · f6 black knight · d5 black pawn · d4 white pawn · e4 white pawn · a2 white pawn · b2 white pawn · c2 white pawn · d2 white knight · f2 white pawn · g2 white pawn · h2 white pawn · a1 white rook · c1 white bishop · d1 white queen · e1 white king · f1 white bishop · g1 white knight · h1 white rook | a8 black rook · b8 black knight · c8 black bishop · d8 black queen · e8 black king · f8 black bishop · h8 black rook · a7 black pawn · b7 black pawn · c7 black pawn · f7 black pawn · g7 black pawn · h7 black pawn · e6 black pawn · f6 black knight · d5 black pawn · d4 white pawn · e4 white pawn · a2 white pawn · b2 white pawn · c2 white pawn · d2 white knight · f2 white pawn · g2 white pawn · h2 white pawn · a1 white rook · c1 white bishop · d1 white queen · e1 white king · f1 white bishop · g1 white knight · h1 white rook | 1 |
|   | a | b | c | d | e | f | g | h |   |

Phương án Tarrasch được đặt theo tên của Siegbert Tarrasch. Cách chơi này trở nên đặc biệt phổ biến trong giai đoạn thập niên 1970 và đầu thập niên 1980 khi mà Anatoly Karpov đã sử dụng nó và mang lại hiệu quả lớn. Dù là không tích cực bằng 3.Mc3, tuy nhiên nước đi này vẫn được chơi bởi những kỳ thủ hàng đầu nhằm tìm kiếm một lợi thế nhỏ, an toàn.
Cũng giống như 3.Mc3, 3.Md2 bảo vệ được ô e4, tuy nhiên có vài điểm khác biệt chủ chốt: nước đi này không chặn đường tiến của Tốt c, điều đó có nghĩa Trắng có thể chơi c3 vào một lúc nào đó để hỗ trợ cho Tốt d4. Do vậy, Trắng có thể tránh, ví dụ như phương án Winawer, 3...Tb4 vì họ đã sẵn sàng chơi 4.c3. Tuy nhiên mặt khác, phát triển Mã lên d2 là vị trí được cho là kém tích cực hơn c3; thêm vào đó, nước đi này còn phong tỏa Tượng ô đen của Trắng, vì thế nên họ thường phải mất thêm nước (mất temp) để chuyển Mã ra khỏi ô d2 đến một vị trí khác trước khi phát triển Tượng.
- 3... c5 4. exd5 và giờ Đen có hai cách để ăn lại Tốt:
  - 4... exd5, đây là hình thế xuất hiện trong nhiều ván đấu cũ giữa Karpov–Korchnoi, bao gồm 7 ván trong trận đấu năm 1974, nó thường dẫn đến việc Đen sẽ có một quân Tốt d cô lập. Diễn biến chính tiếp tục: 5. Mgf3 Mc6 6. Tb5 Td6 7. 0-0 Mge7 8. dxc5 Txc5 9. Mb3 Tb6, với thế trận lúc này, nếu Trắng có thể trung hòa hoạt động của các quân Đen trong trung cuộc, họ sẽ có được lợi thế nhỏ trong tàn cuộc. Một khả năng khác cho Trắng là 5.Tb5+ Td7 (5...Mc6 cũng có thể) 6.He2+ Te7 7.dxc5 nhằm đánh đổi Tượng và gây thêm khó khăn cho Đen trong việc giành lại Tốt.
  - 4... Hxd5 là một sự lựa chọn thay thế quan trọng cho Đen; ý đồ là đổi Tốt c và d của mình lấy Tốt d và e của đối thủ, qua đó hơn được Tốt trong trung tâm. Cách này tuy mang lại một lợi thế nhỏ trong cấu trúc quân, nhưng sẽ cho Trắng thêm thời gian phát triển bằng cách tấn công Hậu. Sự tương tác qua lại giữa các ưu thế tĩnh và năng động là lý do khiến phương án này trở nên phổ biến trong thập niên đầu của thế kỷ 20. Diễn biến tiếp theo thường sẽ là 5. Mgf3 cxd4 6. Tc4 Hd6 7. 0-0 Mf6 (ngăn nước 8.Me4) 8. Mb3 Mc6 9. Mbxd4 Mxd4, và giờ đây Trắng có thể đứng trong trung cuộc với 10.Mxd4 hoặc đề nghị đổi Hậu với 10.Hxd4; ngày nay, sự lựa chọn thứ nhất là phổ biến hơn nhiều.
- 3... Mf6. Trong khi mục đích của 3...c5 là mở cờ trong trung tâm, thì 3... Mf6 lại là ngược lại, nhắm đến một thế trận kín. Sau khi 4. e5 Mfd7 5. Td3 c5 6. c3 Mc6 (6...b6, dự định tiếp theo là...Ta6 nhằm tránh khỏi việc có một quân Tượng xấu (Tượng ô trắng), ý tưởng định kỳ trong phòng thủ Pháp) 7. Me2 (để dành ô f3 cho Mã cánh Hậu) 7... cxd4 8. cxd4 f6 9. exf6 Mxf6 10. Mf3 Td6, Đen có các quân tự do hoạt động với cái giá phải trả là một quân Tốt lạc hậu ở e6. Trắng cũng có thể chọn cách bảo tồn quân Tốt ở e5 với 4. e5 Mfd7 5. c3 c5 6. f4 Mc6 7. Mdf3, nhưng như thế họ sẽ chậm phát triển hơn, và Đen có khả năng giành lấy những cơ hội tích cực nếu họ có thể mở cờ.
- 3... Mc6 được biết đến với tên gọi Phương án Guimard. Sau các nước 4.Mgf3 Mf6 5.e5 Md7 Đen sẽ đòi đổi Tốt e của Trắng bằng...f6 ở nước tiếp theo. Tuy nhiên, Đen sẽ không gây thêm được bất kỳ áp lực nào lên ô d4 vì họ không thể chơi...c5, cho nên Trắng phải duy trì ưu thế nhỏ bằng 6.Te2 hoặc 6 Mb3.
- 3... Te7 được gọi là Phương án Morozevich,[4] một phương án hợp thời thượng trong top những kỳ thủ hàng đầu những năm gần đây. Nước đi trông có vẻ cũ này nhằm chứng minh tất cả những nước tiếp theo của Trắng bây giờ đều có nhược điểm; ví dụ như 4.Mgf3 Mf6 5.e5 Mfd7, Trắng không thể chơi f4; hay như 4.Td3 c5 5.dxc5 Mf6 và 4.e5 c5 5. Hg4 Vf8!? dẫn đến những biến phức tạp, khó nhìn. Nước 3...h6?! với những lý do tương tự đã thu hút được một số kỳ thủ ưa mạo hiểm trong những năm gần đây, như là Đại kiện tướng Alexander Morozevich.
- Một diễn biến hiếm gặp khác là 3... a6, đã từng có đôi chút phổ biến trong thập niên 1970. Cũng giống như 3...Te7, ý đồ là chơi một nước chờ đợi để xem dự định của đối thủ trước khi đề ra một kế hoạch cho mình. Ngoài ra, nước 3...a6 cũng giúp kiểm soát ô b5, điều này thường hữu dụng cho Đen trong hầu hết những diễn biến của phòng thủ Pháp vì, một ví dụ là Trắng sẽ không còn lựa chọn chơi nước Tb5.

### Phương án đổi: 3.exd5 exd5
|   | a | b | c | d | e | f | g | h |   |
| 8 | a8 black rook · b8 black knight · c8 black bishop · d8 black queen · e8 black king · f8 black bishop · g8 black knight · h8 black rook · a7 black pawn · b7 black pawn · c7 black pawn · f7 black pawn · g7 black pawn · h7 black pawn · d5 black pawn · d4 white pawn · a2 white pawn · b2 white pawn · c2 white pawn · f2 white pawn · g2 white pawn · h2 white pawn · a1 white rook · b1 white knight · c1 white bishop · d1 white queen · e1 white king · f1 white bishop · g1 white knight · h1 white rook | a8 black rook · b8 black knight · c8 black bishop · d8 black queen · e8 black king · f8 black bishop · g8 black knight · h8 black rook · a7 black pawn · b7 black pawn · c7 black pawn · f7 black pawn · g7 black pawn · h7 black pawn · d5 black pawn · d4 white pawn · a2 white pawn · b2 white pawn · c2 white pawn · f2 white pawn · g2 white pawn · h2 white pawn · a1 white rook · b1 white knight · c1 white bishop · d1 white queen · e1 white king · f1 white bishop · g1 white knight · h1 white rook | a8 black rook · b8 black knight · c8 black bishop · d8 black queen · e8 black king · f8 black bishop · g8 black knight · h8 black rook · a7 black pawn · b7 black pawn · c7 black pawn · f7 black pawn · g7 black pawn · h7 black pawn · d5 black pawn · d4 white pawn · a2 white pawn · b2 white pawn · c2 white pawn · f2 white pawn · g2 white pawn · h2 white pawn · a1 white rook · b1 white knight · c1 white bishop · d1 white queen · e1 white king · f1 white bishop · g1 white knight · h1 white rook | a8 black rook · b8 black knight · c8 black bishop · d8 black queen · e8 black king · f8 black bishop · g8 black knight · h8 black rook · a7 black pawn · b7 black pawn · c7 black pawn · f7 black pawn · g7 black pawn · h7 black pawn · d5 black pawn · d4 white pawn · a2 white pawn · b2 white pawn · c2 white pawn · f2 white pawn · g2 white pawn · h2 white pawn · a1 white rook · b1 white knight · c1 white bishop · d1 white queen · e1 white king · f1 white bishop · g1 white knight · h1 white rook | a8 black rook · b8 black knight · c8 black bishop · d8 black queen · e8 black king · f8 black bishop · g8 black knight · h8 black rook · a7 black pawn · b7 black pawn · c7 black pawn · f7 black pawn · g7 black pawn · h7 black pawn · d5 black pawn · d4 white pawn · a2 white pawn · b2 white pawn · c2 white pawn · f2 white pawn · g2 white pawn · h2 white pawn · a1 white rook · b1 white knight · c1 white bishop · d1 white queen · e1 white king · f1 white bishop · g1 white knight · h1 white rook | a8 black rook · b8 black knight · c8 black bishop · d8 black queen · e8 black king · f8 black bishop · g8 black knight · h8 black rook · a7 black pawn · b7 black pawn · c7 black pawn · f7 black pawn · g7 black pawn · h7 black pawn · d5 black pawn · d4 white pawn · a2 white pawn · b2 white pawn · c2 white pawn · f2 white pawn · g2 white pawn · h2 white pawn · a1 white rook · b1 white knight · c1 white bishop · d1 white queen · e1 white king · f1 white bishop · g1 white knight · h1 white rook | a8 black rook · b8 black knight · c8 black bishop · d8 black queen · e8 black king · f8 black bishop · g8 black knight · h8 black rook · a7 black pawn · b7 black pawn · c7 black pawn · f7 black pawn · g7 black pawn · h7 black pawn · d5 black pawn · d4 white pawn · a2 white pawn · b2 white pawn · c2 white pawn · f2 white pawn · g2 white pawn · h2 white pawn · a1 white rook · b1 white knight · c1 white bishop · d1 white queen · e1 white king · f1 white bishop · g1 white knight · h1 white rook | a8 black rook · b8 black knight · c8 black bishop · d8 black queen · e8 black king · f8 black bishop · g8 black knight · h8 black rook · a7 black pawn · b7 black pawn · c7 black pawn · f7 black pawn · g7 black pawn · h7 black pawn · d5 black pawn · d4 white pawn · a2 white pawn · b2 white pawn · c2 white pawn · f2 white pawn · g2 white pawn · h2 white pawn · a1 white rook · b1 white knight · c1 white bishop · d1 white queen · e1 white king · f1 white bishop · g1 white knight · h1 white rook | 8 |
| 7 | a8 black rook · b8 black knight · c8 black bishop · d8 black queen · e8 black king · f8 black bishop · g8 black knight · h8 black rook · a7 black pawn · b7 black pawn · c7 black pawn · f7 black pawn · g7 black pawn · h7 black pawn · d5 black pawn · d4 white pawn · a2 white pawn · b2 white pawn · c2 white pawn · f2 white pawn · g2 white pawn · h2 white pawn · a1 white rook · b1 white knight · c1 white bishop · d1 white queen · e1 white king · f1 white bishop · g1 white knight · h1 white rook | a8 black rook · b8 black knight · c8 black bishop · d8 black queen · e8 black king · f8 black bishop · g8 black knight · h8 black rook · a7 black pawn · b7 black pawn · c7 black pawn · f7 black pawn · g7 black pawn · h7 black pawn · d5 black pawn · d4 white pawn · a2 white pawn · b2 white pawn · c2 white pawn · f2 white pawn · g2 white pawn · h2 white pawn · a1 white rook · b1 white knight · c1 white bishop · d1 white queen · e1 white king · f1 white bishop · g1 white knight · h1 white rook | a8 black rook · b8 black knight · c8 black bishop · d8 black queen · e8 black king · f8 black bishop · g8 black knight · h8 black rook · a7 black pawn · b7 black pawn · c7 black pawn · f7 black pawn · g7 black pawn · h7 black pawn · d5 black pawn · d4 white pawn · a2 white pawn · b2 white pawn · c2 white pawn · f2 white pawn · g2 white pawn · h2 white pawn · a1 white rook · b1 white knight · c1 white bishop · d1 white queen · e1 white king · f1 white bishop · g1 white knight · h1 white rook | a8 black rook · b8 black knight · c8 black bishop · d8 black queen · e8 black king · f8 black bishop · g8 black knight · h8 black rook · a7 black pawn · b7 black pawn · c7 black pawn · f7 black pawn · g7 black pawn · h7 black pawn · d5 black pawn · d4 white pawn · a2 white pawn · b2 white pawn · c2 white pawn · f2 white pawn · g2 white pawn · h2 white pawn · a1 white rook · b1 white knight · c1 white bishop · d1 white queen · e1 white king · f1 white bishop · g1 white knight · h1 white rook | a8 black rook · b8 black knight · c8 black bishop · d8 black queen · e8 black king · f8 black bishop · g8 black knight · h8 black rook · a7 black pawn · b7 black pawn · c7 black pawn · f7 black pawn · g7 black pawn · h7 black pawn · d5 black pawn · d4 white pawn · a2 white pawn · b2 white pawn · c2 white pawn · f2 white pawn · g2 white pawn · h2 white pawn · a1 white rook · b1 white knight · c1 white bishop · d1 white queen · e1 white king · f1 white bishop · g1 white knight · h1 white rook | a8 black rook · b8 black knight · c8 black bishop · d8 black queen · e8 black king · f8 black bishop · g8 black knight · h8 black rook · a7 black pawn · b7 black pawn · c7 black pawn · f7 black pawn · g7 black pawn · h7 black pawn · d5 black pawn · d4 white pawn · a2 white pawn · b2 white pawn · c2 white pawn · f2 white pawn · g2 white pawn · h2 white pawn · a1 white rook · b1 white knight · c1 white bishop · d1 white queen · e1 white king · f1 white bishop · g1 white knight · h1 white rook | a8 black rook · b8 black knight · c8 black bishop · d8 black queen · e8 black king · f8 black bishop · g8 black knight · h8 black rook · a7 black pawn · b7 black pawn · c7 black pawn · f7 black pawn · g7 black pawn · h7 black pawn · d5 black pawn · d4 white pawn · a2 white pawn · b2 white pawn · c2 white pawn · f2 white pawn · g2 white pawn · h2 white pawn · a1 white rook · b1 white knight · c1 white bishop · d1 white queen · e1 white king · f1 white bishop · g1 white knight · h1 white rook | a8 black rook · b8 black knight · c8 black bishop · d8 black queen · e8 black king · f8 black bishop · g8 black knight · h8 black rook · a7 black pawn · b7 black pawn · c7 black pawn · f7 black pawn · g7 black pawn · h7 black pawn · d5 black pawn · d4 white pawn · a2 white pawn · b2 white pawn · c2 white pawn · f2 white pawn · g2 white pawn · h2 white pawn · a1 white rook · b1 white knight · c1 white bishop · d1 white queen · e1 white king · f1 white bishop · g1 white knight · h1 white rook | 7 |
| 6 | a8 black rook · b8 black knight · c8 black bishop · d8 black queen · e8 black king · f8 black bishop · g8 black knight · h8 black rook · a7 black pawn · b7 black pawn · c7 black pawn · f7 black pawn · g7 black pawn · h7 black pawn · d5 black pawn · d4 white pawn · a2 white pawn · b2 white pawn · c2 white pawn · f2 white pawn · g2 white pawn · h2 white pawn · a1 white rook · b1 white knight · c1 white bishop · d1 white queen · e1 white king · f1 white bishop · g1 white knight · h1 white rook | a8 black rook · b8 black knight · c8 black bishop · d8 black queen · e8 black king · f8 black bishop · g8 black knight · h8 black rook · a7 black pawn · b7 black pawn · c7 black pawn · f7 black pawn · g7 black pawn · h7 black pawn · d5 black pawn · d4 white pawn · a2 white pawn · b2 white pawn · c2 white pawn · f2 white pawn · g2 white pawn · h2 white pawn · a1 white rook · b1 white knight · c1 white bishop · d1 white queen · e1 white king · f1 white bishop · g1 white knight · h1 white rook | a8 black rook · b8 black knight · c8 black bishop · d8 black queen · e8 black king · f8 black bishop · g8 black knight · h8 black rook · a7 black pawn · b7 black pawn · c7 black pawn · f7 black pawn · g7 black pawn · h7 black pawn · d5 black pawn · d4 white pawn · a2 white pawn · b2 white pawn · c2 white pawn · f2 white pawn · g2 white pawn · h2 white pawn · a1 white rook · b1 white knight · c1 white bishop · d1 white queen · e1 white king · f1 white bishop · g1 white knight · h1 white rook | a8 black rook · b8 black knight · c8 black bishop · d8 black queen · e8 black king · f8 black bishop · g8 black knight · h8 black rook · a7 black pawn · b7 black pawn · c7 black pawn · f7 black pawn · g7 black pawn · h7 black pawn · d5 black pawn · d4 white pawn · a2 white pawn · b2 white pawn · c2 white pawn · f2 white pawn · g2 white pawn · h2 white pawn · a1 white rook · b1 white knight · c1 white bishop · d1 white queen · e1 white king · f1 white bishop · g1 white knight · h1 white rook | a8 black rook · b8 black knight · c8 black bishop · d8 black queen · e8 black king · f8 black bishop · g8 black knight · h8 black rook · a7 black pawn · b7 black pawn · c7 black pawn · f7 black pawn · g7 black pawn · h7 black pawn · d5 black pawn · d4 white pawn · a2 white pawn · b2 white pawn · c2 white pawn · f2 white pawn · g2 white pawn · h2 white pawn · a1 white rook · b1 white knight · c1 white bishop · d1 white queen · e1 white king · f1 white bishop · g1 white knight · h1 white rook | a8 black rook · b8 black knight · c8 black bishop · d8 black queen · e8 black king · f8 black bishop · g8 black knight · h8 black rook · a7 black pawn · b7 black pawn · c7 black pawn · f7 black pawn · g7 black pawn · h7 black pawn · d5 black pawn · d4 white pawn · a2 white pawn · b2 white pawn · c2 white pawn · f2 white pawn · g2 white pawn · h2 white pawn · a1 white rook · b1 white knight · c1 white bishop · d1 white queen · e1 white king · f1 white bishop · g1 white knight · h1 white rook | a8 black rook · b8 black knight · c8 black bishop · d8 black queen · e8 black king · f8 black bishop · g8 black knight · h8 black rook · a7 black pawn · b7 black pawn · c7 black pawn · f7 black pawn · g7 black pawn · h7 black pawn · d5 black pawn · d4 white pawn · a2 white pawn · b2 white pawn · c2 white pawn · f2 white pawn · g2 white pawn · h2 white pawn · a1 white rook · b1 white knight · c1 white bishop · d1 white queen · e1 white king · f1 white bishop · g1 white knight · h1 white rook | a8 black rook · b8 black knight · c8 black bishop · d8 black queen · e8 black king · f8 black bishop · g8 black knight · h8 black rook · a7 black pawn · b7 black pawn · c7 black pawn · f7 black pawn · g7 black pawn · h7 black pawn · d5 black pawn · d4 white pawn · a2 white pawn · b2 white pawn · c2 white pawn · f2 white pawn · g2 white pawn · h2 white pawn · a1 white rook · b1 white knight · c1 white bishop · d1 white queen · e1 white king · f1 white bishop · g1 white knight · h1 white rook | 6 |
| 5 | a8 black rook · b8 black knight · c8 black bishop · d8 black queen · e8 black king · f8 black bishop · g8 black knight · h8 black rook · a7 black pawn · b7 black pawn · c7 black pawn · f7 black pawn · g7 black pawn · h7 black pawn · d5 black pawn · d4 white pawn · a2 white pawn · b2 white pawn · c2 white pawn · f2 white pawn · g2 white pawn · h2 white pawn · a1 white rook · b1 white knight · c1 white bishop · d1 white queen · e1 white king · f1 white bishop · g1 white knight · h1 white rook | a8 black rook · b8 black knight · c8 black bishop · d8 black queen · e8 black king · f8 black bishop · g8 black knight · h8 black rook · a7 black pawn · b7 black pawn · c7 black pawn · f7 black pawn · g7 black pawn · h7 black pawn · d5 black pawn · d4 white pawn · a2 white pawn · b2 white pawn · c2 white pawn · f2 white pawn · g2 white pawn · h2 white pawn · a1 white rook · b1 white knight · c1 white bishop · d1 white queen · e1 white king · f1 white bishop · g1 white knight · h1 white rook | a8 black rook · b8 black knight · c8 black bishop · d8 black queen · e8 black king · f8 black bishop · g8 black knight · h8 black rook · a7 black pawn · b7 black pawn · c7 black pawn · f7 black pawn · g7 black pawn · h7 black pawn · d5 black pawn · d4 white pawn · a2 white pawn · b2 white pawn · c2 white pawn · f2 white pawn · g2 white pawn · h2 white pawn · a1 white rook · b1 white knight · c1 white bishop · d1 white queen · e1 white king · f1 white bishop · g1 white knight · h1 white rook | a8 black rook · b8 black knight · c8 black bishop · d8 black queen · e8 black king · f8 black bishop · g8 black knight · h8 black rook · a7 black pawn · b7 black pawn · c7 black pawn · f7 black pawn · g7 black pawn · h7 black pawn · d5 black pawn · d4 white pawn · a2 white pawn · b2 white pawn · c2 white pawn · f2 white pawn · g2 white pawn · h2 white pawn · a1 white rook · b1 white knight · c1 white bishop · d1 white queen · e1 white king · f1 white bishop · g1 white knight · h1 white rook | a8 black rook · b8 black knight · c8 black bishop · d8 black queen · e8 black king · f8 black bishop · g8 black knight · h8 black rook · a7 black pawn · b7 black pawn · c7 black pawn · f7 black pawn · g7 black pawn · h7 black pawn · d5 black pawn · d4 white pawn · a2 white pawn · b2 white pawn · c2 white pawn · f2 white pawn · g2 white pawn · h2 white pawn · a1 white rook · b1 white knight · c1 white bishop · d1 white queen · e1 white king · f1 white bishop · g1 white knight · h1 white rook | a8 black rook · b8 black knight · c8 black bishop · d8 black queen · e8 black king · f8 black bishop · g8 black knight · h8 black rook · a7 black pawn · b7 black pawn · c7 black pawn · f7 black pawn · g7 black pawn · h7 black pawn · d5 black pawn · d4 white pawn · a2 white pawn · b2 white pawn · c2 white pawn · f2 white pawn · g2 white pawn · h2 white pawn · a1 white rook · b1 white knight · c1 white bishop · d1 white queen · e1 white king · f1 white bishop · g1 white knight · h1 white rook | a8 black rook · b8 black knight · c8 black bishop · d8 black queen · e8 black king · f8 black bishop · g8 black knight · h8 black rook · a7 black pawn · b7 black pawn · c7 black pawn · f7 black pawn · g7 black pawn · h7 black pawn · d5 black pawn · d4 white pawn · a2 white pawn · b2 white pawn · c2 white pawn · f2 white pawn · g2 white pawn · h2 white pawn · a1 white rook · b1 white knight · c1 white bishop · d1 white queen · e1 white king · f1 white bishop · g1 white knight · h1 white rook | a8 black rook · b8 black knight · c8 black bishop · d8 black queen · e8 black king · f8 black bishop · g8 black knight · h8 black rook · a7 black pawn · b7 black pawn · c7 black pawn · f7 black pawn · g7 black pawn · h7 black pawn · d5 black pawn · d4 white pawn · a2 white pawn · b2 white pawn · c2 white pawn · f2 white pawn · g2 white pawn · h2 white pawn · a1 white rook · b1 white knight · c1 white bishop · d1 white queen · e1 white king · f1 white bishop · g1 white knight · h1 white rook | 5 |
| 4 | a8 black rook · b8 black knight · c8 black bishop · d8 black queen · e8 black king · f8 black bishop · g8 black knight · h8 black rook · a7 black pawn · b7 black pawn · c7 black pawn · f7 black pawn · g7 black pawn · h7 black pawn · d5 black pawn · d4 white pawn · a2 white pawn · b2 white pawn · c2 white pawn · f2 white pawn · g2 white pawn · h2 white pawn · a1 white rook · b1 white knight · c1 white bishop · d1 white queen · e1 white king · f1 white bishop · g1 white knight · h1 white rook | a8 black rook · b8 black knight · c8 black bishop · d8 black queen · e8 black king · f8 black bishop · g8 black knight · h8 black rook · a7 black pawn · b7 black pawn · c7 black pawn · f7 black pawn · g7 black pawn · h7 black pawn · d5 black pawn · d4 white pawn · a2 white pawn · b2 white pawn · c2 white pawn · f2 white pawn · g2 white pawn · h2 white pawn · a1 white rook · b1 white knight · c1 white bishop · d1 white queen · e1 white king · f1 white bishop · g1 white knight · h1 white rook | a8 black rook · b8 black knight · c8 black bishop · d8 black queen · e8 black king · f8 black bishop · g8 black knight · h8 black rook · a7 black pawn · b7 black pawn · c7 black pawn · f7 black pawn · g7 black pawn · h7 black pawn · d5 black pawn · d4 white pawn · a2 white pawn · b2 white pawn · c2 white pawn · f2 white pawn · g2 white pawn · h2 white pawn · a1 white rook · b1 white knight · c1 white bishop · d1 white queen · e1 white king · f1 white bishop · g1 white knight · h1 white rook | a8 black rook · b8 black knight · c8 black bishop · d8 black queen · e8 black king · f8 black bishop · g8 black knight · h8 black rook · a7 black pawn · b7 black pawn · c7 black pawn · f7 black pawn · g7 black pawn · h7 black pawn · d5 black pawn · d4 white pawn · a2 white pawn · b2 white pawn · c2 white pawn · f2 white pawn · g2 white pawn · h2 white pawn · a1 white rook · b1 white knight · c1 white bishop · d1 white queen · e1 white king · f1 white bishop · g1 white knight · h1 white rook | a8 black rook · b8 black knight · c8 black bishop · d8 black queen · e8 black king · f8 black bishop · g8 black knight · h8 black rook · a7 black pawn · b7 black pawn · c7 black pawn · f7 black pawn · g7 black pawn · h7 black pawn · d5 black pawn · d4 white pawn · a2 white pawn · b2 white pawn · c2 white pawn · f2 white pawn · g2 white pawn · h2 white pawn · a1 white rook · b1 white knight · c1 white bishop · d1 white queen · e1 white king · f1 white bishop · g1 white knight · h1 white rook | a8 black rook · b8 black knight · c8 black bishop · d8 black queen · e8 black king · f8 black bishop · g8 black knight · h8 black rook · a7 black pawn · b7 black pawn · c7 black pawn · f7 black pawn · g7 black pawn · h7 black pawn · d5 black pawn · d4 white pawn · a2 white pawn · b2 white pawn · c2 white pawn · f2 white pawn · g2 white pawn · h2 white pawn · a1 white rook · b1 white knight · c1 white bishop · d1 white queen · e1 white king · f1 white bishop · g1 white knight · h1 white rook | a8 black rook · b8 black knight · c8 black bishop · d8 black queen · e8 black king · f8 black bishop · g8 black knight · h8 black rook · a7 black pawn · b7 black pawn · c7 black pawn · f7 black pawn · g7 black pawn · h7 black pawn · d5 black pawn · d4 white pawn · a2 white pawn · b2 white pawn · c2 white pawn · f2 white pawn · g2 white pawn · h2 white pawn · a1 white rook · b1 white knight · c1 white bishop · d1 white queen · e1 white king · f1 white bishop · g1 white knight · h1 white rook | a8 black rook · b8 black knight · c8 black bishop · d8 black queen · e8 black king · f8 black bishop · g8 black knight · h8 black rook · a7 black pawn · b7 black pawn · c7 black pawn · f7 black pawn · g7 black pawn · h7 black pawn · d5 black pawn · d4 white pawn · a2 white pawn · b2 white pawn · c2 white pawn · f2 white pawn · g2 white pawn · h2 white pawn · a1 white rook · b1 white knight · c1 white bishop · d1 white queen · e1 white king · f1 white bishop · g1 white knight · h1 white rook | 4 |
| 3 | a8 black rook · b8 black knight · c8 black bishop · d8 black queen · e8 black king · f8 black bishop · g8 black knight · h8 black rook · a7 black pawn · b7 black pawn · c7 black pawn · f7 black pawn · g7 black pawn · h7 black pawn · d5 black pawn · d4 white pawn · a2 white pawn · b2 white pawn · c2 white pawn · f2 white pawn · g2 white pawn · h2 white pawn · a1 white rook · b1 white knight · c1 white bishop · d1 white queen · e1 white king · f1 white bishop · g1 white knight · h1 white rook | a8 black rook · b8 black knight · c8 black bishop · d8 black queen · e8 black king · f8 black bishop · g8 black knight · h8 black rook · a7 black pawn · b7 black pawn · c7 black pawn · f7 black pawn · g7 black pawn · h7 black pawn · d5 black pawn · d4 white pawn · a2 white pawn · b2 white pawn · c2 white pawn · f2 white pawn · g2 white pawn · h2 white pawn · a1 white rook · b1 white knight · c1 white bishop · d1 white queen · e1 white king · f1 white bishop · g1 white knight · h1 white rook | a8 black rook · b8 black knight · c8 black bishop · d8 black queen · e8 black king · f8 black bishop · g8 black knight · h8 black rook · a7 black pawn · b7 black pawn · c7 black pawn · f7 black pawn · g7 black pawn · h7 black pawn · d5 black pawn · d4 white pawn · a2 white pawn · b2 white pawn · c2 white pawn · f2 white pawn · g2 white pawn · h2 white pawn · a1 white rook · b1 white knight · c1 white bishop · d1 white queen · e1 white king · f1 white bishop · g1 white knight · h1 white rook | a8 black rook · b8 black knight · c8 black bishop · d8 black queen · e8 black king · f8 black bishop · g8 black knight · h8 black rook · a7 black pawn · b7 black pawn · c7 black pawn · f7 black pawn · g7 black pawn · h7 black pawn · d5 black pawn · d4 white pawn · a2 white pawn · b2 white pawn · c2 white pawn · f2 white pawn · g2 white pawn · h2 white pawn · a1 white rook · b1 white knight · c1 white bishop · d1 white queen · e1 white king · f1 white bishop · g1 white knight · h1 white rook | a8 black rook · b8 black knight · c8 black bishop · d8 black queen · e8 black king · f8 black bishop · g8 black knight · h8 black rook · a7 black pawn · b7 black pawn · c7 black pawn · f7 black pawn · g7 black pawn · h7 black pawn · d5 black pawn · d4 white pawn · a2 white pawn · b2 white pawn · c2 white pawn · f2 white pawn · g2 white pawn · h2 white pawn · a1 white rook · b1 white knight · c1 white bishop · d1 white queen · e1 white king · f1 white bishop · g1 white knight · h1 white rook | a8 black rook · b8 black knight · c8 black bishop · d8 black queen · e8 black king · f8 black bishop · g8 black knight · h8 black rook · a7 black pawn · b7 black pawn · c7 black pawn · f7 black pawn · g7 black pawn · h7 black pawn · d5 black pawn · d4 white pawn · a2 white pawn · b2 white pawn · c2 white pawn · f2 white pawn · g2 white pawn · h2 white pawn · a1 white rook · b1 white knight · c1 white bishop · d1 white queen · e1 white king · f1 white bishop · g1 white knight · h1 white rook | a8 black rook · b8 black knight · c8 black bishop · d8 black queen · e8 black king · f8 black bishop · g8 black knight · h8 black rook · a7 black pawn · b7 black pawn · c7 black pawn · f7 black pawn · g7 black pawn · h7 black pawn · d5 black pawn · d4 white pawn · a2 white pawn · b2 white pawn · c2 white pawn · f2 white pawn · g2 white pawn · h2 white pawn · a1 white rook · b1 white knight · c1 white bishop · d1 white queen · e1 white king · f1 white bishop · g1 white knight · h1 white rook | a8 black rook · b8 black knight · c8 black bishop · d8 black queen · e8 black king · f8 black bishop · g8 black knight · h8 black rook · a7 black pawn · b7 black pawn · c7 black pawn · f7 black pawn · g7 black pawn · h7 black pawn · d5 black pawn · d4 white pawn · a2 white pawn · b2 white pawn · c2 white pawn · f2 white pawn · g2 white pawn · h2 white pawn · a1 white rook · b1 white knight · c1 white bishop · d1 white queen · e1 white king · f1 white bishop · g1 white knight · h1 white rook | 3 |
| 2 | a8 black rook · b8 black knight · c8 black bishop · d8 black queen · e8 black king · f8 black bishop · g8 black knight · h8 black rook · a7 black pawn · b7 black pawn · c7 black pawn · f7 black pawn · g7 black pawn · h7 black pawn · d5 black pawn · d4 white pawn · a2 white pawn · b2 white pawn · c2 white pawn · f2 white pawn · g2 white pawn · h2 white pawn · a1 white rook · b1 white knight · c1 white bishop · d1 white queen · e1 white king · f1 white bishop · g1 white knight · h1 white rook | a8 black rook · b8 black knight · c8 black bishop · d8 black queen · e8 black king · f8 black bishop · g8 black knight · h8 black rook · a7 black pawn · b7 black pawn · c7 black pawn · f7 black pawn · g7 black pawn · h7 black pawn · d5 black pawn · d4 white pawn · a2 white pawn · b2 white pawn · c2 white pawn · f2 white pawn · g2 white pawn · h2 white pawn · a1 white rook · b1 white knight · c1 white bishop · d1 white queen · e1 white king · f1 white bishop · g1 white knight · h1 white rook | a8 black rook · b8 black knight · c8 black bishop · d8 black queen · e8 black king · f8 black bishop · g8 black knight · h8 black rook · a7 black pawn · b7 black pawn · c7 black pawn · f7 black pawn · g7 black pawn · h7 black pawn · d5 black pawn · d4 white pawn · a2 white pawn · b2 white pawn · c2 white pawn · f2 white pawn · g2 white pawn · h2 white pawn · a1 white rook · b1 white knight · c1 white bishop · d1 white queen · e1 white king · f1 white bishop · g1 white knight · h1 white rook | a8 black rook · b8 black knight · c8 black bishop · d8 black queen · e8 black king · f8 black bishop · g8 black knight · h8 black rook · a7 black pawn · b7 black pawn · c7 black pawn · f7 black pawn · g7 black pawn · h7 black pawn · d5 black pawn · d4 white pawn · a2 white pawn · b2 white pawn · c2 white pawn · f2 white pawn · g2 white pawn · h2 white pawn · a1 white rook · b1 white knight · c1 white bishop · d1 white queen · e1 white king · f1 white bishop · g1 white knight · h1 white rook | a8 black rook · b8 black knight · c8 black bishop · d8 black queen · e8 black king · f8 black bishop · g8 black knight · h8 black rook · a7 black pawn · b7 black pawn · c7 black pawn · f7 black pawn · g7 black pawn · h7 black pawn · d5 black pawn · d4 white pawn · a2 white pawn · b2 white pawn · c2 white pawn · f2 white pawn · g2 white pawn · h2 white pawn · a1 white rook · b1 white knight · c1 white bishop · d1 white queen · e1 white king · f1 white bishop · g1 white knight · h1 white rook | a8 black rook · b8 black knight · c8 black bishop · d8 black queen · e8 black king · f8 black bishop · g8 black knight · h8 black rook · a7 black pawn · b7 black pawn · c7 black pawn · f7 black pawn · g7 black pawn · h7 black pawn · d5 black pawn · d4 white pawn · a2 white pawn · b2 white pawn · c2 white pawn · f2 white pawn · g2 white pawn · h2 white pawn · a1 white rook · b1 white knight · c1 white bishop · d1 white queen · e1 white king · f1 white bishop · g1 white knight · h1 white rook | a8 black rook · b8 black knight · c8 black bishop · d8 black queen · e8 black king · f8 black bishop · g8 black knight · h8 black rook · a7 black pawn · b7 black pawn · c7 black pawn · f7 black pawn · g7 black pawn · h7 black pawn · d5 black pawn · d4 white pawn · a2 white pawn · b2 white pawn · c2 white pawn · f2 white pawn · g2 white pawn · h2 white pawn · a1 white rook · b1 white knight · c1 white bishop · d1 white queen · e1 white king · f1 white bishop · g1 white knight · h1 white rook | a8 black rook · b8 black knight · c8 black bishop · d8 black queen · e8 black king · f8 black bishop · g8 black knight · h8 black rook · a7 black pawn · b7 black pawn · c7 black pawn · f7 black pawn · g7 black pawn · h7 black pawn · d5 black pawn · d4 white pawn · a2 white pawn · b2 white pawn · c2 white pawn · f2 white pawn · g2 white pawn · h2 white pawn · a1 white rook · b1 white knight · c1 white bishop · d1 white queen · e1 white king · f1 white bishop · g1 white knight · h1 white rook | 2 |
| 1 | a8 black rook · b8 black knight · c8 black bishop · d8 black queen · e8 black king · f8 black bishop · g8 black knight · h8 black rook · a7 black pawn · b7 black pawn · c7 black pawn · f7 black pawn · g7 black pawn · h7 black pawn · d5 black pawn · d4 white pawn · a2 white pawn · b2 white pawn · c2 white pawn · f2 white pawn · g2 white pawn · h2 white pawn · a1 white rook · b1 white knight · c1 white bishop · d1 white queen · e1 white king · f1 white bishop · g1 white knight · h1 white rook | a8 black rook · b8 black knight · c8 black bishop · d8 black queen · e8 black king · f8 black bishop · g8 black knight · h8 black rook · a7 black pawn · b7 black pawn · c7 black pawn · f7 black pawn · g7 black pawn · h7 black pawn · d5 black pawn · d4 white pawn · a2 white pawn · b2 white pawn · c2 white pawn · f2 white pawn · g2 white pawn · h2 white pawn · a1 white rook · b1 white knight · c1 white bishop · d1 white queen · e1 white king · f1 white bishop · g1 white knight · h1 white rook | a8 black rook · b8 black knight · c8 black bishop · d8 black queen · e8 black king · f8 black bishop · g8 black knight · h8 black rook · a7 black pawn · b7 black pawn · c7 black pawn · f7 black pawn · g7 black pawn · h7 black pawn · d5 black pawn · d4 white pawn · a2 white pawn · b2 white pawn · c2 white pawn · f2 white pawn · g2 white pawn · h2 white pawn · a1 white rook · b1 white knight · c1 white bishop · d1 white queen · e1 white king · f1 white bishop · g1 white knight · h1 white rook | a8 black rook · b8 black knight · c8 black bishop · d8 black queen · e8 black king · f8 black bishop · g8 black knight · h8 black rook · a7 black pawn · b7 black pawn · c7 black pawn · f7 black pawn · g7 black pawn · h7 black pawn · d5 black pawn · d4 white pawn · a2 white pawn · b2 white pawn · c2 white pawn · f2 white pawn · g2 white pawn · h2 white pawn · a1 white rook · b1 white knight · c1 white bishop · d1 white queen · e1 white king · f1 white bishop · g1 white knight · h1 white rook | a8 black rook · b8 black knight · c8 black bishop · d8 black queen · e8 black king · f8 black bishop · g8 black knight · h8 black rook · a7 black pawn · b7 black pawn · c7 black pawn · f7 black pawn · g7 black pawn · h7 black pawn · d5 black pawn · d4 white pawn · a2 white pawn · b2 white pawn · c2 white pawn · f2 white pawn · g2 white pawn · h2 white pawn · a1 white rook · b1 white knight · c1 white bishop · d1 white queen · e1 white king · f1 white bishop · g1 white knight · h1 white rook | a8 black rook · b8 black knight · c8 black bishop · d8 black queen · e8 black king · f8 black bishop · g8 black knight · h8 black rook · a7 black pawn · b7 black pawn · c7 black pawn · f7 black pawn · g7 black pawn · h7 black pawn · d5 black pawn · d4 white pawn · a2 white pawn · b2 white pawn · c2 white pawn · f2 white pawn · g2 white pawn · h2 white pawn · a1 white rook · b1 white knight · c1 white bishop · d1 white queen · e1 white king · f1 white bishop · g1 white knight · h1 white rook | a8 black rook · b8 black knight · c8 black bishop · d8 black queen · e8 black king · f8 black bishop · g8 black knight · h8 black rook · a7 black pawn · b7 black pawn · c7 black pawn · f7 black pawn · g7 black pawn · h7 black pawn · d5 black pawn · d4 white pawn · a2 white pawn · b2 white pawn · c2 white pawn · f2 white pawn · g2 white pawn · h2 white pawn · a1 white rook · b1 white knight · c1 white bishop · d1 white queen · e1 white king · f1 white bishop · g1 white knight · h1 white rook | a8 black rook · b8 black knight · c8 black bishop · d8 black queen · e8 black king · f8 black bishop · g8 black knight · h8 black rook · a7 black pawn · b7 black pawn · c7 black pawn · f7 black pawn · g7 black pawn · h7 black pawn · d5 black pawn · d4 white pawn · a2 white pawn · b2 white pawn · c2 white pawn · f2 white pawn · g2 white pawn · h2 white pawn · a1 white rook · b1 white knight · c1 white bishop · d1 white queen · e1 white king · f1 white bishop · g1 white knight · h1 white rook | 1 |
|   | a | b | c | d | e | f | g | h |   |

Rất nhiều kỳ thủ cầm quân Trắng bắt đầu ván đấu với 1.e4 đã nhận ra rằng Phòng thủ Pháp là khai cuộc khó nhằn nhất đối với họ do cấu trúc kín và các chiến lược độc đáo của hệ thống này. Do đó, không ít người đã chọn phương án đổi để biến thế trận trở nên đơn giản và rõ ràng hơn. Trắng sẽ không nỗ lực khai thác lợi thế của nước đi đầu, họ chọn cách chơi này nhằm hy vọng tới một ván hòa nhanh chóng, và kết quả hòa thực sự sẽ xảy ra nếu không bên nào chủ động phá vỡ thế đối xứng. Một ví dụ hết sức điển hình là ván đấu giữa Capablanca và Maróczy, diễn ra ở hồ Hopatcong năm 1926: 4.Td3 Td6 5.Mf3 Mf6 6.0-0 0-0 7.Tg5 Tg4 8.Xe1 Mbd7 9.Mbd2 c6 10.c3 Hc7 11.Hc2 Xfe8 12.Th4 Th5 13.Tg3 Txg3 14.hxg3 Tg6 15.Xxe8+ Xxe8 16.Txg6 hxg6 17.Xe1 Xxe1+ 18.Mxe1 Me8 19.Md3 Md6 20.Hb3 a6 21.Vf1 ½–½ (diễn biến ván đấu có thể tìm thấy tại đây).
Mặc dù cấu trúc Tốt là đối xứng, nhưng không phải là một ván hòa chắc chắn sẽ xảy ra cho Trắng. Sự ám ảnh về kết quả đạt được đó đôi khi dẫn họ đến những lúng túng, như là ván Tatai–Korchnoi, diễn ra tại Beersheba năm 1978: 4.Td3 c5!? 5.Mf3 Mc6 6.He2+ Te7 7.dxc5 Mf6 8.h3 0-0 9.0-0 Txc5 10.c3 Xe8 11.Hc2 Hd6 12.Mbd2 Hg3 13.Tf5 Xe2 14.Md4 Mxd4 0–1 (diễn biến ván đấu tại đây). Một ví dụ ít điển hình hơn là ván Mikhail Gurevich - Short, diễn ra tại Manila năm 1990, với người cầm quân Trắng, một Đại kiện tướng người Nga, chơi một khai cuộc hướng đến kết quả hòa nhưng đã thất bại trong vòng 42 nước.
Để tạo được những cơ hội chiến thắng thực sự, Trắng sẽ thường chơi nước c2-c4 vào một thời điểm nhất định để gây áp lực lên Tốt d5 của đối thủ. Đen có thể khiến cho Trắng có một quân Tốt cô lập ở cột d bằng cách ăn Tốt ở c4, nhưng sẽ giúp cho các quân của đối phương trở nên tích cực, điều này có thể đem đến những cơ hội tấn công. Một diễn biến ví dụ là 3.exd5 exd5 4.c4, hay 4.Mf3 Td6 5.c4 - cách chơi này có thể chuyển về khai cuộc Phòng thủ Petroff (hay còn gọi là phòng thủ Nga). Ngược lại, nếu Trắng không muốn chơi như vậy, Đen có thể chơi lại nước tương tự...c7-c5, ví dụ 4.Td3 c5 như trong ván đấu Tatai–Korchnoi đã đề cập ở trên.
Nếu Trắng không chơi c2-c4, họ có thể phát triển các quân đến các vị trí như Mf3, Td3, Tg5 (ghim (giằng) Mã Đen), Mc3, Hd2 hoặc thay vào đó quân Mã cánh Hậu phát triển lên d2 và Trắng có thể hỗ trợ trung tâm với c3 hay có lẽ Hb3. Ngược lại, nếu quân Mã cánh Hậu ở c3, thì Mã cánh Vua có thể tiến tới ô e2 và Trắng đã có thể canh giữ ô quan trọng e4, và g4 với f3. Ngoài ra, khi Mã ở c3, Trắng có thể lựa chọn nhập thành ngắn hoặc dài. Thế cờ là rất đối xứng do đó chiến lược và những sự lựa chọn là giống nhau cho cả hai bên.
Một cách khác cho cả hai nhằm tìm cách phá vỡ thế cân bằng là nhập thành ngược bên với nhau. Một ví dụ cho diễn biến này là 4.Td3 Mc6 5.c3 Td6 6.Mf3 Tg4 7.0-0 Mge7 8.Xe1 Hd7 9.Mbd2 0-0-0.

### Phương án tiến Tốt: 3.e5
|   | a | b | c | d | e | f | g | h |   |
| 8 | a8 black rook · b8 black knight · c8 black bishop · d8 black queen · e8 black king · f8 black bishop · g8 black knight · h8 black rook · a7 black pawn · b7 black pawn · f7 black pawn · g7 black pawn · h7 black pawn · e6 black pawn · c5 black pawn · d5 black pawn · e5 white pawn · d4 white pawn · a2 white pawn · b2 white pawn · c2 white pawn · f2 white pawn · g2 white pawn · h2 white pawn · a1 white rook · b1 white knight · c1 white bishop · d1 white queen · e1 white king · f1 white bishop · g1 white knight · h1 white rook | a8 black rook · b8 black knight · c8 black bishop · d8 black queen · e8 black king · f8 black bishop · g8 black knight · h8 black rook · a7 black pawn · b7 black pawn · f7 black pawn · g7 black pawn · h7 black pawn · e6 black pawn · c5 black pawn · d5 black pawn · e5 white pawn · d4 white pawn · a2 white pawn · b2 white pawn · c2 white pawn · f2 white pawn · g2 white pawn · h2 white pawn · a1 white rook · b1 white knight · c1 white bishop · d1 white queen · e1 white king · f1 white bishop · g1 white knight · h1 white rook | a8 black rook · b8 black knight · c8 black bishop · d8 black queen · e8 black king · f8 black bishop · g8 black knight · h8 black rook · a7 black pawn · b7 black pawn · f7 black pawn · g7 black pawn · h7 black pawn · e6 black pawn · c5 black pawn · d5 black pawn · e5 white pawn · d4 white pawn · a2 white pawn · b2 white pawn · c2 white pawn · f2 white pawn · g2 white pawn · h2 white pawn · a1 white rook · b1 white knight · c1 white bishop · d1 white queen · e1 white king · f1 white bishop · g1 white knight · h1 white rook | a8 black rook · b8 black knight · c8 black bishop · d8 black queen · e8 black king · f8 black bishop · g8 black knight · h8 black rook · a7 black pawn · b7 black pawn · f7 black pawn · g7 black pawn · h7 black pawn · e6 black pawn · c5 black pawn · d5 black pawn · e5 white pawn · d4 white pawn · a2 white pawn · b2 white pawn · c2 white pawn · f2 white pawn · g2 white pawn · h2 white pawn · a1 white rook · b1 white knight · c1 white bishop · d1 white queen · e1 white king · f1 white bishop · g1 white knight · h1 white rook | a8 black rook · b8 black knight · c8 black bishop · d8 black queen · e8 black king · f8 black bishop · g8 black knight · h8 black rook · a7 black pawn · b7 black pawn · f7 black pawn · g7 black pawn · h7 black pawn · e6 black pawn · c5 black pawn · d5 black pawn · e5 white pawn · d4 white pawn · a2 white pawn · b2 white pawn · c2 white pawn · f2 white pawn · g2 white pawn · h2 white pawn · a1 white rook · b1 white knight · c1 white bishop · d1 white queen · e1 white king · f1 white bishop · g1 white knight · h1 white rook | a8 black rook · b8 black knight · c8 black bishop · d8 black queen · e8 black king · f8 black bishop · g8 black knight · h8 black rook · a7 black pawn · b7 black pawn · f7 black pawn · g7 black pawn · h7 black pawn · e6 black pawn · c5 black pawn · d5 black pawn · e5 white pawn · d4 white pawn · a2 white pawn · b2 white pawn · c2 white pawn · f2 white pawn · g2 white pawn · h2 white pawn · a1 white rook · b1 white knight · c1 white bishop · d1 white queen · e1 white king · f1 white bishop · g1 white knight · h1 white rook | a8 black rook · b8 black knight · c8 black bishop · d8 black queen · e8 black king · f8 black bishop · g8 black knight · h8 black rook · a7 black pawn · b7 black pawn · f7 black pawn · g7 black pawn · h7 black pawn · e6 black pawn · c5 black pawn · d5 black pawn · e5 white pawn · d4 white pawn · a2 white pawn · b2 white pawn · c2 white pawn · f2 white pawn · g2 white pawn · h2 white pawn · a1 white rook · b1 white knight · c1 white bishop · d1 white queen · e1 white king · f1 white bishop · g1 white knight · h1 white rook | a8 black rook · b8 black knight · c8 black bishop · d8 black queen · e8 black king · f8 black bishop · g8 black knight · h8 black rook · a7 black pawn · b7 black pawn · f7 black pawn · g7 black pawn · h7 black pawn · e6 black pawn · c5 black pawn · d5 black pawn · e5 white pawn · d4 white pawn · a2 white pawn · b2 white pawn · c2 white pawn · f2 white pawn · g2 white pawn · h2 white pawn · a1 white rook · b1 white knight · c1 white bishop · d1 white queen · e1 white king · f1 white bishop · g1 white knight · h1 white rook | 8 |
| 7 | a8 black rook · b8 black knight · c8 black bishop · d8 black queen · e8 black king · f8 black bishop · g8 black knight · h8 black rook · a7 black pawn · b7 black pawn · f7 black pawn · g7 black pawn · h7 black pawn · e6 black pawn · c5 black pawn · d5 black pawn · e5 white pawn · d4 white pawn · a2 white pawn · b2 white pawn · c2 white pawn · f2 white pawn · g2 white pawn · h2 white pawn · a1 white rook · b1 white knight · c1 white bishop · d1 white queen · e1 white king · f1 white bishop · g1 white knight · h1 white rook | a8 black rook · b8 black knight · c8 black bishop · d8 black queen · e8 black king · f8 black bishop · g8 black knight · h8 black rook · a7 black pawn · b7 black pawn · f7 black pawn · g7 black pawn · h7 black pawn · e6 black pawn · c5 black pawn · d5 black pawn · e5 white pawn · d4 white pawn · a2 white pawn · b2 white pawn · c2 white pawn · f2 white pawn · g2 white pawn · h2 white pawn · a1 white rook · b1 white knight · c1 white bishop · d1 white queen · e1 white king · f1 white bishop · g1 white knight · h1 white rook | a8 black rook · b8 black knight · c8 black bishop · d8 black queen · e8 black king · f8 black bishop · g8 black knight · h8 black rook · a7 black pawn · b7 black pawn · f7 black pawn · g7 black pawn · h7 black pawn · e6 black pawn · c5 black pawn · d5 black pawn · e5 white pawn · d4 white pawn · a2 white pawn · b2 white pawn · c2 white pawn · f2 white pawn · g2 white pawn · h2 white pawn · a1 white rook · b1 white knight · c1 white bishop · d1 white queen · e1 white king · f1 white bishop · g1 white knight · h1 white rook | a8 black rook · b8 black knight · c8 black bishop · d8 black queen · e8 black king · f8 black bishop · g8 black knight · h8 black rook · a7 black pawn · b7 black pawn · f7 black pawn · g7 black pawn · h7 black pawn · e6 black pawn · c5 black pawn · d5 black pawn · e5 white pawn · d4 white pawn · a2 white pawn · b2 white pawn · c2 white pawn · f2 white pawn · g2 white pawn · h2 white pawn · a1 white rook · b1 white knight · c1 white bishop · d1 white queen · e1 white king · f1 white bishop · g1 white knight · h1 white rook | a8 black rook · b8 black knight · c8 black bishop · d8 black queen · e8 black king · f8 black bishop · g8 black knight · h8 black rook · a7 black pawn · b7 black pawn · f7 black pawn · g7 black pawn · h7 black pawn · e6 black pawn · c5 black pawn · d5 black pawn · e5 white pawn · d4 white pawn · a2 white pawn · b2 white pawn · c2 white pawn · f2 white pawn · g2 white pawn · h2 white pawn · a1 white rook · b1 white knight · c1 white bishop · d1 white queen · e1 white king · f1 white bishop · g1 white knight · h1 white rook | a8 black rook · b8 black knight · c8 black bishop · d8 black queen · e8 black king · f8 black bishop · g8 black knight · h8 black rook · a7 black pawn · b7 black pawn · f7 black pawn · g7 black pawn · h7 black pawn · e6 black pawn · c5 black pawn · d5 black pawn · e5 white pawn · d4 white pawn · a2 white pawn · b2 white pawn · c2 white pawn · f2 white pawn · g2 white pawn · h2 white pawn · a1 white rook · b1 white knight · c1 white bishop · d1 white queen · e1 white king · f1 white bishop · g1 white knight · h1 white rook | a8 black rook · b8 black knight · c8 black bishop · d8 black queen · e8 black king · f8 black bishop · g8 black knight · h8 black rook · a7 black pawn · b7 black pawn · f7 black pawn · g7 black pawn · h7 black pawn · e6 black pawn · c5 black pawn · d5 black pawn · e5 white pawn · d4 white pawn · a2 white pawn · b2 white pawn · c2 white pawn · f2 white pawn · g2 white pawn · h2 white pawn · a1 white rook · b1 white knight · c1 white bishop · d1 white queen · e1 white king · f1 white bishop · g1 white knight · h1 white rook | a8 black rook · b8 black knight · c8 black bishop · d8 black queen · e8 black king · f8 black bishop · g8 black knight · h8 black rook · a7 black pawn · b7 black pawn · f7 black pawn · g7 black pawn · h7 black pawn · e6 black pawn · c5 black pawn · d5 black pawn · e5 white pawn · d4 white pawn · a2 white pawn · b2 white pawn · c2 white pawn · f2 white pawn · g2 white pawn · h2 white pawn · a1 white rook · b1 white knight · c1 white bishop · d1 white queen · e1 white king · f1 white bishop · g1 white knight · h1 white rook | 7 |
| 6 | a8 black rook · b8 black knight · c8 black bishop · d8 black queen · e8 black king · f8 black bishop · g8 black knight · h8 black rook · a7 black pawn · b7 black pawn · f7 black pawn · g7 black pawn · h7 black pawn · e6 black pawn · c5 black pawn · d5 black pawn · e5 white pawn · d4 white pawn · a2 white pawn · b2 white pawn · c2 white pawn · f2 white pawn · g2 white pawn · h2 white pawn · a1 white rook · b1 white knight · c1 white bishop · d1 white queen · e1 white king · f1 white bishop · g1 white knight · h1 white rook | a8 black rook · b8 black knight · c8 black bishop · d8 black queen · e8 black king · f8 black bishop · g8 black knight · h8 black rook · a7 black pawn · b7 black pawn · f7 black pawn · g7 black pawn · h7 black pawn · e6 black pawn · c5 black pawn · d5 black pawn · e5 white pawn · d4 white pawn · a2 white pawn · b2 white pawn · c2 white pawn · f2 white pawn · g2 white pawn · h2 white pawn · a1 white rook · b1 white knight · c1 white bishop · d1 white queen · e1 white king · f1 white bishop · g1 white knight · h1 white rook | a8 black rook · b8 black knight · c8 black bishop · d8 black queen · e8 black king · f8 black bishop · g8 black knight · h8 black rook · a7 black pawn · b7 black pawn · f7 black pawn · g7 black pawn · h7 black pawn · e6 black pawn · c5 black pawn · d5 black pawn · e5 white pawn · d4 white pawn · a2 white pawn · b2 white pawn · c2 white pawn · f2 white pawn · g2 white pawn · h2 white pawn · a1 white rook · b1 white knight · c1 white bishop · d1 white queen · e1 white king · f1 white bishop · g1 white knight · h1 white rook | a8 black rook · b8 black knight · c8 black bishop · d8 black queen · e8 black king · f8 black bishop · g8 black knight · h8 black rook · a7 black pawn · b7 black pawn · f7 black pawn · g7 black pawn · h7 black pawn · e6 black pawn · c5 black pawn · d5 black pawn · e5 white pawn · d4 white pawn · a2 white pawn · b2 white pawn · c2 white pawn · f2 white pawn · g2 white pawn · h2 white pawn · a1 white rook · b1 white knight · c1 white bishop · d1 white queen · e1 white king · f1 white bishop · g1 white knight · h1 white rook | a8 black rook · b8 black knight · c8 black bishop · d8 black queen · e8 black king · f8 black bishop · g8 black knight · h8 black rook · a7 black pawn · b7 black pawn · f7 black pawn · g7 black pawn · h7 black pawn · e6 black pawn · c5 black pawn · d5 black pawn · e5 white pawn · d4 white pawn · a2 white pawn · b2 white pawn · c2 white pawn · f2 white pawn · g2 white pawn · h2 white pawn · a1 white rook · b1 white knight · c1 white bishop · d1 white queen · e1 white king · f1 white bishop · g1 white knight · h1 white rook | a8 black rook · b8 black knight · c8 black bishop · d8 black queen · e8 black king · f8 black bishop · g8 black knight · h8 black rook · a7 black pawn · b7 black pawn · f7 black pawn · g7 black pawn · h7 black pawn · e6 black pawn · c5 black pawn · d5 black pawn · e5 white pawn · d4 white pawn · a2 white pawn · b2 white pawn · c2 white pawn · f2 white pawn · g2 white pawn · h2 white pawn · a1 white rook · b1 white knight · c1 white bishop · d1 white queen · e1 white king · f1 white bishop · g1 white knight · h1 white rook | a8 black rook · b8 black knight · c8 black bishop · d8 black queen · e8 black king · f8 black bishop · g8 black knight · h8 black rook · a7 black pawn · b7 black pawn · f7 black pawn · g7 black pawn · h7 black pawn · e6 black pawn · c5 black pawn · d5 black pawn · e5 white pawn · d4 white pawn · a2 white pawn · b2 white pawn · c2 white pawn · f2 white pawn · g2 white pawn · h2 white pawn · a1 white rook · b1 white knight · c1 white bishop · d1 white queen · e1 white king · f1 white bishop · g1 white knight · h1 white rook | a8 black rook · b8 black knight · c8 black bishop · d8 black queen · e8 black king · f8 black bishop · g8 black knight · h8 black rook · a7 black pawn · b7 black pawn · f7 black pawn · g7 black pawn · h7 black pawn · e6 black pawn · c5 black pawn · d5 black pawn · e5 white pawn · d4 white pawn · a2 white pawn · b2 white pawn · c2 white pawn · f2 white pawn · g2 white pawn · h2 white pawn · a1 white rook · b1 white knight · c1 white bishop · d1 white queen · e1 white king · f1 white bishop · g1 white knight · h1 white rook | 6 |
| 5 | a8 black rook · b8 black knight · c8 black bishop · d8 black queen · e8 black king · f8 black bishop · g8 black knight · h8 black rook · a7 black pawn · b7 black pawn · f7 black pawn · g7 black pawn · h7 black pawn · e6 black pawn · c5 black pawn · d5 black pawn · e5 white pawn · d4 white pawn · a2 white pawn · b2 white pawn · c2 white pawn · f2 white pawn · g2 white pawn · h2 white pawn · a1 white rook · b1 white knight · c1 white bishop · d1 white queen · e1 white king · f1 white bishop · g1 white knight · h1 white rook | a8 black rook · b8 black knight · c8 black bishop · d8 black queen · e8 black king · f8 black bishop · g8 black knight · h8 black rook · a7 black pawn · b7 black pawn · f7 black pawn · g7 black pawn · h7 black pawn · e6 black pawn · c5 black pawn · d5 black pawn · e5 white pawn · d4 white pawn · a2 white pawn · b2 white pawn · c2 white pawn · f2 white pawn · g2 white pawn · h2 white pawn · a1 white rook · b1 white knight · c1 white bishop · d1 white queen · e1 white king · f1 white bishop · g1 white knight · h1 white rook | a8 black rook · b8 black knight · c8 black bishop · d8 black queen · e8 black king · f8 black bishop · g8 black knight · h8 black rook · a7 black pawn · b7 black pawn · f7 black pawn · g7 black pawn · h7 black pawn · e6 black pawn · c5 black pawn · d5 black pawn · e5 white pawn · d4 white pawn · a2 white pawn · b2 white pawn · c2 white pawn · f2 white pawn · g2 white pawn · h2 white pawn · a1 white rook · b1 white knight · c1 white bishop · d1 white queen · e1 white king · f1 white bishop · g1 white knight · h1 white rook | a8 black rook · b8 black knight · c8 black bishop · d8 black queen · e8 black king · f8 black bishop · g8 black knight · h8 black rook · a7 black pawn · b7 black pawn · f7 black pawn · g7 black pawn · h7 black pawn · e6 black pawn · c5 black pawn · d5 black pawn · e5 white pawn · d4 white pawn · a2 white pawn · b2 white pawn · c2 white pawn · f2 white pawn · g2 white pawn · h2 white pawn · a1 white rook · b1 white knight · c1 white bishop · d1 white queen · e1 white king · f1 white bishop · g1 white knight · h1 white rook | a8 black rook · b8 black knight · c8 black bishop · d8 black queen · e8 black king · f8 black bishop · g8 black knight · h8 black rook · a7 black pawn · b7 black pawn · f7 black pawn · g7 black pawn · h7 black pawn · e6 black pawn · c5 black pawn · d5 black pawn · e5 white pawn · d4 white pawn · a2 white pawn · b2 white pawn · c2 white pawn · f2 white pawn · g2 white pawn · h2 white pawn · a1 white rook · b1 white knight · c1 white bishop · d1 white queen · e1 white king · f1 white bishop · g1 white knight · h1 white rook | a8 black rook · b8 black knight · c8 black bishop · d8 black queen · e8 black king · f8 black bishop · g8 black knight · h8 black rook · a7 black pawn · b7 black pawn · f7 black pawn · g7 black pawn · h7 black pawn · e6 black pawn · c5 black pawn · d5 black pawn · e5 white pawn · d4 white pawn · a2 white pawn · b2 white pawn · c2 white pawn · f2 white pawn · g2 white pawn · h2 white pawn · a1 white rook · b1 white knight · c1 white bishop · d1 white queen · e1 white king · f1 white bishop · g1 white knight · h1 white rook | a8 black rook · b8 black knight · c8 black bishop · d8 black queen · e8 black king · f8 black bishop · g8 black knight · h8 black rook · a7 black pawn · b7 black pawn · f7 black pawn · g7 black pawn · h7 black pawn · e6 black pawn · c5 black pawn · d5 black pawn · e5 white pawn · d4 white pawn · a2 white pawn · b2 white pawn · c2 white pawn · f2 white pawn · g2 white pawn · h2 white pawn · a1 white rook · b1 white knight · c1 white bishop · d1 white queen · e1 white king · f1 white bishop · g1 white knight · h1 white rook | a8 black rook · b8 black knight · c8 black bishop · d8 black queen · e8 black king · f8 black bishop · g8 black knight · h8 black rook · a7 black pawn · b7 black pawn · f7 black pawn · g7 black pawn · h7 black pawn · e6 black pawn · c5 black pawn · d5 black pawn · e5 white pawn · d4 white pawn · a2 white pawn · b2 white pawn · c2 white pawn · f2 white pawn · g2 white pawn · h2 white pawn · a1 white rook · b1 white knight · c1 white bishop · d1 white queen · e1 white king · f1 white bishop · g1 white knight · h1 white rook | 5 |
| 4 | a8 black rook · b8 black knight · c8 black bishop · d8 black queen · e8 black king · f8 black bishop · g8 black knight · h8 black rook · a7 black pawn · b7 black pawn · f7 black pawn · g7 black pawn · h7 black pawn · e6 black pawn · c5 black pawn · d5 black pawn · e5 white pawn · d4 white pawn · a2 white pawn · b2 white pawn · c2 white pawn · f2 white pawn · g2 white pawn · h2 white pawn · a1 white rook · b1 white knight · c1 white bishop · d1 white queen · e1 white king · f1 white bishop · g1 white knight · h1 white rook | a8 black rook · b8 black knight · c8 black bishop · d8 black queen · e8 black king · f8 black bishop · g8 black knight · h8 black rook · a7 black pawn · b7 black pawn · f7 black pawn · g7 black pawn · h7 black pawn · e6 black pawn · c5 black pawn · d5 black pawn · e5 white pawn · d4 white pawn · a2 white pawn · b2 white pawn · c2 white pawn · f2 white pawn · g2 white pawn · h2 white pawn · a1 white rook · b1 white knight · c1 white bishop · d1 white queen · e1 white king · f1 white bishop · g1 white knight · h1 white rook | a8 black rook · b8 black knight · c8 black bishop · d8 black queen · e8 black king · f8 black bishop · g8 black knight · h8 black rook · a7 black pawn · b7 black pawn · f7 black pawn · g7 black pawn · h7 black pawn · e6 black pawn · c5 black pawn · d5 black pawn · e5 white pawn · d4 white pawn · a2 white pawn · b2 white pawn · c2 white pawn · f2 white pawn · g2 white pawn · h2 white pawn · a1 white rook · b1 white knight · c1 white bishop · d1 white queen · e1 white king · f1 white bishop · g1 white knight · h1 white rook | a8 black rook · b8 black knight · c8 black bishop · d8 black queen · e8 black king · f8 black bishop · g8 black knight · h8 black rook · a7 black pawn · b7 black pawn · f7 black pawn · g7 black pawn · h7 black pawn · e6 black pawn · c5 black pawn · d5 black pawn · e5 white pawn · d4 white pawn · a2 white pawn · b2 white pawn · c2 white pawn · f2 white pawn · g2 white pawn · h2 white pawn · a1 white rook · b1 white knight · c1 white bishop · d1 white queen · e1 white king · f1 white bishop · g1 white knight · h1 white rook | a8 black rook · b8 black knight · c8 black bishop · d8 black queen · e8 black king · f8 black bishop · g8 black knight · h8 black rook · a7 black pawn · b7 black pawn · f7 black pawn · g7 black pawn · h7 black pawn · e6 black pawn · c5 black pawn · d5 black pawn · e5 white pawn · d4 white pawn · a2 white pawn · b2 white pawn · c2 white pawn · f2 white pawn · g2 white pawn · h2 white pawn · a1 white rook · b1 white knight · c1 white bishop · d1 white queen · e1 white king · f1 white bishop · g1 white knight · h1 white rook | a8 black rook · b8 black knight · c8 black bishop · d8 black queen · e8 black king · f8 black bishop · g8 black knight · h8 black rook · a7 black pawn · b7 black pawn · f7 black pawn · g7 black pawn · h7 black pawn · e6 black pawn · c5 black pawn · d5 black pawn · e5 white pawn · d4 white pawn · a2 white pawn · b2 white pawn · c2 white pawn · f2 white pawn · g2 white pawn · h2 white pawn · a1 white rook · b1 white knight · c1 white bishop · d1 white queen · e1 white king · f1 white bishop · g1 white knight · h1 white rook | a8 black rook · b8 black knight · c8 black bishop · d8 black queen · e8 black king · f8 black bishop · g8 black knight · h8 black rook · a7 black pawn · b7 black pawn · f7 black pawn · g7 black pawn · h7 black pawn · e6 black pawn · c5 black pawn · d5 black pawn · e5 white pawn · d4 white pawn · a2 white pawn · b2 white pawn · c2 white pawn · f2 white pawn · g2 white pawn · h2 white pawn · a1 white rook · b1 white knight · c1 white bishop · d1 white queen · e1 white king · f1 white bishop · g1 white knight · h1 white rook | a8 black rook · b8 black knight · c8 black bishop · d8 black queen · e8 black king · f8 black bishop · g8 black knight · h8 black rook · a7 black pawn · b7 black pawn · f7 black pawn · g7 black pawn · h7 black pawn · e6 black pawn · c5 black pawn · d5 black pawn · e5 white pawn · d4 white pawn · a2 white pawn · b2 white pawn · c2 white pawn · f2 white pawn · g2 white pawn · h2 white pawn · a1 white rook · b1 white knight · c1 white bishop · d1 white queen · e1 white king · f1 white bishop · g1 white knight · h1 white rook | 4 |
| 3 | a8 black rook · b8 black knight · c8 black bishop · d8 black queen · e8 black king · f8 black bishop · g8 black knight · h8 black rook · a7 black pawn · b7 black pawn · f7 black pawn · g7 black pawn · h7 black pawn · e6 black pawn · c5 black pawn · d5 black pawn · e5 white pawn · d4 white pawn · a2 white pawn · b2 white pawn · c2 white pawn · f2 white pawn · g2 white pawn · h2 white pawn · a1 white rook · b1 white knight · c1 white bishop · d1 white queen · e1 white king · f1 white bishop · g1 white knight · h1 white rook | a8 black rook · b8 black knight · c8 black bishop · d8 black queen · e8 black king · f8 black bishop · g8 black knight · h8 black rook · a7 black pawn · b7 black pawn · f7 black pawn · g7 black pawn · h7 black pawn · e6 black pawn · c5 black pawn · d5 black pawn · e5 white pawn · d4 white pawn · a2 white pawn · b2 white pawn · c2 white pawn · f2 white pawn · g2 white pawn · h2 white pawn · a1 white rook · b1 white knight · c1 white bishop · d1 white queen · e1 white king · f1 white bishop · g1 white knight · h1 white rook | a8 black rook · b8 black knight · c8 black bishop · d8 black queen · e8 black king · f8 black bishop · g8 black knight · h8 black rook · a7 black pawn · b7 black pawn · f7 black pawn · g7 black pawn · h7 black pawn · e6 black pawn · c5 black pawn · d5 black pawn · e5 white pawn · d4 white pawn · a2 white pawn · b2 white pawn · c2 white pawn · f2 white pawn · g2 white pawn · h2 white pawn · a1 white rook · b1 white knight · c1 white bishop · d1 white queen · e1 white king · f1 white bishop · g1 white knight · h1 white rook | a8 black rook · b8 black knight · c8 black bishop · d8 black queen · e8 black king · f8 black bishop · g8 black knight · h8 black rook · a7 black pawn · b7 black pawn · f7 black pawn · g7 black pawn · h7 black pawn · e6 black pawn · c5 black pawn · d5 black pawn · e5 white pawn · d4 white pawn · a2 white pawn · b2 white pawn · c2 white pawn · f2 white pawn · g2 white pawn · h2 white pawn · a1 white rook · b1 white knight · c1 white bishop · d1 white queen · e1 white king · f1 white bishop · g1 white knight · h1 white rook | a8 black rook · b8 black knight · c8 black bishop · d8 black queen · e8 black king · f8 black bishop · g8 black knight · h8 black rook · a7 black pawn · b7 black pawn · f7 black pawn · g7 black pawn · h7 black pawn · e6 black pawn · c5 black pawn · d5 black pawn · e5 white pawn · d4 white pawn · a2 white pawn · b2 white pawn · c2 white pawn · f2 white pawn · g2 white pawn · h2 white pawn · a1 white rook · b1 white knight · c1 white bishop · d1 white queen · e1 white king · f1 white bishop · g1 white knight · h1 white rook | a8 black rook · b8 black knight · c8 black bishop · d8 black queen · e8 black king · f8 black bishop · g8 black knight · h8 black rook · a7 black pawn · b7 black pawn · f7 black pawn · g7 black pawn · h7 black pawn · e6 black pawn · c5 black pawn · d5 black pawn · e5 white pawn · d4 white pawn · a2 white pawn · b2 white pawn · c2 white pawn · f2 white pawn · g2 white pawn · h2 white pawn · a1 white rook · b1 white knight · c1 white bishop · d1 white queen · e1 white king · f1 white bishop · g1 white knight · h1 white rook | a8 black rook · b8 black knight · c8 black bishop · d8 black queen · e8 black king · f8 black bishop · g8 black knight · h8 black rook · a7 black pawn · b7 black pawn · f7 black pawn · g7 black pawn · h7 black pawn · e6 black pawn · c5 black pawn · d5 black pawn · e5 white pawn · d4 white pawn · a2 white pawn · b2 white pawn · c2 white pawn · f2 white pawn · g2 white pawn · h2 white pawn · a1 white rook · b1 white knight · c1 white bishop · d1 white queen · e1 white king · f1 white bishop · g1 white knight · h1 white rook | a8 black rook · b8 black knight · c8 black bishop · d8 black queen · e8 black king · f8 black bishop · g8 black knight · h8 black rook · a7 black pawn · b7 black pawn · f7 black pawn · g7 black pawn · h7 black pawn · e6 black pawn · c5 black pawn · d5 black pawn · e5 white pawn · d4 white pawn · a2 white pawn · b2 white pawn · c2 white pawn · f2 white pawn · g2 white pawn · h2 white pawn · a1 white rook · b1 white knight · c1 white bishop · d1 white queen · e1 white king · f1 white bishop · g1 white knight · h1 white rook | 3 |
| 2 | a8 black rook · b8 black knight · c8 black bishop · d8 black queen · e8 black king · f8 black bishop · g8 black knight · h8 black rook · a7 black pawn · b7 black pawn · f7 black pawn · g7 black pawn · h7 black pawn · e6 black pawn · c5 black pawn · d5 black pawn · e5 white pawn · d4 white pawn · a2 white pawn · b2 white pawn · c2 white pawn · f2 white pawn · g2 white pawn · h2 white pawn · a1 white rook · b1 white knight · c1 white bishop · d1 white queen · e1 white king · f1 white bishop · g1 white knight · h1 white rook | a8 black rook · b8 black knight · c8 black bishop · d8 black queen · e8 black king · f8 black bishop · g8 black knight · h8 black rook · a7 black pawn · b7 black pawn · f7 black pawn · g7 black pawn · h7 black pawn · e6 black pawn · c5 black pawn · d5 black pawn · e5 white pawn · d4 white pawn · a2 white pawn · b2 white pawn · c2 white pawn · f2 white pawn · g2 white pawn · h2 white pawn · a1 white rook · b1 white knight · c1 white bishop · d1 white queen · e1 white king · f1 white bishop · g1 white knight · h1 white rook | a8 black rook · b8 black knight · c8 black bishop · d8 black queen · e8 black king · f8 black bishop · g8 black knight · h8 black rook · a7 black pawn · b7 black pawn · f7 black pawn · g7 black pawn · h7 black pawn · e6 black pawn · c5 black pawn · d5 black pawn · e5 white pawn · d4 white pawn · a2 white pawn · b2 white pawn · c2 white pawn · f2 white pawn · g2 white pawn · h2 white pawn · a1 white rook · b1 white knight · c1 white bishop · d1 white queen · e1 white king · f1 white bishop · g1 white knight · h1 white rook | a8 black rook · b8 black knight · c8 black bishop · d8 black queen · e8 black king · f8 black bishop · g8 black knight · h8 black rook · a7 black pawn · b7 black pawn · f7 black pawn · g7 black pawn · h7 black pawn · e6 black pawn · c5 black pawn · d5 black pawn · e5 white pawn · d4 white pawn · a2 white pawn · b2 white pawn · c2 white pawn · f2 white pawn · g2 white pawn · h2 white pawn · a1 white rook · b1 white knight · c1 white bishop · d1 white queen · e1 white king · f1 white bishop · g1 white knight · h1 white rook | a8 black rook · b8 black knight · c8 black bishop · d8 black queen · e8 black king · f8 black bishop · g8 black knight · h8 black rook · a7 black pawn · b7 black pawn · f7 black pawn · g7 black pawn · h7 black pawn · e6 black pawn · c5 black pawn · d5 black pawn · e5 white pawn · d4 white pawn · a2 white pawn · b2 white pawn · c2 white pawn · f2 white pawn · g2 white pawn · h2 white pawn · a1 white rook · b1 white knight · c1 white bishop · d1 white queen · e1 white king · f1 white bishop · g1 white knight · h1 white rook | a8 black rook · b8 black knight · c8 black bishop · d8 black queen · e8 black king · f8 black bishop · g8 black knight · h8 black rook · a7 black pawn · b7 black pawn · f7 black pawn · g7 black pawn · h7 black pawn · e6 black pawn · c5 black pawn · d5 black pawn · e5 white pawn · d4 white pawn · a2 white pawn · b2 white pawn · c2 white pawn · f2 white pawn · g2 white pawn · h2 white pawn · a1 white rook · b1 white knight · c1 white bishop · d1 white queen · e1 white king · f1 white bishop · g1 white knight · h1 white rook | a8 black rook · b8 black knight · c8 black bishop · d8 black queen · e8 black king · f8 black bishop · g8 black knight · h8 black rook · a7 black pawn · b7 black pawn · f7 black pawn · g7 black pawn · h7 black pawn · e6 black pawn · c5 black pawn · d5 black pawn · e5 white pawn · d4 white pawn · a2 white pawn · b2 white pawn · c2 white pawn · f2 white pawn · g2 white pawn · h2 white pawn · a1 white rook · b1 white knight · c1 white bishop · d1 white queen · e1 white king · f1 white bishop · g1 white knight · h1 white rook | a8 black rook · b8 black knight · c8 black bishop · d8 black queen · e8 black king · f8 black bishop · g8 black knight · h8 black rook · a7 black pawn · b7 black pawn · f7 black pawn · g7 black pawn · h7 black pawn · e6 black pawn · c5 black pawn · d5 black pawn · e5 white pawn · d4 white pawn · a2 white pawn · b2 white pawn · c2 white pawn · f2 white pawn · g2 white pawn · h2 white pawn · a1 white rook · b1 white knight · c1 white bishop · d1 white queen · e1 white king · f1 white bishop · g1 white knight · h1 white rook | 2 |
| 1 | a8 black rook · b8 black knight · c8 black bishop · d8 black queen · e8 black king · f8 black bishop · g8 black knight · h8 black rook · a7 black pawn · b7 black pawn · f7 black pawn · g7 black pawn · h7 black pawn · e6 black pawn · c5 black pawn · d5 black pawn · e5 white pawn · d4 white pawn · a2 white pawn · b2 white pawn · c2 white pawn · f2 white pawn · g2 white pawn · h2 white pawn · a1 white rook · b1 white knight · c1 white bishop · d1 white queen · e1 white king · f1 white bishop · g1 white knight · h1 white rook | a8 black rook · b8 black knight · c8 black bishop · d8 black queen · e8 black king · f8 black bishop · g8 black knight · h8 black rook · a7 black pawn · b7 black pawn · f7 black pawn · g7 black pawn · h7 black pawn · e6 black pawn · c5 black pawn · d5 black pawn · e5 white pawn · d4 white pawn · a2 white pawn · b2 white pawn · c2 white pawn · f2 white pawn · g2 white pawn · h2 white pawn · a1 white rook · b1 white knight · c1 white bishop · d1 white queen · e1 white king · f1 white bishop · g1 white knight · h1 white rook | a8 black rook · b8 black knight · c8 black bishop · d8 black queen · e8 black king · f8 black bishop · g8 black knight · h8 black rook · a7 black pawn · b7 black pawn · f7 black pawn · g7 black pawn · h7 black pawn · e6 black pawn · c5 black pawn · d5 black pawn · e5 white pawn · d4 white pawn · a2 white pawn · b2 white pawn · c2 white pawn · f2 white pawn · g2 white pawn · h2 white pawn · a1 white rook · b1 white knight · c1 white bishop · d1 white queen · e1 white king · f1 white bishop · g1 white knight · h1 white rook | a8 black rook · b8 black knight · c8 black bishop · d8 black queen · e8 black king · f8 black bishop · g8 black knight · h8 black rook · a7 black pawn · b7 black pawn · f7 black pawn · g7 black pawn · h7 black pawn · e6 black pawn · c5 black pawn · d5 black pawn · e5 white pawn · d4 white pawn · a2 white pawn · b2 white pawn · c2 white pawn · f2 white pawn · g2 white pawn · h2 white pawn · a1 white rook · b1 white knight · c1 white bishop · d1 white queen · e1 white king · f1 white bishop · g1 white knight · h1 white rook | a8 black rook · b8 black knight · c8 black bishop · d8 black queen · e8 black king · f8 black bishop · g8 black knight · h8 black rook · a7 black pawn · b7 black pawn · f7 black pawn · g7 black pawn · h7 black pawn · e6 black pawn · c5 black pawn · d5 black pawn · e5 white pawn · d4 white pawn · a2 white pawn · b2 white pawn · c2 white pawn · f2 white pawn · g2 white pawn · h2 white pawn · a1 white rook · b1 white knight · c1 white bishop · d1 white queen · e1 white king · f1 white bishop · g1 white knight · h1 white rook | a8 black rook · b8 black knight · c8 black bishop · d8 black queen · e8 black king · f8 black bishop · g8 black knight · h8 black rook · a7 black pawn · b7 black pawn · f7 black pawn · g7 black pawn · h7 black pawn · e6 black pawn · c5 black pawn · d5 black pawn · e5 white pawn · d4 white pawn · a2 white pawn · b2 white pawn · c2 white pawn · f2 white pawn · g2 white pawn · h2 white pawn · a1 white rook · b1 white knight · c1 white bishop · d1 white queen · e1 white king · f1 white bishop · g1 white knight · h1 white rook | a8 black rook · b8 black knight · c8 black bishop · d8 black queen · e8 black king · f8 black bishop · g8 black knight · h8 black rook · a7 black pawn · b7 black pawn · f7 black pawn · g7 black pawn · h7 black pawn · e6 black pawn · c5 black pawn · d5 black pawn · e5 white pawn · d4 white pawn · a2 white pawn · b2 white pawn · c2 white pawn · f2 white pawn · g2 white pawn · h2 white pawn · a1 white rook · b1 white knight · c1 white bishop · d1 white queen · e1 white king · f1 white bishop · g1 white knight · h1 white rook | a8 black rook · b8 black knight · c8 black bishop · d8 black queen · e8 black king · f8 black bishop · g8 black knight · h8 black rook · a7 black pawn · b7 black pawn · f7 black pawn · g7 black pawn · h7 black pawn · e6 black pawn · c5 black pawn · d5 black pawn · e5 white pawn · d4 white pawn · a2 white pawn · b2 white pawn · c2 white pawn · f2 white pawn · g2 white pawn · h2 white pawn · a1 white rook · b1 white knight · c1 white bishop · d1 white queen · e1 white king · f1 white bishop · g1 white knight · h1 white rook | 1 |
|   | a | b | c | d | e | f | g | h |   |

Diễn biến chính của phương án tiến Tốt (Advance Variation) như sau: 3... c5 4. c3 Mc6 5. Mf3 và lúc này chúng ta có một điểm phân nhánh:
5... Hb6, ý tưởng ở đây là gia tăng áp lực lên ô d4 và cuối cùng là phá hoại, làm suy yếu trung tâm của Trắng. Hậu ở b6 đồng thời tấn công ô b2, khiến Tượng ô đen của Trắng (Tượng c1) không thể dễ dàng tham gia bảo vệ ô d4 mà không làm mất Tốt b2. Câu trả lời phổ biến nhất của Trắng là 6.a3 hoặc 6.Te2.
6.a3 là diễn biến quan trọng nhất trong phương án tiến Tốt ngày nay: nước đi này chuẩn bị cho 7.b4, chiếm không gian bên cánh Hậu. Đen có thể ngăn chặn điều này bằng 6...c4 với ý định bắt Tốt qua đường nếu Trắng chơi b4, kết quả sẽ tạo ra một thế trận kín và Đen sẽ chiến đấu giành quyền kiểm soát ô b3. Không thì Đen có thể tiếp tục phát triển quân với 6...Mh6, với dự định...Mf5; trông có vẻ lạ khi mà Trắng có thể chơi Txh6 và khiến cho Đen có cặp Tốt chồng ở cột h, nhưng trên thực tế thì nước đi này được đánh giá là tốt cho Đen. Đen sẽ chơi...Tg7 rồi...0-0 và Vua của họ sẽ được bảo vệ thích hợp khi Trắng đã mất quân Tượng ô đen.
6.Te2 là một sự lựa chọn thay thế, mục đích đơn giản là để nhập thành. Câu trả lời phổ biến của Đen một lần nữa là 6...Mh6 với ý định 7...cxd4 8.cxd4 Mf5 tấn công ô d4. Trắng thường đáp trả mối đe dọa này với 7.Txh6 hoặc 7.b3 chuẩn bị cho Tb2.
5... Td7, nước đi này được đề cập đến bởi Greco ngay từ năm 1620, và đã được hồi sinh và trở nên phổ biến nhờ Viktor Korchnoi trong thập niên 1970. Ý tưởng đằng sau đó là vì Đen thường chơi...Td7 không sớm thì muộn, nên lúc này họ chơi nó ngay lập tức và chờ đợi Trắng. Nếu Trắng trả lời bằng 6.a3, lý thuyết hiện đại cho rằng Đen sẽ có cân bằng hoặc ưu thế sau nước 6...f6!. Diễn biến này là phức tạp, nhưng điểm cơ bản là a3 sẽ chỉ là một nước làm tốn thời gian nếu như Hậu Đen không ở b6, vì thế Đen sẽ tận dụng lợi thế đó (lợi thế hơn temp) để tấn công trung tâm ngay lập tức.
5...Mh6 cũng trở thành một sự lựa chọn thay thế phổ biến gần đây.
Vào đầu thế kỷ 20, đã từng có những nỗ lực tìm kiếm các chiến lược thay thế cho 3... c5 ví dụ như 3...b6, với ý đồ fianchetto  quân Tượng xấu  và nước đi này có thể chuyển về khai cuộc phòng thủ Owen; hoặc là 3...Mc6, nước được chơi bởi Carlos Guimard, dự định để quân Tượng xấu ở c8 hoặc d7, cách chơi này bị động và ít có cơ hội phản công. Đồng thời, diễn biến 3...c5 4.c3 Hb6 5.Mf3 Td7 với ý định 6...Tb5 để đổi quân Tượng xấu là có thể được.

## Những diễn biến khác ngay từ đầu
Sau 1.e4 e6, gần như 90% trong tổng số tất cả các ván đấu sẽ tiếp tục với 2.d4 d5, tuy nhiên Trắng có thể thử những ý tưởng khác. Quan trọng nhất trong đó là 2.d3 d5 3.Md2, một phiên bản của King's Indian Attack (Tấn công Vua Ấn Độ). Trắng rất có thể sẽ chơi theo thứ tự Mgf3, g3, Tg2, 0-0, c3 hoặc Xe1 trong những nước tiếp theo. Đen có vài cách để chiến đấu với: 3...c5, tiếp theo là...Mc6,...Td6,...Mf6,...Mge7 và...0-0 là phổ biến; hay 3...Mf6 4.Mgf3 Mc6 ý định...dxe4 rồi...e5 phong tỏa Tượng nếu Tg2, và 3...Mf6 4.Mgf3 b6 giúp cho...Ta6 là có thể chơi nếu Tượng ô trắng của Trắng rời đường chéo a6–f1. Nước 2.d3 đã từng được sử dụng bởi rất nhiều kỳ thủ hàng đầu qua nhiều năm, trong đó bao gồm các Đại kiện tướng Pal Benko, Bobby Fischer và Lev Psakhis.
- 2.f4 là Phương án Labourdonnais, được đặt theo tên của Louis-Charles Mahé de La Bourdonnais, một Kiện tướng người Pháp thế kỷ 19.[5]
- 2.He2 là Phương án Chigorin, nước đi này không khuyến khích Đen chơi 2...d5 vì sau khi 3.exd5 Tốt e6 sẽ bị ghim (giằng), khiến họ cần phải ăn lại bằng Hậu. Đen thường trả lời bằng 2...c5, sau đó cách chơi sẽ tương tự như phương án 2.d3 hay như phương án kín của Phòng thủ Sicilian.
- 2.Mf3 d5 3.Mc3 là Phương án hai Mã: 3...d4 và 3...Mf6 là hai câu trả lời tốt tiếp theo cho Đen.
- 2.c4 (nỗ lực để ngăn Đen chơi 2...d5) là Phương án Steiner. Nhưng dù sao Đen vẫn có thể chơi 2...d5, sau khi 3.cxd5 exd5 4.exd5 Mf6, cách duy nhất cho Trắng để giữ Tốt hơn ở d5 là 5.Tb5+. Tuy nhiên đổi lại Đen sẽ có được sự bồi thường tốt.
- 2.b3 dẫn đến Gambit Réti sau khi 2...d5 3.Tb2 dxe4, nhưng Đen có thể từ chối không ăn Tốt với 3...Mf6 4.e5 Md7, và Trắng sẽ chơi f4 và Qg4 trước khi Mf3.
- 2.Tb5 dẫn đến Phương án Wahls, được đặt theo tên của kỳ thủ người Đức Matthias Wahls. Ông đã từng hòa với Đại kiện tướng Anatoly Vaisser bằng diễn biến này. Đây là cách chơi không phổ biến với những kỳ thủ hàng đầu, khi mà Đen có thể dễ dàng cân bằng cờ với 2...a6 và theo sau đó là b5, hoặc 2...c6. Một trình tự nước đi kỳ lạ 2...Hg5 3.Tf1 Hd8[6] đã từng được chứng kiến ở một vài ván đấu.

Bên cạnh đó cũng đã có một vài diễn biến hiếm gặp sau 1.e4 e6 2.d4 d5, trong đó như 3.Td3 (Phương án Schlechter). 3.Te3 (Gambit Alapin), và 3.c4 (Gambit Diemer-Duhm, cũng có thể đạt được qua khai cuộc Queen's Gambit Declined (Gambit Hậu từ chối, hay Gambit Hậu không tiếp nhận)).
Đối với Đen, mặc dù 2...d5 là nước đi phù hợp nhất sau khi 1.e4 e6 2.d4, nhưng đôi khi họ có thể chơi những nước khác. Sự lựa chọn đứng đầu trong số đó là 2...c5, Phòng thủ Franco-Benoni, nó có tên gọi như vậy vì nước tiến c7-c5 là đặc trưng của khai cuộc phòng thủ Benoni. Trắng có thể tiếp tục với 3.d5, và ván đấu sẽ có thể chuyển về khai cuộc Benoni, dù vậy họ còn nhiều sự lựa chọn khác do c2-c4 là không bắt buộc. Như là 3.Mf3, chuyển về Phòng thủ Sisilian; và 3.c3, chuyển về một diễn biến của phương án Alapin trong phòng thủ Sisilian (thường đạt được sau các nước 1.e4 c5 2.c3 e6 3.d4) cũng là nước phổ biến. Diễn biến sau đó cũng có thể quay lại khai cuộc phòng thủ Pháp; ví dụ như 1.e4 e6 2.d4 c5 3.c3 d5 4.e5 sẽ chuyển về phương án tiến Tốt.

## Lịch sử
Nguồn gốc tên gọi của khai cuộc là từ một ván đấu qua thư giữa hai đội ở hai thành phố London và Paris năm 1834 (mặc dù đã có những ván đấu diễn ra với khai cuộc này xuất hiện sớm hơn). Chamouillet, một trong những kỳ thủ của đội Paris, là người đã thuyết phục những người còn lại áp dụng khai cuộc này.
Với câu trả lời cho nước 1.e4 là 1...e6, phòng thủ Pháp nhận được tương đối ít sự chú ý vào thế kỷ 19 nếu so sánh với 1...e5. Nhà vô địch thế giới đầu tiên, Wilhelm Steinitz, đã nói: "Tôi chưa bao giờ chơi Phòng thủ Pháp một lần trong đời, đó là khai cuộc ngớ ngẩn nhất trong mọi loại khai cuộc". Vào đầu thế kỷ 20, Géza Maróczy có lẽ là kỳ thủ đầu tiên trên thế giới sử dụng phòng thủ Pháp làm vũ khí ưu tiên chống lại nước 1.e4. Trong một thời gian dài, 1...e6 đã là nước đáp trả phổ biến thứ ba cho 1.e4, sau các nước 1...c5 (phòng thủ Sisilian) và 1...e5. Tuy nhiên, theo Mega Database 2007 Lưu trữ ngày 7 tháng 5 năm 2006 tại Wayback Machine, vào năm 2006, nước 1...e6 chỉ đứng sau phòng thủ Sisilian về mức độ phổ biến.
Những kỳ thủ từng có đóng góp quan trọng cho lý thuyết về khai cuộc này trong lịch sử bao gồm Mikhail Botvinnik, Viktor Korchnoi, Aron Nimzowitsch, Tigran Petrosian, Lev Psakhis, Wolfgang Uhlmann và Rafael Vaganian. Gần đây hơn, những chuyên gia hàng đầu về nó gồm Evgeny Bareev, Alexey Dreev, Mikhail Gurevich, Alexander Khalifman, Smbat Lputian, Alexander Morozevich, Teimour Radjabov, Nigel Short, Gata Kamsky, và Yury Shulman.
Phương án đổi được đề xuất bởi Howard Staunton vào thế kỷ 19, nhưng đã bị phủ nhận kể từ đó. Đến những năm đầu thập niên 1990, Garry Kasparov đã từng thử nghiệm phương án này một thời gian ngắn trước khi chuyển sang chơi 3.Mc3. Chú thích quan trọng là Đen sẽ có một ván đấu dễ dàng hơn nhiều nếu quân Tượng cánh Hậu của họ được giải phóng (trong phương án đổi sau nước 3...exd5 thì đường chéo c8-h3 đã mở ra cho Tượng). Cách chơi này nổi tiếng là tặng cho Đen thế cân bằng ngay lập tức từ đầu, do cấu trúc Tốt đối xứng.
Cũng giống như phương án đổi, Phương án tiến Tốt (Advance Variation) thường được chơi trong thời kỳ đầu của Phòng thủ Pháp. Aron Nimzowitsch đã tin rằng đó là sự lựa chọn tốt nhất cho Trắng và ông đã làm phong phú lý thuyết cho nó với rất nhiều ý tưởng. Tuy nhiên, phương án này đã không phổ biến trong hầu hết giai đoạn thế kỷ 20 cho đến khi nó có một sự trở lại vào thập niên 1980 bởi Đại kiện tướng và nhà lý thuyết khai cuộc nổi tiếng Evgeny Sveshnikov, người đã tiếp tục trở thành một chuyên gia hàng đầu với diễn biến này. Trong những năm gần đây, cách chơi này trở nên phổ biến gần bằng 3.Md2; Đại kiện tướng Alexander Grischuk đã thành công với nó ở cấp độ cao nhất. Phương án tiến Tốt cũng là một sự lựa chọn phổ biến ở cấp độ câu lạc bộ do tính đơn giản sẵn có, kế hoạch rõ ràng liên quan đến những cơ hội tấn công và chút ưu thế không gian.

## Mã ECO
Bách khoa toàn thư về khai cuộc (ECO) bao gồm hệ thống phân loại chữ và số cho các dạng khai cuộc được sử dụng rộng rãi trong nhiều tài liệu cờ vua. Các mã ký hiệu từ C00 đến C19 là của Phòng thủ Pháp, được phân chia cụ thể theo cách dưới đây (tất cả các phần trừ C00 đều bắt đầu bằng các nước 1.e4 e6 2.d4 d5):
- C00 – 1.e4 e6 mà không 2.d4, hoặc 2.d4 mà không 2...d5 (các diễn biến chệch hướng ngay từ đầu)
- C01 – 2.d4 d5 (bao gồm phương án đổi, 3.exd5)
- C02 – 3.e5 (phương án tiến Tốt)
- C03 – 3.Md2 (bao gồm 3...Te7; bao trùm từ C03 đến C09 là phương án Tarrasch)
- C04 – 3.Md2 Mc6 (phương án Guimard)
- C05 – 3.Md2 Mf6
- C06 – 3.Md2 Mf6 4.e5 Mfd7 5.Td3
- C07 – 3.Md2 c5 (bao gồm 4.exd5 Hxd5)
- C08 – 3.Md2 c5 4.exd5 exd5
- C09 – 3.Md2 c5 4.exd5 exd5 5.Mgf3 Mc6
- C10 – 3.Mc3 (bao gồm phương án Rubinstein, 3...dxe4)
- C11 – 3.Mc3 Mf6 (bao gồm phương án Steinitz, 4.e5; từ C11 đến C14 là phương án cổ điển)
- C12 – 3.Mc3 Mf6 4.Tg5 (bao gồm phương án McCutcheon, 4...Tb4)
- C13 – 3.Mc3 Mf6 4.Tg5 dxe4 (phương án Burn)
- C14 – 3.Mc3 Mf6 4.Tg5 Te7
- C15 – 3.Mc3 Tb4 (từ C15 đến C19 là phương án Winawer)
- C16 – 3.Mc3 Tb4 4.e5
- C17 – 3.Mc3 Tb4 4.e5 c5
- C18 – 3.Mc3 Tb4 4.e5 c5 5.a3 (bao gồm phương án Armenian, 5...Ta5)
- C19 – 3.Mc3 Tb4 4 e5 c5 5.a3 Txc3+ 6.bxc3 Me7 7.Mf3 và 7.a4